# 2022年のテレビドラマ (日本)
- 2022年のテレビ (日本) > 2022年のテレビドラマ (日本)

2022年のテレビドラマでは、2022年に日本国内で放送されたテレビドラマについてまとめる。

## 主な動向

### 1月
- 1日
  - （2021年12月31日深夜）テレビ東京系で2020年と2021年に「ドラマParavi」枠で放送された『来世ではちゃんとします』の正月特番『来世ではちゃんとします お正月初夢SP』と題して放送（0時50分 - 1時50分）。主人公・大森桃江役の内田理央をはじめとする出演陣は続投[1]。
  - テレビ朝日系「水曜21時」枠で放送の『相棒』は、この日に恒例の「元日スペシャル」を放送（21時 - 23時15分）。元日スペシャルの放送は、2006年に初放送して以降16年連続。ゲスト共演者の一人として、反町隆史演じる「冠城亘」の姉・冠城由梨役で飯島直子が登場[2][3]。
- 2日
  - TBS系で2018年7月期に連ドラ、2020年に単発放送された桜沢鈴の同名漫画を原作とした『義母と娘のブルース』を、『義母と娘のブルース 2022年謹賀新年スペシャル』と題して放送（21時 - 23時30分）。連ドラ・前回の単発に引き続き、主人公のキャリアウーマン・宮本亜希子役を綾瀬はるかが務め、竹野内豊、佐藤健、上白石萌歌、井之脇海、宇梶剛士、浅野和之、麻生祐未らといった共演者も続投[4][5][6][7][8][9]。
  - 【中京広域圏】東海テレビ（フジテレビ系）にて、愛知県豊橋市を舞台とした新春エリアドラマ『家族の写真』を放送（14時 - 15時30分）。主演を剛力彩芽が務める。共演は吉谷彩子、三戸なつめ、木戸大聖、加藤紀子、升毅ら[10]。
  - 【BS】BS日テレ（2K・4K）では「BS笑点ドラマスペシャル」第4弾として、日本テレビ系の長寿演芸番組『笑点』を企画し、同番組初代司会者[注 1]も務めた七代目立川談志の生涯を描く『笑点をつくった男 立川談志』（19時 - 20時54分）を、談志の86回目の誕生日となるこの日に放送。本作では談志を駿河太郎、その夫人を篠田麻里子、師匠の五代目柳家小さんを角野卓造が演じたほか、『笑点』の現司会者である春風亭昇太も出演した[11]。
- 2日・3日 - 【特番・大河ドラマ】NHK大河ドラマ『鎌倉殿の13人』の放送開始を前に、関連番組が総合テレビ・BSプレミアム・BS4Kにて放送された。（→23日も参照）
  - 2日
    - 総合テレビでは、金曜20時台のクイズバラエティ番組『チコちゃんに叱られる!』の新春特番として『チコちゃんに叱られる! 新春拡大版スペシャル!鎌倉殿の13人が見たい!』（19時20分 - 20時50分）を放送。ドラマ出演者からは菅田将暉、中川大志、佐藤浩市らが出演した。
    - 【BS】BSプレミアム・BS4Kでは、新春恒例となった歴史討論特番『歴史サミット』シリーズ[注 2]第3弾『鎌倉殿サミット2022「源頼朝 死をめぐるミステリー 日本史上の大転換点」』（18時 - 20時）を放送。司会は爆笑問題（太田光・田中裕二）が務め、ドラマの時代考証を務める2名などの専門家を迎えて、日本史の謎を徹底討論した[12]。同番組は2月27日に総合テレビでも放送される（16時 - 18時）。

  - 3日 - 総合テレビ
    - 17時より『名シーンを一挙公開!大河ドラマ大新年会スペシャル』と題した特番を放送。司会は高橋英樹と小籔千豊が務め、番組では60作を数える大河ドラマの名シーンを紹介したほか、出演俳優がインタビュー出演し、当時について語った。ゲストには武田鉄矢、竹下景子、松村邦洋のほか、スペシャルゲストとして山本耕史が登場した。なお、同特番は8日にBSプレミアム・BS4Kにて2時間の完全版（18時 - 20時）で放送された[13]。
    - 続いて17時30分より『北条ファミリーが語る!「鎌倉殿の13人」放送直前SP』を放送した（ - 18時）[14]。
    - 18時5分 - 18時48分の枠でトーク番組『50ボイス「鎌倉殿の13人」』（司会：春風亭昇太・小池栄子[注 3]）を放送した（23日に再放送）[15]。
- 3日
  - 【時代劇】NHK総合で恒例の「正月時代劇」として『幕末相棒伝』を放送（21時 - 22時30分）。永山瑛太が坂本龍馬役、向井理が土方歳三役で出演[16]。
  - テレビ朝日系で、天海祐希出演のシリーズドラマ『緊急取調室』の新春スペシャルを放送（21時 - 23時5分）。今回は、前年7月期に放送された4th SEASONの最後に発生した8億円強奪事件の真相を暴くため、解散した緊急事案対応取調班が再度集結するところを描いた。共演の田中哲司、速水もこみち、鈴木浩介、塚地武雅（ドランクドラゴン）、でんでん、小日向文世らも続投[17]。
  - フジテレビ系新春スペシャルドラマとして、第二次世界大戦中に同盟国であった日本とイタリア両国の軍人の人間模様を描く『潜水艦カッペリーニ号の冒険』（21時 - 23時30分）を放送。本作では原案・監督（演出）を馬場康夫（ホイチョイ・プロダクションズ）、脚本を澤本嘉光がそれぞれ担当、主演を二宮和也（嵐）が務め、その妹役として有村架純が出演した[18][19]。この他、日本海軍軍人役として堤真一、音尾琢真（TEAM NACS）、今野浩喜らが出演[20]。
- 4日（3日深夜） - 【関東広域圏】テレビ朝日史上初となる同局と動画配信プラットフォーム「TELASA（テラサ）」との連動企画によるSPドラマとして、里村の同名LINEマンガを原作とした『デキないふたり』を放送（0時15分 - 1時15分）。放送に先駆けて1日午前0時より、TELASAオリジナル版（以下:配信版）の配信を行い、地上波放送では奈緒の視点で描かれるのに対し、配信版では黒瀬の視点で描かれる。会社の同期で、かつて高校時代に付き合っていた黒瀬孝仁から、初体験の時に言われた一言がトラウマで、まともな恋愛が出来ていない主人公・白藤奈緒役を山本舞香が、奈緒にとんでもない一言を浴びせて以降、犬猿の仲となる黒瀬孝仁役を板垣瑞生がそれぞれ演じる[21][22]。
- 4日 - 6日・29日 - 【映画・時代劇・BS】BS日テレ（2K・4K）のゴールデンタイム枠にて、朝日放送テレビ（ABC）・松竹制作の老舗時代劇シリーズ『必殺シリーズ』[注 4]の劇場版映画4作品（いずれも貞永方久監督、藤田まこと主演）を特集放送。4日は『必殺! THE HISSATSU』（1984年）、5日は『必殺! III 裏か表か』（1986年）、6日は『必殺4 恨みはらします』（1987年）、29日は『必殺! 主水死す』（1996年）[注 5]をそれぞれ放送[23]。→9月19日 - 23日・25日の出来事も参照
- 6日
  - （5日深夜）テレビ東京系「ドラマParavi」枠1月期作品として、志茂原作漫画『部長と社畜の恋はもどかしい』を同名タイトルでドラマ化（全12話、 - 3月24日(23日深夜)。最終回は2話連続で放送（1時 - 2時））。本作では監督（演出）を村上牧人、湯浅弘章、堀江貴大、船谷純矢が持ち回りで担当、脚本を川﨑いづみが手掛け、主演には民放の連続ドラマ初主演となる中村ゆりかを起用[24][25]。
  - テレビ朝日系ではこの日、大北はるかが脚本を出掛けるSP刑事ドラマ『管理官キング』を放送（20時 - 21時54分）。主演で、洞察力が高いゆえに頭の回転も速く、捜査力に関しても抜きん出てはいるものの協調性が全くない上、周囲の意見にも聞く耳を持たず自我を押し通す性格から、警視庁内で「キング」と揶揄されてしまっている警視庁捜査一課の管理官役を沢村一樹が務める[26]。
  - フジテレビ系「木曜劇場」枠1月期作品として、社会派オリジナルドラマ『ゴシップ#彼女が知りたい本当の○○』を放送開始（全11話、 - 3月17日）。本作は脚本を関えり香、橋本夏、青塚美穂の3名が担当、石川淳一がメイン演出を務め、主演には同系ドラマ初主演となる黒木華を起用[27][28]。共演に溝端淳平、野村周平、野間口徹、石井杏奈、寛一郎、一ノ瀬颯ら[29]。初回は15分拡大（22時 - 23時9分）。
- 7日
  - （6日深夜）【近畿広域圏】毎日放送（MBS）「ドラマ特区」枠にて、荒牧慶彦と水江建太による期間限定ユニット「まっきーとけんた」の楽曲「Calling…」のドラマクリップで描かれた物語をベースとした『たびくらげ探偵日記』を放送開始（全4話、 - 1月28日(27日深夜)）。同ドラマでも荒牧と水江の2人で主演を務める。共演に濱津隆之、坂口涼太郎、岡宮来夢、津田健次郎ら[30][31]。
  - テレビ東京系の「新春ドラマスペシャル」として、瀬尾まいこのミステリー小説『優しい音楽』を原作とし、若松節朗が監督・演出、稲本響が音楽、岡田惠和が脚本を担当する『優しい音楽〜ティアーズ・イン・ヘヴン 天国のきみへ』と題して放送（20時 - 21時48分）。主演を同局系ドラマ初主演となる土屋太鳳が務める。共演に永山絢斗ら[32][33]。
  - NHK総合「ドラマ10」枠1月期作品として、村田ひろゆきの同名漫画作品を原作とした安田顕（TEAM NACS）主演の『しもべえ』を放送開始（全8話、 - 3月25日）。安田は、白石聖演じる鴨志田ユリナを無言で救う謎のおじさん・しもべえを演じる。この他、共演に金子大地、矢作穂香、内藤秀一郎、矢田亜希子ら[34][35]。→9月25日の出来事も参照
  - 【BS】WOWOWプライムにて2008年に第1作が発売された女性向けの恋愛アドベンチャーゲーム「薄桜鬼 〜新選組奇譚〜」を実写化した『薄桜鬼』を放送開始（金曜23時30分 - 翌0時、全10話、 - 3月11日）。主人公で新選組の副長・土方歳三役を崎山つばさが演じる[36]。共演としてヒロイン・雪村千鶴役を若柳琴子、新選組の隊士・斎藤一役に矢野聖人、同じく新選組の隊士・沖田総司役に金井成大がそれぞれ出演[37]。
- 8日
  - （7日深夜）テレビ東京系
    - 「ドラマ24」枠1月期作品として、40歳の女性漫画家と22歳の男性アシスタントとの禁断の恋を描く坂井真理の漫画作品『シジュウカラ』をザ・ワークスの制作により同名タイトルでドラマ化し、放送開始（全12話、 - 3月26日(25日深夜)）。本作では関真理が脚本を手掛け、演出は大九明子、成瀬朋一、上田迅が担当し、山口紗弥加が主演を務める[38][39]。
    - 「ドラマ25」1月期作品として、ローカル線乗り鉄女子を描いた旅情ドラマ『鉄オタ道子、2万キロ』を放送開始（全12話、 - 3月26日(25日深夜)）。本作では古澤健とヤング・ポールが演出（監督）、竹村武司がメイン脚本を担当、主演には同局ドラマ初主演の玉城ティナを起用する[40][41]。

  - 【時代劇】NHK総合
    - 「土曜時代ドラマ」枠にて『小吉の女房2』を放送開始（全7話、 - 3月12日）[42]。本作をもって当枠は、5年の歴史に幕[43]。
    - 「土曜ドラマ」枠にて『わげもん〜長崎通訳異聞〜』を放送開始（全4話、 - 1月29日）。主演を、同局の連続ドラマ初主演となる永瀬廉（King & Prince）が務める[44]。

  - フジテレビ系
    - 鳴見なるの同名漫画を原作に、桜田ひよりがラーメンをひたすら食べまくる謎の女子高校生「小泉さん」役を演じ、2020年3月に放送された“ラーメンテロ”ドラマの続編作品となる『ラーメン大好き小泉さん 二代目! 2022年新春SP』を放送（14時45分 - 15時55分）。共演に小宮璃央、田鍋梨々花、井頭愛海、井本彩花ら[45]。
    - 東海テレビ制作「土ドラ」枠にて、日本映画放送との共同制作作品として、伊藤理佐の漫画『おいピータン!!』シリーズを中核原作とした『おいハンサム!!』を放送開始（全8回、 - 2月26日）。結婚を目指す娘たちの目を通じて、どこか憎めない愛すべき父親の姿を描く。主人公で、「昭和の頑固親父の生き残り」とも言われる伊藤源太郎役を吉田鋼太郎が務める。共演に木南晴夏、佐久間由衣、武田玲奈が3姉妹の役で、源太郎の妻・3姉妹の母親役でMEGUMIが登場[46]。

  - 【BS】BSテレ東（2K・4K）の「土曜ドラマ9」枠1月期作品として、大門剛明の同名小説を原作とした『婚活探偵』を放送開始（全6話、 - 2月12日）。元刑事の経験と勘を頼りに、謎や事件を爽快に解決していく裏では婚活中という、仕事は出来てもモテない中年探偵の主人公・黒崎竜司役を向井理が演じる[47][48]。
- 8日・15日 - 【映画】フジテレビ系「月9」枠で2018年4月期に放送された『コンフィデンスマンJP』（長澤まさみ・東出昌大・小日向文世トリプル主演）の劇場版最新作『コンフィデンスマンJP -英雄編-』の公開（1月14日公開）を記念して、同ドラマの劇場版過去2作を『土曜プレミアム』枠にて2週連続で放送。8日は『〜ロマンス編』（2019年公開）を放送[49]、15日は『〜プリンセス編』（2020年公開）を地上波初放送（21時 - 23時40分）した[50]。
- 9日
  - （8日深夜）【大阪府・BS】テレビ大阪制作・BSテレ東（2K・4K）「真夜中ドラマ」枠1月期作品として、武内つなよしの名作漫画『赤胴鈴之助』が現代にタイムスリップして悪と戦う姿を描くコメディドラマ『まったり!赤胴鈴之助』を放送開始（全12話、 - 3月27日(26日深夜)）。主人公の赤胴鈴之助役を尾上松也が演じる[51][52]。共演に今野浩喜、堀未央奈ら[53]。
  - 【大河ドラマ】NHK大河ドラマ第61作として、三谷幸喜の脚本による[注 6]、鎌倉幕府第2代執権・北条義時を主人公とする『鎌倉殿の13人』を放送開始（総合・BSプレミアム・BS4K。全48話、 - 12月18日[54][55][56]）[注 7]。主演を小栗旬が務める[57]。共演に大泉洋（TEAM NACS）、小池栄子、松平健、佐藤二朗、菅田将暉、新垣結衣、西田敏行ら[58]。初回は15分拡大（総合テレビでは20時 - 21時の放送）[59]。また、語りを長澤まさみが務める[60]。→（関連番組については2日・3日・23日を参照）
  - 【時代劇】テレビ朝日系にて、朝日放送テレビ・テレビ朝日・松竹との共同制作により、2007年から続く東山紀之（少年隊）主演による『必殺シリーズ』が15年目を迎えるにあたり、その最新作として『必殺仕事人（2022年版）』を放送（21時 - 22時55分）。東山のほか、松岡昌宏（TOKIO）、知念侑李（Hey! Say! JUMP）、中越典子、キムラ緑子、和久井映見、遠藤憲一らの共演陣は続投。今作でのゲスト共演者として、岸優太（King & Prince）と西畑大吾（なにわ男子）が兄弟役で登場[61][62][63][64][65][66][67]。更なるゲスト共演者として高月彩良、木村了、金田明夫、羽場裕一、杉田かおる、小林隆、須賀健太、前野朋哉、吉村界人、佐久本宝、松田悟志、クロちゃん（安田大サーカス）ら[68][69]。
  - 【BS】WOWOWプライム「日曜連続ドラマW」にて、一本木透原作の同名小説をテレビドラマ化した『だから殺せなかった』を同局のドラマ初主演となる玉木宏により放送開始（全5話、 - 2月6日）。共演に松田元太（Travis Japan）、萩原聖人、古田新太、高岡早紀、渡部篤郎ら[70]。
  - 【訃報】大映京都撮影所にて溝口健二（1956年没）や吉村公三郎（2000年没）の助監督を経験し、大映では八世市川雷蔵（1969年没）主演作などの監督を務め、テレビドラマでは『東京警備指令 ザ・ガードマン』（TBS／大映テレビ）、『浮世絵 女ねずみ小僧』（フジテレビ／三船プロダクション）を始めとする数々の作品の演出（監督）を務めた映画監督の井上昭がこの日、脳梗塞及び肺炎のため死去（93歳没）。訃報は13日に明らかになった[71]。
  - 【広島県】中国放送開局70年の取り組みの一環として、ミニドラマ『叫ばないと生きていけない』を日曜22時54分 - 23時枠にて放送開始（全9回、 - 3月6日）。企画・脚本・監督は広島出身の森ガキ侑大が務め、主人公の女子高生・木田真知子役は瀬戸内7県を拠点とするアイドルグループ・STU48の甲斐心愛が演じる。共演は西田尚美、松澤匠、見上愛、平子祐希（アルコ&ピース）ら[72]。3月26日には総集編『叫ばないと生きていけない完全版』（12時 - 12時32分）を放送。
- 10日
  - NHK総合
    - 2020年6月6日にBS8Kで放送された黒沢清監督によるスペシャルドラマ『スパイの妻』を、この日13時5分 - 15時の枠にて地上波初放送。
    - 「よるドラ」枠1月期並びに最終作品として、『恋せぬふたり』を放送開始（全8回、 - 3月21日）。主演を岸井ゆきのと高橋一生の二人が務める[73]。

  - フジテレビ系「月9」枠1月期作品として、田村由美原作で小学館「月刊フラワーズ」に連載中の同名漫画をテレビドラマ化した『ミステリと言う勿れ』を月9枠初主演となる菅田将暉により放送開始（全12話、 - 3月28日）[74][75]。共演に同枠27年半振りの出演となる筒井道隆を始め、尾上松也、遠藤憲一ら[76]。初回は90分拡大スペシャルとして放送（21時 - 22時24分）[77]。
  - 【訃報】『男どアホウ甲子園』（原作：佐々木守、週刊少年サンデー〈小学館〉連載）や『ドカベン』（週刊少年チャンピオン〈秋田書店〉連載）、『あぶさん』（ビッグコミックオリジナル〈小学館〉連載）を始めとする野球漫画の第一人者として知られ、また花登筺（1983年没）原作で週刊少年チャンピオン（秋田書店）に自身が連載した漫画『銭っ子』が1977年に「東海テレビ制作昼の帯ドラマ」枠で『つくしんぼ』（主演：山田五十鈴（2012年没））として、『野球狂の詩』（週刊少年マガジン〈講談社〉連載）が1985年にフジテレビ系「月曜ドラマランド」（主演：斉藤由貴）でそれぞれドラマ化されたこともある漫画家[注 8]の水島新司がこの日、肺炎のため死去（82歳没）。訃報は17日に明らかになった[78]。
- 11日
  - 【BS】（10日深夜）BSテレ東（2K・4K）の火曜0時 - 0時30分（月曜深夜）枠にて、武田梨奈出演のシリーズドラマ『ワカコ酒』のシーズン6を放送開始（全12話、 - 3月29日(28日深夜)）[79][80][81][82]。
  - TBS系「火曜ドラマ」枠1月期作品として、岡田惠和のオリジナル脚本によりスポ根空手女子の恋物語を描く『ファイトソング』を放送開始（全10話、 - 3月15日）。主演には民放の連続ドラマ初主演となる清原果耶を起用[83][84]。また、清原の恋敵役として間宮祥太朗と菊池風磨（Sexy Zone）が出演する他[85]、更なる追加共演者として栗山千明、橋本じゅん、戸次重幸（TEAM NACS）、稲森いずみも出演[86]。初回は15分拡大（22時 - 23時12分）[87]。
- 12日 - 日本テレビ系「水曜ドラマ」枠1月期作品として、渡邉真子脚本、猪股隆一演出によるオリジナル作品『ムチャブリ! わたしが社長になるなんて』を放送開始（全10話、 - 3月16日）[88]。主演を『過保護のカホコ』（17年7月期）、『同期のサクラ』（19年10月期）に続いて、同枠3度目の登板となる高畑充希が務める[89][90][91]。共演に志尊淳[92][93]、松田翔太ら[94]。
- 13日
  - テレビ朝日系「木曜ミステリー」枠『科捜研の女 Season21』は、この日第9話を2時間SPとして放送（20時 - 21時54分）[95]。
  - 読売テレビ制作・日本テレビ系「モクドラF」枠1月期作品として、薫原好江の同名漫画を原作とした『ケイ×ヤク -あぶない相棒-』を放送開始（全10話、 - 3月17日）。警視庁の公安捜査官とヤクザの若頭の2人が、協力関係を隠すために偽りの恋人契約を結び、闇に葬られた事件を秘密捜査で追っていく中で、巨大な陰謀へと巻き込まれていく様子を描く。主人公となる二人で、警視庁の公安捜査官・国下一狼役を鈴木伸之、ヤクザの若頭・英獅郎役を犬飼貴丈がそれぞれ演じる[96]。
- 14日
  - テレビ東京系
    - （13日深夜）「木ドラ24」枠1月期作品として、『真夜中にハロー!』を放送開始（全10話、 - 3月18日(17日深夜)）。ハロー!プロジェクト（ハロプロ）ファンの母と娘が運営するゲストハウスを舞台に、人生に悩んでいる宿泊客たちが、ハロプロの世界へと巡り合っていく様子を描く。主演の母親役を菊池桃子、その娘を大原優乃がそれぞれ演じる。更に毎回異なるハロプロメンバーも登場し、各回の内容に即した楽曲に合わせ、劇中でパフォーマンスも披露[97][98]。
    - 「金曜8時のドラマ」枠1月期作品として、笹本稜平[注 9]の同名小説を原作とする寺島進主演のシリーズドラマ『駐在刑事』のSeason3を放送開始（全7話、 - 2月25日）。共演も北村有起哉、笛木優子、佐藤寛太（劇団EXILE）、鈴之助、市毛良枝らレギュラー陣も続投。今シリーズから、捜査一課への転籍を強く希望している警視庁捜査二課の刑事・和泉玲香（いずみ・れいか）役として藤井美菜が加入。初回は2時間SP（20時 - 21時48分）[100][101]。

  - テレビ朝日系「金曜ナイトドラマ」枠1月期作品として、2020年4月から講談社の無料マンガアプリ「Palcy（パルシィ）」で連載されている愛本みずほの女性漫画『愛しい嘘 優しい闇』を原作とした『愛しい嘘〜優しい闇〜』と題して放送開始（全8話、 - 3月4日）[102]。甘酸っぱい恋心が再燃しながら、同級生たちの不慮の死に翻弄されていく主人公・今井望緒役を波瑠が演じる。共演に望緒の初恋の人・雨宮秀一役を林遣都が出演[103][104]。
  - 【時代劇・BS】NHK BSプレミアム・BS4K「BS時代劇」枠にて、過去に4度制作・放映された池波正太郎原作の『雲霧仁左衛門』シリーズ第5作となる『雲霧仁左衛門5』を放送開始（全8回、 - 3月4日）。過去4作同様、主人公で稀代の盗賊・雲霧仁左衛門を中井貴一、雲霧の宿敵である安部式部役の國村隼がそれぞれ演じる他、レギュラー陣の内山理名、近藤芳正らも続投。今作での新たな出演者としてともさかりえ、早乙女太一、榎木孝明、秋元才加、優希美青らも出演[105]。当初、2020年8月から放送される予定だったが、新型コロナウイルス（以下:「コロナ」）の影響により延期され[106]、ようやく日の目を見る形となる[107]。
- 15日
  - 日本テレビ系「土曜ドラマ」枠1月期作品として、伊月慶悟原作の同名漫画をテレビドラマ化し、プライム帯に放送されるドラマ初主演となる成田凌が殺人犯の濡れ衣を着せられた天才脳外科医・藤木圭介役を演じる『逃亡医F』を放送開始（全10話、 - 3月19日）[108][109]。共演に藤木と対等な関係の新米海洋観測士役で森七菜[110]、藤木への復讐に燃える元自衛官役で松岡昌宏（TOKIO）[111]、藤木を追い詰める研究者役で安田顕（TEAM NACS）[112]、さらに刑事役として和田聰宏、古屋呂敏がそれぞれ出演する[113]。
  - テレビ朝日系
    - 「土曜ナイトドラマ」枠1月期作品として、秋元康の企画・原作により『もしも、イケメンだけの高校があったら』を放送開始（全10話、 - 3月19日）。本作では主演に細田佳央太を起用する[114][115]。
    - 「オシドラサタデー」枠1月期作品として、清水ユウの同名漫画を原作とし、2018年にはテレビアニメも放送された『鹿楓堂よついろ日和』を放送開始（全10話、 - 3月19日）。主人公で亡き祖父の跡を継いで、和風喫茶「鹿楓堂」の店主となった「スイ」こと東極京水役を、同局の連ドラ初主演となる小瀧望（ジャニーズWEST）が演じる[116][117]。
- 16日
  - TBS系「日曜劇場」枠1月期作品として、海上保安庁の全面協力を得て海や河川・湖などを舞台に特殊潜水捜査を行う架空の組織「Deep Crime Unit」（特殊潜水捜査隊）のミッションを描く『DCU』を放送開始（全9話、 - 3月20日）[118]。主演には阿部寛を起用。また、本作は 日本・TBSテレビと イスラエル・ケシェット・インターナショナル（英語版）及び カナダ・ファセット4メディアによる3ヶ国共同制作を行い、世界進出を目指すこととしている[119][120]。共演に山崎育三郎、趣里、春風亭昇太、高橋光臣、市川実日子ら[121]。初回は25分拡大（21時 - 22時19分）[122]、最終回は1時間拡大（21時 - 22時48分）。
  - 【近畿広域圏】朝日放送テレビ
    - 「ドラマL」枠（テレビ朝日をも含め一部系列局にネット）1月期作品として、『封刃師』を放送開始（全9話、 - 3月13日）。現代日本を舞台とし、人の心の闇で作り出される「穢刃」と、それを封じ込める「封刃師」の戦いを描く。中島かずき（劇団☆新感線）が連ドラ初脚本を、藤井道人と曽根隼人が演出を担当。主人公の封刃師役を、連ドラ初主演となる早乙女太一が務める[123]。共演に深川麻衣ら[124]。
    - 「ドラマ+」枠1月期作品として、NON原作・手塚だい構成の同名漫画を原作とした『ハレ婚。』を放送開始（全9話、 - 3月13日）[125][126][127]。現代日本が舞台の一夫多妻制を題材とした作品で、日本で唯一、一夫多妻制が認められた町で第3夫人となる主人公・前園小春役を、2016年10月期にテレビ朝日で放送された『警視庁 ナシゴレン課』以来、5年4か月振りの主演作となる島崎遥香が演じる[128][129]。共演に、小春を3人目の妻として迎え入れる伊達龍之介役を稲葉友[130]、龍之介の1人目の妻・伊達ゆず役を柳ゆり菜[131]、小春をライバル視する2人目の妻・伊達まどか役を浅川梨奈がそれぞれ演じる[132]。

  - 【訃報】大衆演劇集団『梅沢富美男劇団』（通称：梅沢劇団）[注 10]の座長として長く活動、実弟の梅沢富美男をスターに押し上げ、自らも俳優として『淋しいのはお前だけじゃない』（1982年、TBS）に出演したこともある大衆役者・俳優の梅沢武生（本名：池田武生）がこの日死去（82歳没）。訃報は梅沢劇団正月公演（東京・明治座）千秋楽となった24日に、富美男が関係者宛に発信した電子メールにて明らかにされた[133]。
- 17日
  - 関西テレビ制作・フジテレビ系「月10」枠1月期作品として、樹林伸の小説『ドクター・ホワイト千里眼のカルテ』『ドクター・ホワイト神の診断』（いずれも角川文庫）をドラマ化し、『ドクターホワイト』のタイトルで放送開始（全10話、 - 3月21日）。主演はプライム枠初の単独主演となる浜辺美波が務める[134][135]。共演に高橋文哉、宮田俊哉（Kis-My-Ft2）ら[136][137]。初回は15分拡大（22時 - 23時9分）。
  - テレビ東京系「ドラマプレミア23」枠1月期作品として、秋元康（放送作家・作詞家）オリジナル原作で、テレビ局員とYouTuberの男の間で恋に悩む女を描くラブコメディドラマ『ユーチューバーに娘はやらん!』を放送開始（全10話、 - 3月28日）。本作では主演に同局初主演となる佐々木希を起用、共演に金子ノブアキ、戸塚純貴、若月佑美、遠藤憲一、斉藤由貴ら[138][139][140]。
- 20日
  - テレビ朝日系「木曜ドラマ」枠1月期作品として、遊川和彦が脚本・演出を務め、同局系列のドラマ初主演となる松本潤（嵐）が失敗だらけの中途半端な自称小説家の男・中越チカラ役を演じる『となりのチカラ』を放送開始（全10話、 - 3月31日）[141][142]。また、夫婦役として上戸彩、中越夫婦の隣に住む占い好きの謎のアラ還女性役を松嶋菜々子が演じる他、小澤征悦、映美くらら、ソニン、清水尋也、浅野和之、風吹ジュンらが出演[143][144][145]。初回は10分拡大（21時 - 22時4分）。
  - 【訃報】1961年に東宝映画『若い狼』で映画監督としてデビュー、内藤洋子主演の『伊豆の踊子』（1967年、東宝）などの作品でメガホンを執り、テレビドラマではメイン演出を務めた萩原健一（2019年没）主演の日本テレビ系『傷だらけの天使』（1974年 - 1975年）にてオープニングタイトルの斬新な演出で一世を風靡し、また同局の『火曜サスペンス劇場』（1981年 - 2005年）の第1回放送作品「球形の荒野」（1981年9月29日、原作：松本清張）の演出を担当するなど幅広い映像作品を手掛けた映画監督・演出家の恩地日出夫がこの日、肺癌のため死去（88歳没）。訃報は2月2日に公表された[146]。
- 21日
  - TBS系「金曜ドラマ」枠1月期作品として、村田椰融原作の同名漫画をテレビドラマ化した『妻、小学生になる。』を、5年振りの連続ドラマ主演となる堤真一により放送開始（全10話、 - 3月25日）[147][148]。共演に石田ゆり子、蒔田彩珠ら[149]。さらに、石田演じる妻の魂を持って生まれ変わった10歳の小学生役を毎田暖乃[150]、その母親役として吉田羊が出演[151]。当初は萩原利久も出演予定だったが、急性穿孔性虫垂炎のため降板。杉野遥亮が代演を務める[152]。初回は15分拡大（22時 - 23時9分）。
  - 【神奈川県・BS】テレビ神奈川（1月21日 - 2月11日）・BS11（2月6日・13日に2話ずつ放送）など[注 11]で、銀泥の同名漫画を原作とした『パティシエさんとお嬢さん』を放送開始（全4話）。洋菓子店を舞台に、毎週金曜日に必ずケーキを買いに来店する若い女性「お嬢さん」と、両思いながらも距離を縮められず、恋に奥手なパティシエの様子を描く。主人公のパティシエ・奥野丈士役を崎山つばさ、「お嬢さん」こと波留芙美子役を岡本夏美がそれぞれ演じる。共演に村井良大、横田龍儀ら[153]。
  - 【朝ドラ・BS】NHK BSプレミアムにて、朝7時15分枠でアンコール放送中の昭和54年度前期連続テレビ小説『マー姉ちゃん』の1週間分再放送（日曜9時30分 - 11時）のうち、16日にフンガ・トンガ火山噴火による津波関連のニュースにより休止となった6話分（10日 - 15日放送分、第92 - 97話）をこの日14時51分 - 16時21分に再放送。
- 22日 - 【BS】BS-TBS（2K・4K）「土曜サスペンス」枠にて、石ノ森章太郎の漫画『HOTEL』[注 12]を原作としたスピンオフドラマ『ホテルマン東堂克生の事件ファイル〜八ヶ岳リゾート殺人事件〜』を放送（19時 - 20時54分）。主人公で総支配人且つゼネラルマネージャー・東堂克生役を内藤剛志が演じる[154]。共演に内山理名ら[155]。同枠では3か月連続で新作2時間ミステリードラマを放送する[156]（毎月第4週）。
- 23日
  - 【特番・大河ドラマ】NHK総合でこの日中継放送予定だった『第27回都道府県対抗男子駅伝』（広島市）の開催中止[注 13]に伴い、予定枠（12時15分 - 15時）に代替編成として、大河ドラマ『鎌倉殿の13人』の2話連続再放送を中心とする関連番組を放送した。
    - 12時15分 - [注 14]12時58分の枠にて、3日に放送した『50ボイス「鎌倉殿の13人」』を再放送した。
    - ニュースの後、13時5分 - 14時50分の枠にて第1・2話を再放送[157][注 15]し、終了後に10分間のミニ番組『北条義時ゆかりの地をめぐる〜鎌倉編〜』を放送した。

  - 【訃報】劇団NLT所属の舞台俳優で、テレビでもNHK大河ドラマ『独眼竜政宗』（1987年）や『八代将軍吉宗』（1995年）、TBS系『水戸黄門』など主に時代劇に出演していた平松慎吾（本名・石井政治）がこの日の朝、誤嚥性肺炎のため川崎市宮前区内の病院で死去（87歳没）。訃報は1月31日に劇団が発表した[158][159]。
- 24日 - テレビ東京系「月曜プレミア8」枠にて、北大路欣也主演のシリーズ2時間ドラマ『さすらい署長 風間昭平』の最新作・第15弾として『さすらい署長 風間昭平スペシャル 塩屋岬いわき殺人事件』を放送。今作の共演として中山優馬、足立梨花、大後寿々花、岡田浩暉、吉本実憂、金井勇太、小倉一郎、河相我聞、横内正、石倉三郎、堀内敬子、勝野洋ら[160]。
- 25日（24日深夜） - 日本テレビ「シンドラ」枠1月期作品として、2019年7月期にBS日テレ[注 16]で放送されたジャニーズJr.が多数出演している『恋の病と野郎組』の続編となるSeason2を放送開始（全10話、 - 3月29日(28日深夜)）。同作のシリーズとしては初めて地上波で放送される。前作から1年進級して3年生の設定にはなったものの、主人公は同じ共学の高校に通うが、男子しかいない通称「野郎組」のクラスにいる8人の男子高生で、クラスのリーダー格の髙橋優斗（HiHi Jets）をはじめ、中村嶺亜（7 MEN 侍）、織山尚大（少年忍者）、猪狩蒼弥（HiHi Jets）、岩﨑大昇（美 少年）、作間龍斗（HiHi Jets）、正門良規（Aぇ! group）、教師役の濵田崇裕（ジャニーズWEST）らは前作から続投。今作より、3年次の「野郎組」の生徒の一人でもある二葉桜太郎役が、佐藤龍我（美 少年）から川﨑皇輝（少年忍者）に交代する他、1年後輩となる2年生の「野郎組」生徒として、内村颯太（少年忍者）、黒田光輝（少年忍者）、川﨑星輝（少年忍者）らが新たに出演[161][162]。
- 25日 - 28日 - 【BS】NHK BSプレミアムにて、原田マハの同名小説（集英社刊）を原作としたドキュメンタリータッチドラマ『旅屋おかえり』を4夜連続で19時00分 - 19時30分枠で放送（25日・26日：秋田編、27日・28日：愛媛・高知編）。本作は長田育恵が脚本を担当、安藤サクラが主演、共演に武田鉄矢ら[163][164]。
- 26日 - 【映画・時代劇・BS】BS日テレ（2K・4K）にて20時 - 22時に、かつてフジテレビ系で放送された松竹制作・二代目中村吉右衛門（2021年11月28日没）主演の同名時代劇シリーズ[注 17]の劇場版で、1995年に公開された『鬼平犯科帳』（小野田嘉幹監督）を放送した[165]。
- 30日 - 2月20日 - 【BS】NHK BSプレミアム・BS4K「プレミアムドラマ」枠にて、台湾PTSと共同制作した『路〜台湾エクスプレス〜』を特別編集版にて4回連続放送。吉田修一の小説を原作とし、田渕久美子が脚本を手掛け、波瑠とアーロンがダブル主演、共演に井浦新ら[166]。

### 2月

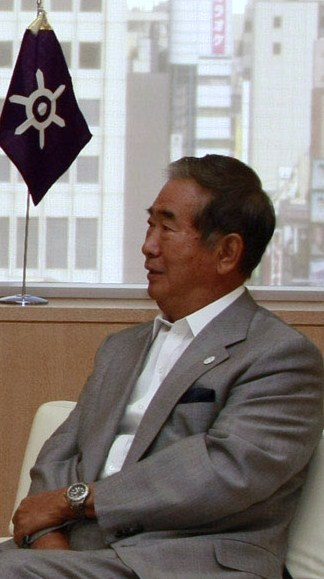
石原慎太郎死去（2月1日、89歳没。写真は2009年8月撮影）

- 1日 - 【訃報】1955年に『太陽の季節』で第34回芥川龍之介賞を受賞、以後は作家や政治家として多彩な活動を展開、テレビドラマでは1965年に日本テレビ系日曜8時枠で放送された青春ドラマシリーズ第1作『青春とはなんだ』（製作：東宝、テアトルプロ、主演：夏木陽介〈2018年没〉）や2002年にTBS系「東芝日曜劇場」で放送された『太陽の季節』（主演：滝沢秀明）の原作者として、また実生活では石原裕次郎（俳優・歌手、1987年没）の実兄であり石原良純（俳優・タレント）の父親としても知られる小説家・作詩家・映画監督・元政治家（参議院議員→衆議院議員→東京都知事）の石原慎太郎がこの日死去（89歳没）[167]。
- 3日（2日深夜） - テレビ東京と電子コミック配信サービス「めちゃコミック」の共催による「僕を主人公にした漫画を描いてください! それをさらにドラマ化もしちゃいます!!」と題したプロジェクトで、漫画家のコンテストを開催。大賞作は「めちゃコミック」で連載されるとともに、「水ドラ25」枠にてドラマ化もされ放送。その主演を、同コンテストの審査委員長も務め、漫画の主人公でもある町田啓太（劇団EXILE）が務め、選考過程の模様を追ったドキュメンタリーも1月6日（5日深夜）からの「水ドラ25」枠で放送（全4回、 - 1月27日(26日深夜)）[168]。その大賞作品として、大盛のぞみの『ダメな男じゃダメですか?』に決定し放送開始（全8回、 - 3月31日(30日深夜)）。東京で偽りの人生を送る見栄っ張りでヘタレな大学生と、田舎暮らしのパワフルなおばあちゃんが入れ替わってしまい、自分を偽らずありのままに生きてもいいということや、人間誰しも光るものがあることを描く。主人公の大学生役を、前述の通り町田が演じる。共演に田舎暮らしのパワフルなおばあちゃん役を宮崎美子が演じる他、深川麻衣、加藤清史郎らも出演[169][170]。
- 4日（3日深夜） - 【近畿広域圏】毎日放送「ドラマ特区」枠にて、山田金鉄の同名漫画を原作とした『あせとせっけん』を放送開始（全9話、 - 4月1日(3月31日深夜)）。化粧品・バス用品メーカーで働く重度の汗っかきのOL・八重島麻子と、同じ会社に石鹸の商品開発プランナーとして勤務する「においフェチ男子」・名取香太郎のやり取りを描く。主人公・名取香太郎役を佐藤寛太（劇団EXILE）、もう一人の主人公・八重島麻子役を、地上波連ドラ初主演となる大原優乃がそれぞれ演じる[171][172]。
- 8日 - 【訃報】海外ドラマ『特攻野郎Aチーム』[注 18]や『冒険野郎マクガイバー』[注 19]などに出演したダナ・エルカー（2005年没）などの吹き替えを担当、アニメにも出演した声優の上田敏也がこの日死去（88歳没）。訃報は14日に所属していた81プロデュースから公表された[注 20][173]。
- 12日 - 【訃報】1964年に東映動画（現・東映アニメーション）に入社し、『魔法使いサリー』（1967年、NET（現・テレビ朝日）系）などのテレビアニメ作品の原画に携わり、東映動画退職以後も『ニルスのふしぎな旅』（1980年、NHK）などの作品で原画や演出を手掛け、テレビドラマでは2019年上期NHK連続テレビ小説『なつぞら』にて劇中で登場したアニメ作品『キックジャガー』[注 21]の原画及びキャラクターデザインを担当[174]したことで知られるアニメーターの大橋学が急性心疾患のため死去（73歳没）。訃報は15日に公表された[175]。
- 13日 - 【BS】WOWOWプライム「日曜連続ドラマW」にて、麻見和史の推理小説『警視庁殺人分析班シリーズ』を原作としたシリーズドラマ第4弾として、第1作『邪神の天秤 警視庁公安分析班』と、第2作『偽神の審判 警視庁公安分析班』を原作とした『邪神の天秤 公安分析班』を放送開始（全10話、 - 4月17日）。2019年11月 - 12月にかけて同枠で放送した第3弾『蝶の力学 殺人分析班』の最後で、警視庁捜査一課十一係から公安部へと異動した鷹野秀昭のその後を描く。主人公・鷹野秀昭役を青木崇高が演じる[176]。
- 14日 - 【東京都】TOKYO MX（東京メトロポリタンテレビジョン）「ドラマニア!」枠にて、井野ジュンの同名漫画を原作とした『おじさんが私の恋を応援しています（脳内）』を放送開始（全8話、 - 4月4日）。突然の事故によって、サラリーマンのおじさんの意識が飛び込み、脳内で同居生活を送ることになってしまう主人公の宮下まつり役を北乃きいが演じる[177]。共演に、まつりの脳内に意識が飛び込んでしまうサラリーマンのおじさん・誠一郎役をアキラ100%、まつりが恋する取引先のイケメン営業マンで、通称「王子」こと樹役を笹森裕貴がそれぞれ演じる[178][179][180]。
- 15日 - 【訃報】五代目柳家小さん門下の落語家で、日本テレビ系『笑点』の大喜利メンバー（1969年4月 - 1970年6月）として出演した他、ドラマでも1993年4月期にテレビ東京系で放送された時代劇『お助け同心が行く!』で料亭の店主役でレギュラー出演した経歴をもつ柳家さん吉（旧高座名：柳家小二三・柳家小三郎、本名：榑井昌夫）がこの日午前、心不全のため東京都内の病院で死去（84歳没）。訃報は4日後の19日に所属する落語協会から発表された[181][182]。
- 16日（15日深夜） - 【近畿広域圏】毎日放送「ドラマイズム」枠（TBSをも含め一部系列局にネット）にて、もぁらす原作・袴田十莉作画による同名のウェブコミックを原作とした『liar』を放送開始（全8話、 - 4月6日(5日深夜)）。主演に佐藤大樹（FANTASTICS from EXILE TRIBE）と見上愛の2人を起用[183][184]。
- 17日 - 【訃報】1957年に俳優としてデビューし、母国イタリアでは『サンタ・ルチア公爵夫人（イタリア語版）』（1959年）などの映画にも出演。日本ではカンツォーネ歌手として知られ、1974年のTBS系ドラマ『赤い迷路』（制作：大映テレビ室）の劇中挿入歌「去り行く今」、テレビ朝日系刑事ドラマ『特捜最前線』（1977年～1986年、制作：東映）の主題歌「私だけの十字架」を歌唱[注 22]したことで知られた俳優・歌手のファウスト・チリアーノがこの日、イタリア・ローマにて死去（85歳没）[185]。
- 19日 - NHK Eテレにて、SNS上での性犯罪を題材とした、ドキュメンタリードラマ『ETV特集 ある子ども』を放送。主演にまいきちと高田万作の2人を起用[186][187]。
- 20日 - 【訃報】昭和30年代から40年代にかけて大人気を博した橋幸夫、舟木一夫との「御三家」の1人として「君だけを」「星娘」「星のフラメンコ」などのヒット曲で知られ、俳優としても『どてらい男』（関西テレビ制作・フジテレビ系、1973年 - 1977年）の山下猛造[注 23]役、『江戸を斬る』（TBS系）[注 24]の遠山金四郎役などを演じた、歌手・俳優・タレントの西郷輝彦（本名：今川盛揮）がこの日午前、前立腺癌のため東京都内の病院で死去（75歳没）。訃報は翌21日、所属事務所のサンミュージックから発表された[188][189]。
- 22日 - 【BS】BSテレ東（2K・4K）にてこの日、「猫の日」にちなんだ恒例の猫関連特別編成『BSキャッ東 猫の日』の一環として、実在する「かんばん猫」をフィーチャーしたドラマ『かんばん猫』（全4話）を全話一挙放送（13時 - 14時56分）。主演は小西桜子、共演には田中要次、川上麻衣子ら[190]。それ以外にも同日は『おじさまと猫』（2021年1月 - 3月、地上波テレビ東京「ドラマParavi」枠にて放送）4Kダイジェスト版（15時25分 - 16時55分）なども放送した[191]。
- 25日 - 日本テレビ系「金曜ロードショー」枠にて、前年1月期の「日曜ドラマ」枠で放送した『君と世界が終わる日に』の特別編を放送。主人公・間宮響役の竹内涼真、その恋人・小笠原来美役の中条あやみらは続投。新たな生き残り並びに今回のゲスト共演者として小関裕太、長濱ねるが出演[192][193][194]。
- 26日
  - 【朝ドラ】NHK総合土曜早朝のアーカイブ番組『NHK映像ファイル あの人に会いたい』のこの日の放送にて、連続テレビ小説『カムカムエヴリバディ』第1部・安子編の登場人物の一人として知られる「カムカムおじさん」こと平川唯一（アナウンサー・英会話講師、1902年 - 1993年）[注 25]を取り上げた[195]。
  - 【関東広域圏】フジテレビでは、同局とBSフジ・ニッポン放送との連合プロジェクト「楽しくアクション!SDGs」の一環・関連番組として、世界で初となる木製ストロー開発への実話を描く西口彩乃の同名書籍を原作とした『木のストロー』を放送（15時30分 - 16時30分）。堀田真由が主演し、共演として鈴木保奈美、片寄涼太（GENERATIONS from EXILE TRIBE）、小日向文世らが出演[196][197][198]。BSフジでも、3月6日の18時 - 19時に時差ネット[199]。
  - 【BS】BS-TBS（2K・4K）「土曜サスペンス」枠にて、吉村達也の推理小説『遠隔推理─精神分析医 氷室想介の事件簿』を原作としたドラマ『精神分析医 氷室想介の事件簿〜超高層ビル密室殺人の謎〜』を放送（19時 - 20時54分）。主人公の精神分析医・氷室想介役を小泉孝太郎、バディとなる刑事・田丸有希役を美村里江が演じた[156]。
  - 【訃報】慶應義塾大学在学中の1958年に松竹映画『この天の虹』（木下惠介監督）でデビューし、以後も数々の作品に出演、テレビドラマではTBS系『東京警備指令 ザ・ガードマン』（1965年 - 1971年、大映テレビ室（現・大映テレビ）制作）の荒木隊員役、NET（現・テレビ朝日）系『スパイキャッチャーJ3』（1965年 - 1966年、東映制作[注 26]）のJ3/壇俊介役、日本テレビ系『ワイルド7』（1972年 - 1973年、国際放映製作、望月三起也原作）の草波勝隊長役などで知られた俳優の川津祐介（本名：川頭祐一）がこの日午前、慢性心不全のため東京都内の自宅で死去（86歳没）。訃報は3月4日に明らかにされた[200][201][202]。
- 27日 - 【関東広域圏】日本テレビでは、日曜13時45分 - 14時15分枠にて「Z世代に向けたエール」をコンセプトとし、ドラマの世界観をメディアや手法にとらわれることなく、SNSや楽曲、ライブ配信、映画、舞台など自由に描き出していくプロジェクトとして「Zドラマ」枠を新設。その第1弾として『卒業式に、神谷詩子がいない』を放送開始（全5話、 - 3月27日）。主人公の神谷詩子役を、民放ドラマ初主演となる茅島みずきが演じる[203][204]。共演に奥平大兼ら[205]。
- 28日
  - テレビ東京系「月曜プレミア8」枠にて、内田康夫の推理小説「浅見光彦シリーズ」を原作とした『内田康夫サスペンス 浅見光彦 軽井沢殺人事件』を放送。主人公のルポライター・浅見光彦役を、同局系のドラマ初主演となる岩田剛典（EXILE・三代目 J SOUL BROTHERS from EXILE TRIBE）が演じる[206][207]。共演に長野県警捜査一課の警部で「信濃のコロンボ」こと竹村岩男役を、同枠でのシリーズの一つ『新・信濃のコロンボ』で同役を演じている伊藤淳史、光彦の母・浅見雪江役を丘みつ子、光彦の兄で警察庁刑事局長・浅見陽一郎役を高橋克典、ミステリー作家で「軽井沢のセンセ」役を、フジテレビ系で光彦・陽一郎の両役を演じてきた榎木孝明がそれぞれ演じた他、工藤綾乃、長谷川初範、名取裕子らも出演[208]。
  - 【追悼・CS】TBSチャンネル2にて、20日に死去した西郷輝彦（75歳没）を追悼し、故人が出演したTBS系ドラマ『意外とシングルガール』（1988年、主演：今井美樹）をこの日の18時 - 3月1日2時までスペシャル版を含めた全話を放送した[209]。
  - いずれも【訃報】
    - 1960年代後半に歌手の克美しげるのマネージャーとして芸能界で活動し、その後小説家に転向してミステリー小説を中心に作品を発表し、1970年に『殺意の演奏』で第16回江戸川乱歩賞を受賞、またテレビ朝日系「土曜ワイド劇場」にて『大密室殺人事件』シリーズ（1991年 - 1993年、主演：植木等（2007年没））としてドラマ化された、名探偵・八木沢庄一郎警部補が活躍する探偵推理小説シリーズでも知られる、探偵小説家の大谷羊太郎（本名：大谷一夫）がこの日、肺炎のため死去（91歳没）[210]。
    - 演劇集団 円所属俳優として舞台を中心に活動、テレビドラマではNHK大河ドラマ『徳川慶喜』（1998年）で稲葉正邦（江戸幕府老中）を演じ、声優としては海外ドラマでアンソニー・エドワーズ（『ER緊急救命室』）やチ・ジニ（『宮廷女官チャングムの誓い』『トンイ』）などの吹き替えを担当、アニメにも出演した舞台俳優・声優の井上倫宏がこの日夕方、食道癌のため神奈川県相模原市内の自宅で死去（63歳没）。訃報は3月7日に所属の円企画[注 27]より発表された[211][212]。

### 3月
- 1日 - 31日 - 日本テレビ系平日朝の情報番組『ZIP!』のミニドラマ「ZIP!あさドラマ」[注 28]第2弾として『サヨウナラのその前に』を放送（全23回）。隕石衝突による地球最後の31日間の様子を、月曜から金曜までの曜日ごとに視点を入れ替え、5人の主役によるリレー形式で描かれた[213]。各曜日の主演は奥平大兼、北村一輝、真木よう子らが務めた。
- 2日 - テレビ朝日系水曜21時枠の刑事ドラマ『相棒 season20』は、この日第17話を放送。ゲスト共演者の一人として、「season14」まで鑑識係としてレギュラー出演し、警察学校へと異動した「米沢守」役の六角精児が、2017年11月15日に放送した「season16」の第5話以来、4年4カ月ぶりに同役で出演した[214][注 29]。
- 3日 - 【訃報】人事院職員から作家へ転向し、1963年『歪んだ朝』でオール讀物推理小説新人賞を受賞、自ら創出した名探偵「十津川省三警部」が鉄道を舞台に活躍するトラベルミステリーシリーズで人気を博し、TBS系（渡瀬恒彦（2017年没）〈渡瀬版〉・内藤剛志〈内藤版〉）やテレビ朝日系（三橋達也（2004年没）→高橋英樹〈テレ朝版〉）などで数多く映像化されたことで知られる推理小説作家の西村京太郎（本名：矢島喜八郎）がこの日夕方、肝臓がんのため神奈川県足柄下郡湯河原町の病院で死去（91歳没）。訃報は6日に明らかになった[215][216]。
- 4日 - 【BS】WOWOWプライム「WOWOWオリジナルドラマ」3月期作品として今井大輔の漫画『ヒル』他を原作とする社会派サスペンスドラマ『WOWOWオリジナルドラマ ヒル』を2シーズン構成により放送（全12話、 - 5月21日）[217]。本作は脚本を青島武と掛須夏美が、演出を鈴木浩介がそれぞれ担当。主演は赤楚衛二（season1）と坂口健太郎（season2）の2名が務める[218][219]。
- 5日（4日深夜）・12日（11日深夜） - 【近畿広域圏】朝日放送テレビで、前年3月に放送し、登場人物のキャラクターの設定とアリバイだけが用意された状況の中、出演者は即興芝居をしながら殺人犯を探し出す密室体験型の推理ゲーム「マーダーミステリー」を題材とした『マーダー★ミステリー 〜探偵・斑目瑞男の事件簿〜』シリーズ第2弾『マーダー★ミステリー 〜探偵・斑目瑞男の事件簿〜伊呂鳥荘・湯けむり温泉殺人事件』を、5日は「問題編」（1時34分 - 3時4分）、12日は「解決編」（1時59分 - 3時29分）として2週連続で放送。前作と同様ストーリーテラーとして、主人公の探偵・斑目瑞男役を劇団ひとり、斑目の助手・村城和兎役を剛力彩芽がそれぞれ演じ、ひとり・剛力共にそれぞれ別のキャラクター（プレイヤー）としても出演。共演に前作での審査員の一人だった生瀬勝久、出演者の一人だった両角周の他、今作での新たな共演者として新納慎也、江野沢愛美、ベッキーが出演[220]。
- 5日
  - テレビ朝日系にてこの日、2024年に発行予定の新五千円紙幣の肖像画に採用され、日本初の女子留学生として渡米、女子教育の先駆者として活躍し津田塾大学創始者でもある教育者・津田梅子（1864年 - 1929年）を題材とする『津田梅子〜お札になった留学生〜』（21時 - 23時5分[注 30]）を放送。本作ではエグゼクティブ・プロデューサー・内山聖子が製作指揮を執り、橋部敦子が脚本を担当、藤田明二が演出（監督）、主演の津田梅役を広瀬すずが演じる[221][222][223][224][225][226][227]。また、本作では梅子の生涯の友となる人物である山川捨松（後の大山捨松）役を池田エライザ、永井繁（後の瓜生繁子）役を佐久間由衣がそれぞれ演じる他[228]、梅の両親役として父・仙役を伊藤英明、母・初役を内田有紀が、吉益亮役を宮澤エマ、神田乃武役を井之脇海、初代文部大臣・森有礼役をディーン・フジオカ、初代内閣総理大臣役・伊藤博文を田中圭がそれぞれ演じる。更に晩年の梅役に、原田美枝子が本編全体のナレーションと兼務する形で出演[229]。
  - テレビ東京系にてこの日、テレビ愛知制作のSPドラマ『甘美王〜麗しのエンジェル・キッス〜』を放送（16時 - 17時15分）。出版社でパワハラ男との噂がある主人公が、一番苦手なスイーツを題材にした雑誌を手掛ける中で、アレンジスイーツを生み出していく様子を描いた。スイーツ嫌いの主人公を竹内力が演じ、脚本作りからも参加。共演に松田るか、小池亮介ら[230]。
  - 東海テレビ制作・フジテレビ系「土ドラ」枠にて、前年8 - 9月に同枠[注 31]で放送したWOWOWとの共同製作作品『准教授・高槻彰良の推察』のSeason2を地上波放送開始（全8話分を1週2話ずつ放送・全4回、 - 3月26日）。前作Season1から引き続き、怪異に目がない民俗学の准教授の主人公・高槻彰良役の伊野尾慧（Hey! Say! JUMP）が演じる他、高槻とバディを組む嘘がわかる大学生・深町尚哉役の神宮寺勇太（King & Prince）は続投。今作より新たな共演者として小池徹平が加入[231][232][233][234][235]。
  - 【訃報】1969年に本名名義で舞台俳優としてデビューし、1971年の日本テレビ系『おれは男だ!』や1972年のNHK大河ドラマ『新・平家物語』、1976年には初主演作となった東海テレビ制作・フジテレビ系昼ドラ『あかんたれ』など数多くのテレビドラマ作品に出演、またタレントとしても情報番組のリポーターやバラエティ番組などで活動した俳優・タレントの志垣太郎（本名：河村稔）がこの日、旅行先の佐賀県で急な体調異変に伴う心不全のため死去（70歳没）。訃報は約9か月後の12月6日に夫人の白坂紀子（俳優）と長男の匠（俳優）の連名で報告された[236]。
- 6日 - 【特撮】テレビ朝日系・東映制作の老舗特撮シリーズ「スーパー戦隊シリーズ」第46作として、おとぎ話の「桃太郎」をモチーフとした『暴太郎戦隊ドンブラザーズ』を放送開始（全50話、 - 2023年2月26日）[237]。
- 7日（6日深夜）【関東広域圏】フジテレビの月曜1時25分 - 1時55分[注 32]（日曜深夜）枠にて、前年3月29日 - 4月3日にかけて放送し、清野とおるの同名漫画を原作とした『全っっっっっ然知らない街を歩いてみたものの』の続編・第2弾『全っっっっっ然知らない街を歩いてみたもののSeason2』と題して放送開始（全6話、 - 4月11日(10日深夜)）。前作同様、ムロツヨシが主人公のセイノ役を演じる[238]。
- 9日（8日深夜）・16日（15日深夜）【関東広域圏】テレビ東京の水曜2時05分 - 2時35分（火曜深夜）枠にて、『夜、駆ける。あの一杯まで。』を2週にわたって放送。バイク好きの芸能人が、夜道をバイクで駆け抜けてラーメンを食べに行くという内容のドラマ。第一夜はくっきー!（野性爆弾）、第二夜は岩井勇気（ハライチ）が出演[239]。
- 12日
  - 【追悼・関東広域圏】テレビ朝日では3日に死去した推理作家の西村京太郎（91歳没）を追悼し、この日午後枠で「追悼・西村京太郎さん 西村京太郎トラベルミステリー第70作スペシャル『十津川警部VS鉄道捜査官・花村乃里子』」[注 33]（主演：高橋英樹・沢口靖子、13時30分 - 15時30分）を放送した[240][241]。
  - 【BS】
    - BS-TBS（2K・4K）にて、松竹の協力の下、池波正太郎の短編時代小説『へそ五郎騒動』を原作としたスペシャル時代劇『武士とその妻』（19時 - 20時54分）を放送。本作では金子成人が脚本、服部大二が演出（監督）を担当、共に本格的時代劇に初出演となる工藤阿須加と志田未来が主人公の武士夫婦を演じる[242][243]。
    - WOWOWプライム「連続ドラマW」枠で染井為人のミステリー小説『正体』を同名タイトルでドラマ化して放送開始（土曜22時 - 23時、全4話、 - 4月2日）。本作では前川洋一が脚本、演出を中田秀夫と谷口正晃の2人がそれぞれ担当、主演はWOWOW初主演となる亀梨和也（KAT-TUN）が務めた[244][245]。共演に黒木瞳、貫地谷しほり、市原隼人、上川隆也、堀田真由、濱田崇裕（ジャニーズWEST）、音尾琢真、若村麻由美、高畑淳子ら[246]。
- 13日
  - テレビ朝日系ではこの日、脳腫瘍と闘った元プロ野球・阪神タイガース選手・横田慎太郎の同名自伝的エッセイを、朝日放送テレビの制作によってテレビドラマ化した『奇跡のバックホーム』を、間宮祥太朗主演で放送（13時55分 - 15時20分）[247][248]。共演に母・まなみ役を石田ひかり、姉・真子役を村瀬紗英、父・真之[注 34]役を三浦景虎、阪神のスカウト・田中秀太役を丸山智己がそれぞれ演じる[249][250][251]。
  - いずれも【BS】
    - NHK BSプレミアム・BS4K「プレミアムドラマ」枠にて、『しずかちゃんとパパ』を放送開始（全8回、 - 5月1日）。父と娘の父子家庭を舞台に、生まれながらに耳が聞こえない父親と、その耳代わり・口代わりを務めてきた娘が、ひょんなことから出会った男と恋に落ちて結婚するまでをの過程を描く。主人公・野々村静役を吉岡里帆、父・純介役を笑福亭鶴瓶がそれぞれ演じる。共演に中島裕翔（Hey! Say! JUMP）、稲葉友、藤井美菜、萩尾みどり、戸田恵子、木村多江ら[252]。当初は2月27日から開始予定であったが、2週繰り下げられた[253]。
    - WOWOWプライムにて松尾スズキが4人の女優とがっぷり四つのコントドラマを展開するオリジナルオムニバスコントドラマ『松尾スズキと30分の女優』（2021年3月放送[注 35]）の第2弾として『松尾スズキと30分の女優2』を放送（23時 - 23時30分、全4話、 - 4月3日）。今作は生田絵梨花、松本穂香、松雪泰子、天海祐希の若手とベテランの4人が松尾の相手役として出演した[254][255]。
- 13日・20日 - 【海外】NHK総合の海外ドラマ枠（23時台）にて、アガサ・クリスティーの推理小説をサラ・フェルプスの脚本により映像化した イギリスのドラマ『蒼ざめた馬』を吹き替え版にて日本初放送。主人公の古美術商・マーク・イースターブルック役はルーファス・シーウェル（声：根本泰彦）が演じている[256]。
- 14日
  - （13日深夜）【近畿広域圏・中国地方・四国】関西テレビでは、この日SPドラマ『僕もアイツも新郎です。』を放送（0時30分 - 1時29分。テレビ新広島、岡山放送、さんいん中央テレビ、テレビ愛媛、高知さんさんテレビでもネット）。瀬戸内を舞台に、小学校教師とレモン農家の男性2人の結婚式当日の様子をオリジナルの脚本で描くボーイズラブコメディ。主人公の二人、小学校教師・瀬戸亮介役を葉山奨之、レモン農家・相川瑞樹役を飯島寛騎がそれぞれ演じる[257][258][259][260]。共演に瑞樹の元彼氏・夏目隼人役で小笠原海（超特急）が出演する他、永野宗典（ヨーロッパ企画）、金澤美穂、川又あん奈（STU48）、森下じんせい、小市慢太郎らも出演[261]。
  - 【訃報】1954年に東宝映画入りし、『ゴジラ（第1作）』をはじめとするゴジラシリーズなどの映画に出演、TBS系『平四郎危機一発』シリーズ（1967年 - 1970年、東宝・国際放映制作）の「九条平四郎」役（2代目[注 36]）などテレビドラマにも出演した俳優の宝田明（本名：寶田明〈読み同じ〉）がこの日未明、東京都内の病院で死去（87歳没）。訃報は17日に判明した[262]。
- 14日 - 16日 - 【追悼・CS】CS放送のテレ朝チャンネル2では3日死去の作家・西村京太郎（91歳没）の追悼特集として『西村京太郎トラベルミステリー』シリーズ及び『鉄道捜査官』シリーズの中から珠玉の作品を厳選し、各日11時 - 15時の4時間枠で計6作品を再放送[263]。
- 16日 - 【BS・鹿児島県】NHK鹿児島放送局地域発ドラマとして『この花咲くや』を制作し、BSプレミアムにて放送（22時 - 23時）[264]。活火山・桜島と共に生きる鹿児島を舞台に、地元不動産会社の女性社員と鹿児島に転居してきた男を巡る物語を詩森ろばの脚本で描く。本作の主演は小芝風花と吉岡秀隆の2人が務める[265][266]。共演に永作博美、犬飼貴丈、田中美佐子、吹越満、高月彩良、工藤綾乃ら[267]。
- 16日・23日 - テレビ朝日系『相棒』で水谷豊演じる「杉下右京」の4代目相棒「冠城亘」役をseason14（2014年10月 - 2015年3月）より7期務めた反町隆史が、この2週に放送のseason20最終回前後編SPとなる「冠城亘最後の事件-仇敵」を以てシリーズを卒業[268][269]。ゲスト共演者として元衆院議員・片山雛子役の木村佳乃、法務省法務事務次官・日下部彌彦役の榎木孝明、大物政治家・鑓鞍兵衛役の柄本明と、冠城と因縁のあるキャラクターが登場する他、勝野洋、酒井美紀らも出演[270][271][272]。
- 18日
  - 【映画】日本テレビ系「水曜ドラマ」枠で2017年10月期に放送された『奥様は、取り扱い注意』（綾瀬はるか主演）の劇場版（2021年公開[注 37]、佐藤東弥監督）を、「金曜ロードショー」枠にて地上波初放送（21時 - 22時54分）[273][274]。
  - 【BS】WOWOWプライム「WOWOWオリジナルドラマ」枠にて、椎名うみの同名漫画を原作とした『青野くんに触りたいから死にたい』を、佐藤勝利（Sexy Zone）主演により放送開始（全10話、 - 5月20日）。佐藤は事故死する高校生役と幽霊役の二役を演じる[275]。共演に髙橋ひかる、神尾楓珠、里々佳、水沢エレナ、しゅはまはるみら[276][277]。
- 19日（18日深夜）・20日（19日深夜） - 【近畿広域圏】毎日放送にてこの両日、同局開局70周年企画として社内募集を行い、ドラマ制作経験がない20代の若手女性社員3人が企画・制作した新感覚ミステリー『インバージョン』を放送（全2話、19日…0時50分 - 1時20分・20日…0時58分 - 1時30分）。監督は、同ドラマが地上波初監督となる西山将貴が務め、主演を兵頭功海、出口夏希、綱啓永の3人がYouTubeチャンネルを開設した幼なじみの役を演じるなど、監督以下、出演者、制作・技術スタッフも20代のメンバーが集まり制作。放送前にはツイッターとYouTubeで伏線となるストーリーを、放送中にはLINEのオープンチャットでドラマと連動したメッセージを配信。第1話と第2話の放送の間にも、LINEやYouTube、ツイッターでストーリーが展開。バーティカルシアターアプリの「smash.」では、同じ設定でありながら、別の視点でドラマを地上波放送と同時刻に配信。地上波版とsmash.版の2つの世界で起きる出来事が対をなす展開となり、どちらか片方だけ視聴しても物語としては成立するが、両方視聴することで、全ての出来事の意味が繋がる構成にもなっている。最終的な結末も地上波版と両極端な展開になるなど、テレビ離れが進む若者に訴求し、同じ若者ならではの視点から、あらゆるSNSと連動した内容となる[278][279]。
- 19日 - NHK総合「土曜ドラマ」枠にて、2019年に「FMシアター」でラジオドラマとして放送し、令和元年度文化庁芸術祭ラジオ部門大賞を受賞作となった『エンディングカット』をテレビドラマ化し放送（21 - 22時15分）。その主演を、ラジオ版から引き続いて芦田愛菜が務める。共演に佐藤隆太、広末涼子、マイコら[280][281]。
- 21日
  - テレビ東京系「月曜プレミア8」枠にて、前年5月31日の同枠で放送し、杜野亜希の漫画作品『屍活師 女王の法医学』を原作とした『女王の法医学〜屍活師〜』の続編・第2弾『女王の法医学〜屍活師〜2』と題して放送。前作に引き続き、死因不明の遺体と会話することが出来、解剖から得た情報によって、亡くなった時の姿が見えてしまうという天才的な能力を持ちながらも、その身勝手さから「女王」と呼ばれている法医学研究室の准教授で主人公・桐山ユキ役を仲間由紀恵が演じる。脳外科希望にも関わらず、ユキの研究室に配属されバディを組むことにもなる医学生・「ワンコ」こと犬飼一役の松村北斗（SixTONES）をはじめ、石坂浩二、小松利昌、新実芹菜、田辺誠一、西村元貴らの共演者も続投[282][283]。
  - 【中京広域圏】名古屋テレビ（メ〜テレ、テレビ朝日系）ではこの日、伊勢えびに関する現状をドラマ化した『ごちそう〜伊勢えび編〜』を放送（9時55分 - 10時25分）。主人公の若手スチールカメラマン役を、前作の『ごちそう〜うなぎ編〜』に続き高杉真宙が演じる。共演に入山法子、今野浩喜ら。地域の食文化を8K映像で完全再現して製作することから、NHK BS8Kでも2月27日に放送（20時30分 - 20時55分）[284]。
  - 【訃報】立教大学卒業後に映画界に入り、デビュー作でもあるVシネマ『教科書にないッ!』や映画『EUREKA』などで監督を務め、テレビドラマでは読売テレビ制作月10枠にて放送された『私立探偵 濱マイク』（2002年、読売テレビ・日本テレビ系）の第6話「名前のない森」（2002年8月5日）にて脚本と演出を手掛け、プライベートではとよた真帆（女優）の夫でもある映画監督・演出家・脚本家の青山真治がこの日未明、食道がんのため死去（57歳没）。訃報は25日に公表された[285]。
- 22日
  - NHK総合
    - この日22時より、第45回創作テレビドラマ大賞受賞作をドラマ化した特集ドラマ『家出娘』（作：船越凡平）を放送。家出少女役で子役の木村湖音が主演のほか、ファーストサマーウイカ（タレント）が少女に寄り添う叔母役を演じる。その他共演に有野晋哉（よゐこ）、徳井優ら[286]。
    - 続く22時45分より、「ペット依存症」をテーマとした特集ドラマ『ペットにドはまりして、会社辞めました』を放送（ - 23時15分）。恋人との失恋後にペットとして柴犬の仔犬を飼い始めて以降、溺愛し過ぎたあまり、それまで務めてきた会社を退職してしまった女性がペット依存症となるが、ペットと上手く距離感を取りながら本当の「愛」や「幸せ」を見つめ直していく様子を描く。そのペット依存症となってしまう主人公の女性を、同局のドラマ初主演となる松本穂香が演じる。共演に永嶋柊吾、生越千晴、古舘寛治ら[287][288][289]。

  - 【近畿広域圏】関西テレビで、2010年から続く千原ジュニアがナニワの貸金業・萬田銀次郎役を演じるシリーズドラマ『新・ミナミの帝王』の第21弾を前作（2021年）に引き続きゴールデンタイム枠で放送（関西ローカル、19時 - 20時59分）。共演に大東駿介、赤井英和、森永悠希、石丸謙二郎ら[290][291]。
- 24日
  - 【映画・国際・BS】NHK BS1にて、第72回ベルリン国際映画祭において日本映画初受賞となる「アムネスティ国際映画賞」特別表彰を授与された映画『マイスモールランド』（川和田恵真監督）のテレビドラマ版をこの日20時より「国際共同制作ドラマ」として放送。出演は映画版と同様嵐莉菜、奥平大兼ら（前編：20時 - 20時50分、後編：21時 - 21時50分。中断ニュースあり）[292]。
  - 【訃報】青山学院大学在学中の1952年にジャズ歌手としてデビュー。その後1960年代後半にTBSや毎日放送[注 38]などで放送された米国ABCテレビ制作のドラマ『奥さまは魔女』のダーリン役の吹き替えやNHK総合『ひょっこりひょうたん島』など声優としても活動した柳澤愼一[注 39]（本名・柳澤眞一）がこの日、骨髄異形成症候群のため東京都内の施設で死去（89歳没）。訃報は死去から1年以上経過した2023年6月28日になって日本歌手協会事務局から公表された[293]。
- 25日 - 30日 - 【BS】BS朝日（2K・4K）では松本清張（作家、1992年没）の没後30年特別企画として、これまでにテレビ朝日系で放送された清張原作のスペシャルドラマを6日間にわたり『松本清張スペシャルドラマ 一挙放送Week』と題し特別放送。25日は『黒革の手帖〜拐帯行〜』（2021年1月7日放送、出演：武井咲ほか）、26日は『波の塔』（2012年6月23日放送、出演：沢村一樹、羽田美智子ほか）、27日は『疑惑』（2009年1月24日放送[注 40]、出演：田村正和、室井滋、沢口靖子他）と『地方紙を買う女〜作家・杉本隆治の推理』（2016年3月12日放送[注 41]、出演：田村正和、広末涼子、水川あさみ他）、28日は『黒い樹海』（2016年3月13日放送[注 41]、出演：北川景子、向井理、沢村一樹ほか）、29日は『鬼畜』（2017年12月24日放送[注 42]、出演：玉木宏、常盤貴子ほか）、30日は『熱い空気』（2012年12月22日放送[注 43]、出演：米倉涼子ほか）をそれぞれ放送[294]。
- 26日
  - 日本テレビ系で、この日SPドラマとして森ハヤシのオリジナル脚本による『ダマせない男』を放送（21時 - 22時54分）。本作では詐欺師にさせられる超お人好し男を堺雅人が演じ、門脇麦、広末涼子、生瀬勝久らが主人公を取り巻く人物として出演した[295][296]。
  - 【BS】
    - 【特番・大河ドラマ】NHK BSプレミアム・BS4Kにてこの日、2023年放送予定の大河ドラマ『どうする家康』の関連特番として、歴史検証番組『どうする松本潤? 徳川家康の大冒険』を放送。番組では同作品にて徳川家康役で主演を務める松本潤（嵐）が、家康所縁の地を訪れ、桶狭間の戦い、長篠設楽原の戦い、本能寺の変において家康の下した決断を紹介し、松本が家康の逃避行や戦いを追体験した（21時  - 22時29分）[297]。
    - BS-TBS（2K・4K）「土曜サスペンス」枠にて、SPドラマ『ペットドクター花咲万太郎の事件カルテ』を放送（19時 - 20時54分）。ちょっと風変わりながらも動物を心から愛する獣医師の主人公を、V6解散後初のドラマ出演、且つ2003年11月 - 12月にフジテレビで放送した『演技者。』の第15弾「TRASHMASTAURANT」以来18年3か月ぶりの主演作となる坂本昌行（20th Century）が演じる。共演に矢田亜希子、中山優馬、正名僕蔵ら[298]。
- 27日
  - 【特番・朝ドラ】NHK総合にてこの日、4月開始の連続テレビ小説『ちむどんどん』の関連特番として『上白石萌歌が行く!沖縄の大自然』（18時7分 - 18時37分[注 44]）を放送。番組では同作の出演者の一人である上白石萌歌が、世界自然遺産に指定されている沖縄本島北部やんばるを訪れ、地域の自然と魅力を紹介した[299]。
  - 【関東広域圏】TBSではこの日、SPドラマ『就活タイムカプセル』を放送（14時 - 14時54分、一部系列局にもネット）。就職活動が上手くいかずに苦戦する大学4回生の主人公が、自身と幼なじみの4人組で10年前に埋めたタイムカプセルを掘り起こして、10年後の自分と文通することが出来るようになる様子を描く。その現在の主人公と10年後の主人公を、同局のドラマ初主演となる佐野勇斗が一人二役で演じる[300][301]。共演に田辺桃子[302]、高月彩良、伊島空ら[303]。
  - 【訃報】1958年に東映に入社し、助監督や京都撮影所労働組合委員長などを経て東京撮影所へ異動した後に脚本家としてデビュー、梶芽衣子主演の『女囚さそりシリーズ』などを手掛け、テレビドラマでは東京撮影所制作の特撮『ジャイアントロボ』（1967年、NET）や『河童の三平 妖怪大作戦』（1968年、同）など数多くの作品を手掛けた脚本家の松田寛夫がこの日、悪性リンパ腫のため東京都内の病院で死去（88歳没）。訃報は4月1日に東映より公表された[304][305]。
- 28日
  - （27日深夜）【近畿広域圏】朝日放送テレビではこの日、3話構成のオムニバスSPドラマ『今夜、わたしはカラダで恋をする。』を放送（0時 - 1時）。人には言えない恋の悩みや葛藤を胸に秘めた3人の女性が、ミステリアスで危うい男性と過ごしたある一夜の様子を3通りのエピソードとして描く。各話のヒロイン・主人公として話数順に石田ニコル（episode1）、寺本莉緒（episode2）、美山加恋（episode3）がそれぞれ演じ、3人のヒロインそれぞれと「ワンナイトラブ」を繰り広げる男性役として猪塚健太が登場。共演に桜木那智（episode1）、水野勝（episode3）ら[306][307]。
  - 【朝ドラ・BS】NHK BSプレミアム・BS4K『連続テレビ小説アンコール』枠（月 - 土曜7時15分 - 7時30分）にて、2006年度後期作品（大阪局〈BK〉制作、通算第73作）『芋たこなんきん』（田辺聖子作、藤山直美主演、全151話）をこの日より再放送開始（ - 9月17日）[308]。
  - フジテレビ系ではこの日、前週21日に終了した関西テレビ制作「月10」枠1月期作品の『ドクターホワイト』（浜辺美波主演）の特別編を放送（22時15分 - 23時9分）[309]。
- 31日
  - 【BS】NHK BS8Kにて、荻原浩の同名連作短編集を原作とし、安達奈緒子が脚本を務める『海の見える理髪店』を放送（17時 - 18時15分）[310]。海辺の小さな町の理髪店を舞台に、そこの老店主と若い客が思いがけず出会う様子を描く。主人公で理髪店の老店主を柄本明、若い客を藤原季節がそれぞれ演じる。共演に眞島秀和、水野美紀ら。BSプレミアム・BS4Kでも5月9日に放送（21時 - 22時15分）[310][311]。
  - 【訃報】俳優の山本三兄弟[注 45]の次男であり、テレビドラマではフジテレビ系『若者たち』（1966年）にて5人兄弟の三男・佐藤三郎役で人気を博し、その後もフジテレビ系「月9」『ひとつ屋根の下』シリーズ（1993年、1997年）、「木曜劇場」『白線流し』（1996年）、TBS系「金9」『青の時代』（1998年）、東海テレビ制作・フジテレビ系「昼ドラ」『花嫁のれん』シリーズ（2010年 - 2015年）など数々の作品に出演、タレントやナレーターとしても活動した山本圭がこの日、肺炎のため死去（81歳没）。訃報は4月25日に所属事務所から発表された[312]。

### 4月
- 2日
  - NHK総合にて、1月25日 - 28日にBSプレミアム・BS4Kで4日連続放送した特集ドラマ『旅屋おかえり』（→1月参照）の「秋田編」をこの日22時より2話連続放送[313]。
  - 【BS】
    - BSテレ東（2K・4K）「土曜ドラマ9」4月期作品として、元女暴走族（レディース）総長のトラックドライバーが娘のためにエレガンスな女に変身する『私のエレガンス』を放送開始（全6回、 - 5月7日）。本作では脚本を本山久美子と大谷洋介が、監督（演出）を松本佳奈と西海謙一郎がそれぞれ担当。主演にはファーストサマーウイカ（歌手）を起用、共演に草刈民代、吉沢悠ら[314][315]。
    - BS松竹東急（3月26日開局）の土曜23時台にて連続ドラマ2本を開始。
      - 【時代劇】前半枠（23時 - 23時30分）で、開局記念の連続ドラマとしてSFコメディ時代劇『家電侍』を放送開始（全13話、 - 6月25日）。江戸時代の貧乏浪人の元に、現代の最新家電が届くことにより、様々な事件や騒動が起こる様子を描く。主演で、家電の届く江戸時代の貧乏浪人役を滝藤賢一が演じる[316][317][318]。
      - 後半枠（23時30分 - 翌0時）には、ノッツ作の同名漫画（「コミックフラッパー」連載）を原作とし、2021年7月期に毎日放送制作・テレビ神奈川ほか「ドラマ特区」枠にて放送された恋愛オムニバスドラマ『初情事まであと1時間』を新エピソードを加えて放送開始。地上波で放送された8話に続き、今回、TELASAなどで配信されていた第9 - 12話を追加した完全版として放送（全12話、 - 6月18日）[319]。
- 3日・10日 - 日本テレビ系で、同局と イギリスの制作会社Envision Entertainmentによる共同制作のSPドラマ『名探偵ステイホームズ』を2週連続で放送（ともに22時30分 - 23時25分）。主人公が部屋から一歩も出ないまま事件を解決していく様子を描くサスペンスコメディ。実家の子供部屋から出ない「子供部屋おじさん」の主人公を、地上波ドラマ初主演となる北村匠海が演じる[320][321][322][323]。共演に松本まりか、鈴木保奈美ら[324]。
- 3日
  - 【賞】「第30回橋田賞」（橋田文化財団主催）の受賞者がこの日発表され、テレビドラマではNHK総合で2021年11月 - 12月に放送された『阿佐ヶ谷姉妹の のほほんふたり暮らし』（NHK名古屋放送局〈CK〉制作）と、TBS系「日曜劇場」で2021年10月期に放送された『日本沈没-希望のひと-』、人物では東山紀之（俳優、少年隊）、中田喜子（女優）、仲野太賀（俳優）と、上述『日本沈没』の脚本を担当した脚本家の橋本裕志、他1名が選出。また、新人賞にはNHK連続テレビ小説『おちょやん』（2020年度後期、BK制作）、日本テレビ系水曜ドラマ『恋です! 〜ヤンキー君と白杖ガール〜』（2021年10月期）などで主演の杉咲花（女優）と、NHK大河ドラマ『青天を衝け』（2021年）で主演を務めた吉沢亮（俳優）がそれぞれ選出された[325]。
  - 【特撮・編成】この日を以てテレビ東京系『ビッ友×戦士 キラメキパワーズ!』及び「ガールズ×戦士シリーズ」の30分放送が終了し、15分枠に短縮。
- 4日
  - テレビ東京系「月曜プレミア8」枠にてこの日、今野敏原作の『警視庁強行犯係・樋口顕』シリーズ第12作となる『今野敏サスペンス 暁鐘 警視庁強行犯係 樋口顕』（20時 - 21時54分）を放送。今作では脚本を坂上かつえ、演出（監督）を金佑彦が担当、キャストも樋口警部を演じる内藤剛志、榎木孝明、矢田亜希子らのレギュラー陣に加え、ゲスト共演者として宅麻伸、有森也実、樋口日奈（乃木坂46）が出演する[326]。→7月15日の出来事も参照
  - いずれも【編成】
    - NHK総合ではこの日より、月曜 - 木曜の22時45分 - 23時枠にて若年層に向けた帯ドラマ枠「夜ドラ」を新設[43][327][328][329]。その第1弾として、辻堂ゆめの同名推理小説を原作とした『卒業タイムリミット』を放送開始（全24回、- 5月12日）。主人公・黒川良樹役を井上祐貴が演じる。共演に桜田ひより、西山潤、紺野彩夏ら[330]。
    - 【BS】BS松竹東急の月曜22時30分 - 23時枠の連続ドラマ「月曜ドラマ」枠の第1弾並びに4月期作品として、大島千春の漫画作品『いぶり暮らし』（コアミックス）を同名タイトルでドラマ化し、放送開始（全13話、 - 6月27日）。本作では主演に志田未来を、その相手役に泉澤祐希をそれぞれ起用し、唯一重なる休日に食材を燻製にして食していく中で、お互いの仲を深めていく様子を描く[331][332]。
- 5日
  - NHK
    - 【編成】総合「ドラマ10」枠は新年度編成により、この日から放送曜日が金曜日から6年ぶりに火曜日へと移動・復帰（放送時間は変わらず22時 - 22時45分）[43]。火曜移動・復帰後最初並びに同枠4月期作品として、夏原武の原案により、水野光博が脚本、大谷アキラが作画を担当する同名漫画を原作としドラマ化した『正直不動産』を放送開始（全10回、 - 6月7日）。口八丁で売り上げ一を誇っていたが、ある日の地鎮祭で祠を壊した祟りによって、一切嘘が付けなくなってしまう主人公・永瀬財地役を、NHKのドラマ初主演となる山下智久が演じる。共演に福原遥、市原隼人、泉里香、長谷川忍（シソンヌ）、倉科カナ、大地真央、草刈正雄ら[333][334][335]。当初、主人公が勤務する会社の課長・瀬戸健一役として木下ほうかも出演予定であったが、女優への性加害を告発されていた影響から、所属事務所より番組降板の申し入れとともに、木下との契約を解消する旨の報告をNHKが受け、木下が出演しない内容で放送することを3月28日に発表した[336]。
    - 【BS】BSプレミアム・BS4Kの火曜21時45分 - 22時枠にて、作家・星新一（1926年 - 1997年）の短編小説を、毎回1作品実写・短編化しておくる『星新一の不思議な不思議な短編ドラマ』を放送開始（全20回、- 8月16日）[337]。同ドラマでは星が生前に発表した作品の中から 『ボッコちゃん』『地球から来た男』『生活維持省』など、未来を予見していたとも言われる星作品の世界を実写ドラマ化し、幅広い世代に向けて問いかけるシリーズを目指す[43][327][328][338]。BS8Kでも、3月より先行放送。→7月4日 - 21日・10月3日 - 6日も参照

  - 【映画】関西テレビ制作火曜9時ドラマ枠で2018年4月期に放送された『シグナル 長期未解決事件捜査班』（坂口健太郎主演）の劇場版（2021年公開、橋本一監督）を、フジテレビ系にて地上波初放送（21時 - 23時18分）。
- 6日
  - （5日深夜）
    - テレビ東京系の水曜0時30分 - 1時（火曜深夜）枠にて、明野照葉の同名小説を原作とした『汝の名』を放送開始（全8回、 - 5月25日(24日深夜)）。女王様と奴隷のように、勝ち組の姉と負け組の妹の奇妙な関係を描く。主人公の二人、勝ち組の姉・麻生陶子役を山崎紘菜、負け組の妹・麻生久恵役を北乃きいがそれぞれ演じる[339][340]。
    - 【編成・関東広域圏】TBSでは、水曜0時58分 - 1時28分（火曜深夜）枠にて、10代や働く女性をターゲットとした新たなドラマ枠「ドラマストリーム」を新設。その第1弾作品として、島順太の同名漫画を原作とした『村井の恋』を放送開始（全8回、 - 5月25日(24日深夜)）。男性キャラクターとの恋愛を楽しむ「乙女ゲーム」の推しキャラクターに本気で恋をする女性教師と、その女性教師に恋をし感情をぶつける男子生徒の恋愛模様を描く。主人公の女性教師・田中役を、同局ドラマ初主演となる髙橋ひかるが[341][342]、田中に恋する男子生徒・村井役と、田中が恋をしている乙女ゲームのキャラクター・春夏秋冬を、宮世琉弥が一人二役で演じる[343]。

  - テレビ朝日系「水曜21時枠」4月期作品として、井ノ原快彦（20th Century）主演の『特捜9』のseason5を放送開始（全12話、 - 6月22日）[344]。共演はこれまでのシリーズから引き続いて羽田美智子、田口浩正、吹越満、山田裕貴、中越典子、原沙知絵、中村梅雀らは続投。今シリーズから、津田寛治演じる村瀬健吾（第1話ゲスト）[345]が副所長となる警視庁内に新設された部署「捜査支援分析センター（SSBC）」に所属し、特捜班の捜査をサポートする新鋭の刑事・三ツ矢翔平役として向井康二（Snow Man）と深川麻衣が新たに加入[345][346][347][348]。初回は10分拡大（21時 - 22時4分）。
- 7日
  - （6日深夜）テレビ東京系
    - 「ドラマParavi」枠4月期作品として、獅子の漫画作品『メンタル強め美女白川さん』（角川書店）を同名タイトルでドラマ化し、放送開始（全12話、 - 6月23日(22日深夜)）。本作では脚本を狗飼恭子と下田悠子の2人が、監督（演出）を池田千尋がそれぞれ担当、民放連続ドラマ初主演となる井桁弘恵が主人公の白川桃乃役を演じる[349][350]。
    - 「水ドラ25」枠4月期作品として朝井麻由美の同名エッセイを原作とし、前年4月期の「ドラマ25」枠で放送した『ソロ活女子のススメ』の続編・シーズン2となる『ソロ活女子のススメ2』を放送開始（全8話、 - 5月26日(25日深夜)）。前作に引き続いて、主人公・五月女恵役を江口のりこが演じる他、小林きな子、渋谷謙人、佐々木春香らといった共演者、ナレーションの大塚明夫も続投[351][352]。

  - テレビ朝日系「木曜ミステリー」枠『科捜研の女 Season21』（2021年10月14日 - 、全18話）は、この日最終回を2時間SPとして放送（20時 - 21時48分）[353]。
  - 【特番・朝ドラ・近畿広域圏・岡山県】NHK連続テレビ小説『カムカムエヴリバディ』の本編最終回放送前日となるこの日、制作局である大阪拠点放送局〈BK〉にて19時30分より前夜祭特番『朝まで待てない!わが愛しの"カムカムエヴリバディ"〜大阪からカムカム愛を叫ぶ!〜』を大阪放送会館・BKプラザスタジオから生放送（ - 19時57分、近畿2府4県および岡山局〈KK〉同時ネット。他地域では8日未明（7日深夜）2時1分 - 2時28分に時差ネット）。番組司会は武田真一（NHK・BKアナウンサー）が務め、高橋茂雄（お笑いタレント、サバンナ）、なだぎ武（お笑いタレント）、木本武宏（お笑いタレント、TKO）、守殿愛生（子役）といったファン著名人が集結し、それぞれの"カムカム愛"を熱く語った[354]。
  - 【BS】BS-TBS（2K・4K）木曜23時 - 23時30分枠でオリジナルドラマ枠を新設。第1弾として歌手・俳優の佐藤流司主演による『シェアするラ! インスタントラーメンアレンジ部はじめました。』を放送開始（全10話、 - 6月23日）。BS-TBSが現代ドラマを制作・放送するのは『ケータイ刑事 銭形シリーズ』第8作目となる「ケータイ刑事 銭形結」（2010年12月 - 2011年2月）以来約11年ぶりとなる[355]。
  - 【訃報】1951年に学生時代の友人であった藤本弘（藤子・F・不二雄、1996年没）とコンビを組み[注 46]、「藤子不二雄」の筆名で3度アニメ化[注 47]された『オバケのQ太郎』などの作品を発表、また自身単独名義で発表した『怪物くん』[注 48]が2010年に日本テレビ系「土曜ドラマ」にて大野智（嵐）主演でテレビドラマ化されたほか、『忍者ハットリくん』（1966年・1967年[注 49]、NET系、東映製作）、『まんが道』（1986年・1987年[注 50]、NHK総合「銀河テレビ小説」[注 51]）、『笑ゥせぇるすまん』（1999年、テレビ朝日系「サタデードラマ」[注 52]）、『プロゴルファー猿』など数多くの作品を発表した漫画家の藤子不二雄Ⓐ（本名・安孫子素雄）がこの日の朝、川崎市内の自宅で倒れているのが見つかり、その場で死亡が確認された（88歳没）[356][357][358]。
- 8日
  - （7日深夜）
    - テレビ東京系「木ドラ24」枠4月期作品として、小川まるにの同名漫画を原作とした『花嫁未満エスケープ』を放送開始（全12話、 - 6月24日(23日深夜)）。主人公・柏崎ゆうを連続ドラマ初主演の岡崎紗絵[359]、また元の彼氏役を浅香航大、現在の彼氏役を中川大輔がそれぞれ演じるほか、美山加恋、小林涼子、松村沙友理らが出演[360]。
    - 【近畿広域圏】毎日放送「ドラマ特区」枠にて、華谷艶の同名漫画を原作とした『モトカレ←リトライ』を放送開始（全8話、 - 5月27日(26日深夜)）。中学時代の初恋と失恋した両方の経験を引きずったまま大学生になった主人公の女性が、偶然隣の部屋に住んでいて、すっかりモテ男なっているもう一人の主人公の元彼氏と繰り広げる様子を描いたラブストーリー。主人公の二人、恋愛以外はどんなでも器用にこなして成績もトップクラス、歩いているだけで振り返られるくらいの格好良さはあるものの、嫉妬深くて心配性、元彼女・蜜を揺さぶるイケメン男子・楓役を鈴木仁、もう一人の主人公で、忘れられない元彼氏に大学で再会するも、恋愛偏差値が高い男子の中で大学生活を送る天真爛漫なヒロイン・蜜役を川津明日香がそれぞれ演じる[361][362]。

  - 【神奈川県・東京都・BSほか】テレビ神奈川（4月8日 - 、毎週金曜23:00 - 23:30）・TOKYO MX（4月15日 - 、毎週金曜18:30 - 19:00）・BS11（4月21日 - 、毎週木曜22:30 - 23:00）などで、『ねこ物件』を放送開始。猫付きシェアハウスでの人間模様を描くオリジナルドラマで、不動産屋のすすめで自宅をシェアハウスにした主人公・二星優斗役を古川雄輝が、入居希望者としてやって来る司法浪人生・立花修役を細田佳央太が演じる[363][364]。
  - 【訃報】NHK演技研究所に入所して子役で経験を積み、声優としてNHK総合の人形劇『チロリン村とくるみの木』（1956年 - 1964年）やNET→テレビ朝日系アニメ『キャンディ♡キャンディ』（1976年 - 1979年）など数々の作品に出演、テレビドラマではNHK総合『こども風土記』枠で放送された『お正月さんの花祭り』（1962年1月2日放送）やNET『特別機動捜査隊』（「陽の当らぬ男」、1967年2月22日放送）などに顔出しで、「スーパー戦隊シリーズ」第19作『超力戦隊オーレンジャー』（1995年 - 1996年、テレビ朝日）に「皇妃ヒステリア」役の声優として、それぞれ出演経験がある俳優・声優の松島みのり[注 53]がこの日、膵臓がんのため死去（81歳没）。訃報は12日に所属していた青二プロダクションから公表された[365]。
- 9日
  - （8日深夜）テレビ東京系
    - 「ドラマ24」枠4月期作品として、テレビドラマ初主演となる岡部大（ハナコ）が修行僧・米田（こめだ）たくあんに扮し、白飯に合う最高のおかずを探しに各地を回るグルメドラマ『しろめし修行僧』を放送開始（全12話、 - 6月25日(24日深夜)）[366][367]。共演にたくあんの父親・米田こしあん役を松平健、たくあんの幼なじみで超有名寺の御曹司・佐藤ぶりあん役を犬飼貴丈がそれぞれ演じる[368]ほか、俳優・タレントの中山秀征の実息である中山翔貴がたくあんの弟・米田つぶあん役で俳優デビューする[369]。
    - 「ドラマ25」枠4月期作品として、漫画家・中村明日美子と小説家・榎田ユウリ共著による同名作品を原作とした『先生のおとりよせ』を放送開始（全12話、 - 6月25日(24日深夜)）[367]。実在する「おとりよせグルメ」を軸とし、ドSで不愛想な官能小説家と、ドMで明るくフェミニンな漫画家。正反対の性格を持ち合わせた2人が、共同作品を作成することで始まる「おとりよせライフ」を描く。主人公の二人、ドSで不愛想な官能小説家・榎村遥華役を向井理、ドMで明るくフェミニンな漫画家・中田みるく役を北村有起哉がそれぞれ演じる[370][371]。共演に橋本マナミ、神尾楓珠、財前直見ら[372]。

  - テレビ朝日系「土曜ナイトドラマ」枠4月期作品として、2020年7月期に同枠で放送した『妖怪シェアハウス』の続編・第2弾となる『妖怪シェアハウス-帰ってきたん怪-』と題して放送開始（全9話、 - 6月4日）[373]。前シリーズ同様、主人公・目黒澪役を小芝風花が演じる他、共演および妖怪役のレギュラーキャスト陣、お岩さん/四谷伊和役の松本まりか、酒呑童子/酒井涼役の毎熊克哉、座敷童子/和良部詩子役の池谷のぶえ、ぬらりひょん/沼田飛世役の大倉孝二らも続投[374][375]。初回は30分拡大の1時間SP（23時 - 翌0時）。
  - 東海テレビ制作・フジテレビ系「土ドラ」枠にて、連続ドラマ単独初主演となる鈴鹿央士が探偵の卵役を演じる『クロステイル 〜探偵教室〜』を放送開始（全8回、 - 5月28日）。他にクラスメート役で堀田真由、鈴鹿の父親で三流推理小説家役を板尾創路（130R）、探偵学校の校長役を檀れいがぞれぞれ演じる[376]。
  - 【BS】
    - WOWOWプライム「WOWOWオリジナルドラマ」として、吉谷光平原作でコミックサイトに連載中の同名漫画をテレビドラマ化した『今どきの若いモンは』を同局のドラマ初出演・初主演となる反町隆史により放送開始（1話8分×22話、全8回、 - 5月28日）。反町は威圧感のある「石沢課長」役を演じる[377]。また、部下役として福原遥、中村海人（Travis Japan）ら[378][379]。更にドラマオリジナルのキャラクターで、過去に人気を博した元プロレスラー役でカズレーザー（メイプル超合金）が出演する他、劇中に登場する漫画のキャラクターの声を戸松遥が務める[380]。
    - BS松竹東急では開局記念ドラマとして、長嶋有の小説『夜のあぐら』を原作とした『夜のあぐら〜姉と弟と私〜』と題して放送（21時 - 23時）[381]。野尻克己が演出（監督）を務め、主人公の姉妹役を、初共演となる井上真央（妹）と尾野真千子（姉）がそれぞれ演じる[382][383]。共演に村上虹郎、岸部一徳、南果歩、手塚理美ら[381]。
- 10日
  - （9日深夜）【BS・大阪府】BSテレ東（2K・4K）制作・テレビ大阪「真夜中ドラマ」枠4月期作品として、2020年1月期にBSテレ東で放送し、加藤ジャンプ原作・土山しげる作画の同名漫画を原作とした『今夜はコの字で』の続編・第2弾『今夜はコの字で Season2』と題して放送開始（全12話、 - 6月26日(25日深夜)）。前作から引き続き主人公の二人、田中恵子役の中村ゆり、吉岡としのり役の浅香航大がそれぞれ演じる他、共演者の堀部圭亮、小園凌央、北香那、藤井武美らも続投。今シリーズからの新たな出演者として優希美青が登場[384][385]。
  - TBS系「日曜劇場」枠4月期作品として、黒岩勉脚本のオリジナル作品『マイファミリー』を放送開始（全10話、 - 6月12日）。娘を誘拐された夫妻が、自分たちだけでその犯人と闘う姿から、家族の絆や人間模様を描く。娘を誘拐されてしまう夫婦の役を、2007年7月期に「金曜ドラマ」枠で放送した『山田太郎ものがたり』以来の共演となる二宮和也（嵐）と多部未華子が演じる[386]。共演に賀来賢人、濱田岳ら[387]。
  - テレビ東京系
    - 【特撮】9時15分 - 9時30分に「ガールズ×戦士シリーズ」の系譜を継いだ『リズスタ -Top of Artists!-』が放送開始[388]。
    - 【関東広域圏】テレビ東京の日曜11時 - 11時25分枠にて、秋元康が企画・原案・監修を担当する『よだれもん家族』を放送開始（全25話、2クール放送、 - 9月25日）。現代のどこにでもありそうな団地を舞台に、そこに住んでいる「お取り寄せ」の大好きな一家が、それを通じて日々巻き起こるクスッと笑える話を繰り広げる様子を描いたシチュエーションコメディ。主演を、2007年2月12日にTBSの「月曜ゴールデン」枠で放送した『和田アキ子殺人事件』以来15年2か月ぶりのドラマ出演、且つ自身初の連ドラ主演作品となる大竹一樹（さまぁ〜ず）が務める[389][390]。共演は宮澤エマ、松尾諭ら[391]。
- 11日
  - 【朝ドラ】令和4年度前期NHK連続テレビ小説（第106作）として、沖縄県を舞台とする[注 54]『ちむどんどん』を放送開始（NHK総合・BSプレミアム・BS4K。全125話、 - 9月30日[392]）[注 55][393]。脚本は羽原大介が担当、ヒロイン「比嘉暢子」役には黒島結菜、ナレーションにはジョン・カビラ（DJ・ナレーター・タレント）、主題歌には三浦大知（歌手）と、いずれも沖縄県出身者を起用する[394][395]。新年度より、その日の本編の再放送[注 56]並びに土曜朝のダイジェスト放送について、衛星波（BSプレミアム・BS4Kのどちらとも）では廃止となり、地上波（総合）のみでの放送となる[43]。なお、BSプレミアムでは第1週に限り、通常枠に加えて6時30分 - 6時45分の枠にて先行放送を行う[396]。
  - フジテレビ系「月9」枠4月期作品として、新川帆立のミステリー小説『元彼の遺言状』（宝島社）をドラマ化し放送開始（全11話、 - 6月20日）[397]。本作では杉原憲明が脚本を、鈴木雅之と澤田鎌作が演出を担当し、主演には同枠初主演となる綾瀬はるかが起用され、主役の剣持麗子を演じる[398][399][400][401][402][403][404]。共演に大泉洋（TEAM NACS）ら[405]。
  - テレビ東京系「ドラマプレミア23」枠4月期作品として、1月期の『ユーチューバーに娘はやらん!』から引き続き、秋元康が企画・原作を担当するオリジナル作品『吉祥寺ルーザーズ』を放送開始（全12話、 - 6月27日）[406]。人生の負け組6人が、東京・吉祥寺のシェアハウスで、一つ屋根の下一緒に暮らす日々の様子を描く。女子高の教師として順風満帆な人生を送っていたが、ある出来事がきっかけとなり、心の折れてしまう主人公を増田貴久（NEWS）が演じる。共演に田中みな実、片桐仁、田島芽瑠、濱田マリ、國村隼ら[407][408]。
  - 【BS】WOWOWにてこの月より、北欧で展開されている動画配信サービス「Viaplay（）」で配信されるオリジナル新作ドラマの専門枠として「Viaplayセレクション」を新設し放送・配信開始[409]。第1弾は『フリア 〜孤高の潜入捜査〜』[410]。
- 13日
  - （12日深夜）【近畿広域圏】毎日放送「ドラマイズム」枠4月期作品として、をのひなおの同名漫画を原作とした『明日、私は誰かのカノジョ』を放送開始（全12話、 - 6月29日(28日深夜)）。コンプレックスや悩みを抱える5人の女性たちの葛藤を描くラブストーリーで、「レンタル彼女」として日々金を稼いでいる「雪」を吉川愛、寂しさを男で紛らわしている「リナ」を横田真悠、整形を繰り返している「彩」を宇垣美里、自分自身を持っていると語る「萌」を箭内夢菜、夜の街で今を生きている「ゆあ」を齊藤なぎさ（=LOVE）が演じる。監督は酒井麻衣が務める[411][412]。
  - 日本テレビ系「水曜ドラマ」枠4月期作品として、1992年4月期に石田ひかりが主演し、読売テレビ制作の土曜10時枠で放送された深見じゅんの同名漫画『悪女』（講談社「BE・LOVE」連載）を原作とし、30年ぶりのドラマ化作品として『悪女（わる）〜働くのがカッコ悪いなんて誰が言った?〜』のタイトルで放送開始（全10話、 - 6月15日）[413]。本作では脚本を後藤法子と松島瑠璃子が担当し、前述の石田が演じた主人公・田中麻理鈴役を、今作がドラマ初主演となる今田美桜、麻理鈴の配属先となる備品管理課の謎が多い先輩社員・峰岸雪役を江口のりこがそれぞれ演じる[414][415][416][417][418]。共演に鈴木伸之ら[419]。初回は、20時台の『1億人の大質問!?笑ってコラえて!』との合体SP第2部扱いとして、通常より6分繰り上げの21時54分 - 22時54分に放送し[420]、第1部の『笑ってコラえて!』パート（19時 - 21時54分）のゲストの一人として今田も出演[421]。
  - 【編成】フジテレビ系では2022年4月改編で、この日より「水曜10時（水10）」枠を、2016年3月終了以来6年ぶりに復活[422]。同枠復活最初並びに4月期作品として、小沢としおの漫画作品『ナンバMG5』と『ナンバデッドエンド』（共に秋田書店）を原作とした『ナンバMG5』と題して放送開始（ - 6月22日）。本作は間宮祥太朗を主演に起用、本広克行が演出（監督）を担当する[423][424][425]。共演に神尾楓珠[426]、森川葵[427]、森本慎太郎（SixTONES）[428]、原菜乃華、鈴木紗理奈、宇梶剛士ら[429]。初回は15分拡大（22時 - 23時9分）。これに伴い、2020年4月より同枠で放送してきた『突然ですが占ってもいいですか?』は、月曜日の「COOL TV」（23時 - 23時40分）枠に移動して継続[430]。
- 14日
  - テレビ朝日系
    - 「木曜ミステリー」枠4月期作品として、2012年に「土曜ワイド劇場」内のシリーズの一つとして誕生・放送開始から満10年となる、内藤剛志が主演の『警視庁・捜査一課長』のseason6を放送開始（全10話、 - 6月16日）[431]。今シリーズでも斉藤由貴、本田博太郎、鈴木裕樹、飯島寛騎、陽月華、菊池隆志、塙宣之（ナイツ）、床嶋佳子、金田明夫といったレギュラー出演者も引き続き出演する中、新たなキャストとして、猫の豆太郎が「謎の子猫」役として加入[431][432][433]。初回は6分拡大（20時 - 21時）。
    - 「木曜ドラマ」枠4月期作品として、福田靖脚本のオリジナル作品『未来への10カウント』を放送開始（全9話、 - 6月9日）[434]。高校時代にボクシングで4冠を達成するものの、大学時代には断念。その後も最愛の妻を亡くすなどの不運に見舞れて、生きる希望すら無くしていたところに、高校ボクシング部のコーチに就任する主人公を木村拓哉が演じる[435][436][437][438][439][440]。共演に満島ひかり[441]、安田顕（TEAM NACS）、馬場徹、オラキオ、八嶋智人、市毛良枝、富田靖子、生瀬勝久、柄本明らの他、1992年11 - 12月にフジテレビ「ボクたちのドラマシリーズ」枠で放送された『その時、ハートは盗まれた』以来、29年4か月ぶりの木村との共演となる内田有紀も出演[442][443]。初回・最終回は15分拡大（21時 - 22時9分）。

  - フジテレビ系では、この日より放送開始予定だった「木曜劇場」枠『やんごとなき一族』の初回放送延期を受けて、その代替番組として1996年3月27日に放送した『古畑任三郎スペシャル・しばしのお別れ』（田村正和主演、ゲスト共演者:山口智子）を「古畑任三郎傑作選」として放送（22時 - 23時9分）[444]。
  - 日本テレビ系「プラチナイト」枠木曜内で放送している読売テレビ制作の連続ドラマ枠の名称が、この日より「モクドラF」から、4年半振りに「木曜ドラマ」へと戻る。改題後最初並びに同枠4月期作品として、井上真偽の同名推理小説を原作とした『探偵が早すぎる』の続編・第2シリーズ『探偵が早すぎる〜春のトリック返し祭り〜』と題して放送開始（全10話、 - 6月16日）。本作は、2018年の連ドラ第1シリーズ及び2019年のスペシャル版と同様、滝藤賢一・広瀬アリスの二人が主演を務める[445][446][447]。
- 15日 - TBS系「金曜ドラマ」枠4月期作品として、いずみ吉紘脚本のオリジナル作品『インビジブル』を放送開始（全10話、 - 6月17日）。警察が存在を把握していない凶悪犯を逮捕するため、刑事と犯罪コーディネーターが異色のタッグを組む様子を描く。主人公で警視庁管内で起きた未解決事件の継続捜査を行う「特命捜査対策班」所属の刑事を、同局系の連ドラ初主演となる高橋一生、相棒となる犯罪コーディネーター役を柴咲コウがそれぞれ演じる[448][449]ほか、共演に有岡大貴（Hey! Say! JUMP）、堀田茜、原田泰造（ネプチューン）、桐谷健太ら[450]。
- 16日
  - テレビ朝日系「オシドラサタデー」枠4月期作品として、田辺茂範脚本のオリジナルラブコメディー作品『俺の可愛いはもうすぐ消費期限!?』を放送開始（全9話、 - 6月11日）。整った可愛らしい顔立ちと人懐っこい性格で、幼い頃から「主役」や「主人公」といった人気者の人生を歩んできた「あざとかわいい男子」の主人公の役を山田涼介（Hey! Say! JUMP）、ヒロイン役を芳根京子がそれぞれ演じる[451][452][453][454][455][456]。共演に大橋和也（なにわ男子）、西田尚美、古田新太ら[457]。
  - 【BS】NHK BSプレミアム・BS4Kにて、川端康成（1899年 - 1972年）の小説『雪国』を原作とした『雪国 -SNOW COUNTRY-』と題して放送（21時 - 22時30分）。主人公の島村役を高橋一生が、芸者・駒子役を奈緒がそれぞれ演じる[458][459]。共演に森田望智、高良健吾、由紀さおりら。BS4Kでは、3月28日の10時 - 11時30分に先行放送された[460]。
  - 【訃報】
    - 劇団俳優座養成所をへて1960年に俳優としてデビューし、テレビドラマでは日本テレビ系「青春学園シリーズ」（東宝制作）の塚本先生役[注 57]、NHK連続テレビ小説『いちばん星』（1977年）の野口雨情役、『非情のライセンス（第3シリーズ）』（1980年、テレビ朝日系、東映制作）の山路刑事役、最後の出演作品となった『やすらぎの刻〜道』（テレビ朝日系「帯ドラマ劇場」枠、2019年 - 2020年）の荒木勇（晩年期）役など数多くの作品に出演、テレビ番組の司会やナレーション、CM出演なども務めた。また、日本野鳥の会第5代会長（のちに名誉会長）をはじめとして島根県立三瓶自然館（愛称：サヒメル）名誉館長や「コウノトリファンクラブ」初代会長といった役職も務め、自然環境保護活動にも造詣が深かったことでも知られた俳優・タレントの柳生博がこの日、山梨県北杜市の自宅にて老衰のため死去（85歳没）。訃報は21日に、自身がオーナーを務める「八ヶ岳倶楽部」[注 58]のFacebookにて公表された[461][462][463]。
    - 柳沢きみお門下の漫画家として1972年に『かっぱラブラブ大作戦』（集英社『別冊少年ジャンプ』）でデビュー、自作の『胸さわぎの放課後』『結婚ゲーム』がフジテレビ系「月曜ドラマランド」枠[注 59]にて、『Xenos』が2007年にテレビ東京系「ドラマ24」枠（主演：海東健）でドラマ化されるなど数々の作品を発表した漫画家の村生ミオ（本名：村井幹生）がこの日死去（69歳没）。訃報は21日に明らかになった[464]。
- 17日 - 【編成・近畿広域圏】朝日放送テレビ「ドラマL」枠は、この日より放送時間が30分繰り下がった日曜23時55分 - 翌0時25分枠に移行[465]。枠移動後最初並びに同枠4月期作品として、福山リョウコの漫画作品『恋に無駄口』を同名タイトルでドラマ化し、放送開始（全10話、 - 6月19日）。本作ではホリプロが制作協力し、主演には奥野壮を起用。共演者に水沢林太郎、藤岡真威人、小西詠斗ら[466][467]。
- 18日
  - （17日深夜）【編成・近畿広域圏】朝日放送テレビ「ドラマ+」枠は、この日より放送時間が30分繰り下がった月曜0時25分 - 0時55分（日曜深夜）枠に移行[468]。枠移動後最初並びに同枠4月期作品として、『全力!クリーナーズ』を放送開始（全10話、 - 6月20日(19日深夜)）。住みたくない街ランキング1位の街で、様々な悪事へと立ち向かっていく闇の掃除屋の活躍を描くオリジナルコメディ。主演で闇の掃除屋「クリーナーズ」達の役を、メンバー全員での初主演となるHiHi Jetsの5人が演じる[469][470][471][472][473]。
  - 関西テレビ制作・フジテレビ系「月10」枠4月期作品として、恋愛ドラマ『恋なんて、本気でやってどうするの?』を放送開始（全10話、 - 6月20日）。主演を、プライム帯の連ドラ初主演となる広瀬アリスが務める。共演に松村北斗（SixTONES）、西野七瀬、藤木直人[474][475][476][477][478][479][480]、飯豊まりえ、岡山天音ら[481]。さらに香椎由宇が、2013年10月期にTBS系「金曜ドラマ」枠で放送された『クロコーチ』以来、8年半ぶりに連ドラにレギュラー出演[482]。初回は15分拡大（22時 - 23時9分）[483]。
- 19日 - TBS系「火曜ドラマ」枠4月期作品として、吉澤智子脚本のオリジナル作品『持続可能な恋ですか?〜父と娘の結婚行進曲〜』を放送開始（全10話、 - 6月21日）[484]。ヨガのインストラクターの娘と、妻に先立たれたその父が、父娘二人それぞれ婚活する様子を描く。主人公のヨガインストラクターを上野樹里、その父親を松重豊がそれぞれ演じる。共演に田中圭、磯村勇斗、井川遥ら[485][486]。
- 20日 - フジテレビ系「水10」枠『ナンバMG5』は、新型コロナに伴う制作スケジュールに影響が出たため、この日放送予定だった第2話を、翌週27日に延期。同日は「特別編」を代替放送[487]。
- 21日
  - フジテレビ系「木曜劇場」枠4月期作品として、こやまゆかりの同名漫画を原作とした『やんごとなき一族』を放送開始（全11話、 - 6月30日）。下町の庶民の家庭から上流社会の一族に嫁ぐことになった主人公・篠原佐都役を、同局系の連ドラ初出演となる土屋太鳳、佐都の夫・深山健太役を松下洸平がそれぞれ演じる[488][489]。共演に渡邊圭祐、松本妃代、馬場ふみか[490][491]、石橋凌、木村多江、倍賞美津子ら[492]。初回は15分拡大（22時 - 23時9分）。当初は前週14日より放送開始予定だったが、新型コロナに伴い制作スケジュールに影響が出たため、1週繰り下げられた[444]。
  - 【訃報】東映児童研究所の研究生から子役を経て1964年に東映専属となり、『プレイガール』（1969年 - 1973年、東京12チャンネル）の原幸子役で人気を集めるなど、数々のテレビドラマや映画に出演した女優の桑原幸子（本名：鈴木幸子）がこの日、神奈川県横浜市内の自宅で心不全のため死去（74歳没）[493]。訃報は29日に、東映児童研究所時代の同期にして『プレイガール』の共演者でもあった片山由美子（同）のTwitterにて明らかになった[494]。
- 22日
  - （21日深夜）【近畿広域圏・編成】毎日放送の金曜1時29分 - 1時59分（木曜深夜）枠にて、この日より1年限定で深夜ドラマ枠「ドラマシャワー」を新設[495]。これにより、前枠の「ドラマ特区」から連続ドラマ枠が続く編成になる。その第1弾作品として、露がも子の同名漫画を原作とした『不幸くんはキスするしかない!』を放送開始（全8話、 - 6月10日(9日深夜)）。大学の新学期に偶然出会った二人の男子学生が、とある勘違いで恋人として付き合っていくことなる様子を、ボーイズラブコメディとして描く。主人公で好対照の二人、生まれつきの不幸体質・福原幸多役を曽田陵介、天然で生まれつきの幸運体質・篠宮直哉役を佐藤友祐（lol-エルオーエル-）がそれぞれ演じる[496][497]。
  - テレビ朝日系「金曜ナイトドラマ」枠4月期作品として、松岡昌宏（TOKIO）が女装した家政夫「三田園薫」役に扮し、同枠で4回放送された『家政夫のミタゾノ』の第5シリーズを放送開始（全8話、 - 6月10日）[498]。今作でも余貴美子、平田敦子、しゅはまはるみに加え、前々作の第3シリーズから出演している伊野尾慧（Hey! Say! JUMP）らは続投。また、新人家政婦役で山本舞香が新たに加わる[499][500][501]。
- 23日
  - （22日深夜）【関東広域圏】テレビ東京の土曜1時53分 - 2時23分（金曜深夜）枠にて、辻原登の同名小説を原作とした『寂しい丘で狩りをする』を放送開始（全8話、 - 6月11日(10日深夜)）。主人公の探偵・桑村みどり役を倉科カナが演じる[502]。“オンナの復讐シリーズ”と銘打ったサスペンスドラマの第1弾で、3月10日よりParaviにて独占先行配信されている[503][504]。
  - 日本テレビ系「土曜ドラマ」枠4月期作品として、日本テレビとHuluの共同製作により中村啓の小説『SCIS 科学犯罪捜査班 天才科学者・最上友紀子の挑戦』（光文社文庫）を原作としドラマ化した『パンドラの果実〜科学犯罪捜査ファイル〜』と題して放送開始（全10話、 - 6月25日）[505]。本作では羽住英一郎が演出（監督）を担当。福田哲平と関久代の脚本で原作と趣を変えて警察官僚の小比類巻祐一を主人公として描く。主人公の小比類巻役にディーン・フジオカを起用、また原作の主人公である最上友紀子役に岸井ゆきの、警部の長谷部勉役にユースケ・サンタマリアをそれぞれ起用、前述3人以外での共演者として佐藤隆太、石野真子、板尾創路（130R）、西村和彦、本仮屋ユイカら[506]。また、本作はテレビ放送をSeason1とし、6月にHuluにてSeason2を配信する[507][508]。
- 24日 - 日本テレビ系「日曜ドラマ」枠4月期作品として、これまで同局系で何度もドラマ化・アニメ化[注 60]されている『金田一少年の事件簿』（天樹征丸・金成陽三郎・さとうふみや原作、講談社「週刊少年マガジン」連載）を8年ぶりに再ドラマ化、新シリーズ『金田一少年の事件簿』として、放送枠も移動し新たに放送開始（ - 7月3日）[509]。主演で今作で5代目[注 61]となる「金田一少年」こと「金田一一」役を、連ドラ初主演の道枝駿佑（なにわ男子）が務める[510][511][512][513][514][515][516]。共演及び主要キャストとして、ヒロインで一の幼なじみでもある七瀬美雪役には上白石萌歌、警視庁捜査一課の警部・剣持勇役を沢村一樹がそれぞれ演じる[517][518][519][520]。初回は30分拡大（22時 - 23時25分）。
- 26日（25日深夜） - 日本テレビ系「シンドラ」枠4月期作品として、『受付のジョー』を放送開始（全10話、 - 6月28日(27日深夜)）[521]。広告代理店の入社3年目の営業マンが、「受付のデジタル化計画」をプレゼンし、その企画が採用されることになり、受付嬢のリストラを任されることになるが猛反発を喰らう。受付の仕事を理解するため、自身もその仕事をしていくことで気持ちにも変化が生じる様子を描く。営業マンから受付職に転身する主人公を、連ドラ単独初主演となる神宮寺勇太（King & Prince）が演じる[522][523]。共演に、受付を完全デジタル化すべく乗り込んでくる、神宮寺演じる主人公に猛反発する受付嬢役としてトリンドル玲奈、西原亜希、田辺桃子、美山加恋の4人[524]、受付嬢役以外では松井愛莉、橋本じゅん、田村健太郎らが出演[525]。
- 27日 - フジテレビ系「水10」枠『ナンバMG5』は、延期となっていた第2話を、この日放送[487]。
- 29日 - いずれも【訃報】
  - 1968年にロックバンド「ザ・フローラル」に加入したのを皮切りに、細野晴臣、松本隆、松任谷正隆などと結成した音楽ユニットなどで活動する傍ら、日本テレビ系ドラマ『気まぐれ天使』（1976年 - 1977年）の同名主題歌を「小坂忠&ウルトラ」名義で歌唱するなど活動した、ソウル・ロックミュージシャンの小坂忠（本名：小坂正行）がこの日午前、結腸癌を起因とする肝不全のため死去（73歳没）。訃報は自身の公式サイトにて公表された[526]。
  - 1950年代より関西地区を中心に俳優として活動、『部長刑事』（1959年、朝日放送）、『燃えよ剣』（1970年、NET）など時代劇や現代劇などジャンルを問わず数多くの作品に出演し、関西俳優協議会会長を務めるなど関西演劇界の重鎮として長く活動した俳優の田中弘史がこの日、たこつぼ型心筋症のため大阪府堺市の病院で死去（86歳没）。訃報は5月2日に公表された[527]。
- 30日 - 【BS】NHK BSプレミアム・BS4Kにて、特集ドラマとして『昭和歌謡ミュージカル また逢う日まで』を放送（22時30分 - 翌0時）。1988年（昭和63年）にOL生活を送っていた主人公が、ひょんなことでパラレルワールド「令和」に迷い込み、嫌いだった昭和歌謡を武器に人間関係が希薄な「令和」を変えていく様子を描く。主人公を福本莉子が演じる[528][529]。

### 5月
- 1日 - 日本テレビは、この日「日曜ドラマ」枠で放送予定であった『金田一少年の事件簿（第5シリーズ）』の第2話の「聖恋島殺人事件」について、“海に囲まれた孤島で起きた殺人事件を描く作品”であることから、当初の予定から一週間放送を繰り延べすると共に、当日は第2シリーズ（堂本剛主演）の「悪魔組曲殺人事件」を再編集する形で差し替え放送[530]。局側ではこの措置について「北海道知床の遊覧船事故を受けてのもの」と説明している[530]。
- 2日 - 【BS】
  - 【朝ドラ】BS12 トゥエルビの月曜19時 - 21時枠にて、2014年度後期作品（NHK大阪局〈BK〉制作、通算第91作）『マッサン』（羽原大介作、玉山鉄二、シャーロット・ケイト・フォックス主演、全150話）をこの日より再放送開始（ - 10月予定）[531]。
  - 【特撮】NHK BSプレミアムにて円谷プロダクション制作の「第1期ウルトラシリーズ」[注 62]のメイン脚本家だった金城哲夫（1976年没）と上原正三（2020年没）のふたりの人生を通し、『ウルトラマン』誕生の舞台裏、本土復帰前後の沖縄の光と影を描く『ふたりのウルトラマン』（21時 - 22時30分）を放送。金城を満島真之介が、上原を佐久本宝が演じた[532][533]。
- 3日 - 5日 - 【朝ドラ】NHK総合にて、沖縄県の本土復帰50周年を記念し、2001年度前期作品（AK制作、通算第64作）『ちゅらさん』（岡田惠和作、国仲涼子主演、全156話）の総集編（全3回）[注 63]を再放送（10時40分 - 11時54分）[534]。
- 3日
  - 【特番・大河ドラマ】NHK総合にてこの日、人物ドキュメンタリー番組『プロフェッショナル 仕事の流儀』（月1回放送[注 64]）の本年度初放送となるスペシャル番組として『プロフェッショナル 仕事の流儀〜小栗旬スペシャル〜』を放送（19時30分 - 20時42分）。番組では大河ドラマ『鎌倉殿の13人』撮影の舞台裏に密着し、小栗の素顔に迫った[535]。
  - 【訃報】1982年に放送された大正製薬「リポビタンD」のCMで勝野洋と共演[注 65]して発した『ファイト!一発!』のフレーズで有名となり、テレビドラマでは『特捜最前線』や『さすらい刑事旅情編（第1シリーズ）』（いずれもテレビ朝日）などの刑事ものや東海テレビ制作・フジテレビ系「昼ドラ」の「嵐シリーズ（グランドロマン）」[注 66]、平成ウルトラマン三部作の最終作『ウルトラマンガイア』（毎日放送）など数多くの作品に出演、実生活では原日出子（女優）[注 67]の実夫であった俳優の渡辺裕之がこの日、神奈川県内の自宅のトレーニングルームで倒れているところを発見され、死亡が確認された（66歳没）。訃報は5日に、原の所属事務所であるアルファエージェンシーから公表された[536]。
- 4日 - 【朝ドラ】NHK総合にて、前月8日に終了した『カムカムエヴリバディ』（BK制作、上白石萌音→深津絵里→川栄李奈の3人がリレーして主演、全112話）の総集編を、前編「安子編」（再放送[注 68]、14時 - 15時）・中編「るい編」（15時8分[注 69] - 16時）・後編「ひなた編」（16時 - 17時）に分けて一挙放送[注 70][537]。
- 6日
  - テレビ東京系「金曜8時のドラマ」枠4月期作品として、“警察の中の警察官”と云われる監察官を描くスペシャルドラマとして、2013年から「水曜ミステリー9」や「月曜プレミア8」で、過去6回単発放送してきた小日向文世主演の『嫌われ監察官 音無一六』を連ドラ・レギュラー化して放送開始（全7話、 - 6月17日）[538]。本作はテレビ東京とスパークルの共同製作、主演の小日向以外の配役も単発版から、一六の実弟でタクシードライバー・万丈二六役を遠藤憲一、一六の上司で警務部長・千住遼子役を田中美佐子、元署長で居酒屋「みつる」の店主・二宮満役を小野武彦、単発第5作からの一六の相棒で、巡査部長の溝呂木三花を堀内敬子らも引き続き出演[539][540][541][542][543]。初回は2時間SP（20時 - 21時48分）。
  - 【訃報】 
    - 国鉄職員を経て日本コロムビアに入社し同社専属作曲家だった松尾健司に師事、テレビドラマでは作曲家デビュー曲でもある『姿三四郎』（1963年 - 1964年、フジテレビ系、歌唱：村田英雄）や大川橋蔵版『銭形平次』（1966年 - 1984年、同、歌唱：舟木一夫[注 71]）の主題歌を手掛けた作曲家の安藤実親（本名：安藤實親）がこの日、新型コロナウイルス感染による肺炎のため埼玉県内の病院で死去（90歳没）[544]。
    - 慶應義塾大学卒業後の1954年に当時のラジオ東京（現在のTBSラジオ）に入社し、TBSテレビ・ラジオ番組のディレクターを務め、退社後フリーとなり音楽制作活動に転身、テレビドラマではTBS系「花王 愛の劇場」枠で放映された『放浪記』（1974年、原作：林芙美子）で主演の樫山文枝が自ら歌唱した主題歌「ひとり」の作詩を手掛けた音楽プロデューサー・作詩家の大日方俊子がこの日、心不全のため死去（90歳没）。訃報は6月15日に公表された[545]。
- 7日 - 【編成】NHK総合「土曜ドラマ」枠は、この日より1時間繰り下がった22時台（22時 - 22時50分）に移行し、移動前と同じくドキュメンタリー番組『NHKスペシャル』との交互放送となる[43]。枠移動後最初の作品として、吉田玲子脚本によるオリジナル作品『17才の帝国』を放送開始（全5回、 - 6月4日）。近未来日本のとある地方都市に立ち上がった「実験都市プロジェクト」を舞台とし、量子コンピューターで作られた最先端の政治AIを駆使し、理想の政治の実現を目指す17才の若きリーダーを描く。主人公で、AIによって選ばれた「17才の総理」役を、NHKドラマ初主演となる神尾楓珠が演じる。共演に山田杏奈、河合優実、望月歩、染谷将太、星野源ら[546][547]。
- 8日
  - 日本テレビ系「日曜ドラマ」枠『金田一少年の事件簿（第5シリーズ）』は、延期となっていた第2話をこの日放送[530]。
  - 【BS】NHK BSプレミアム・BS4K「プレミアムドラマ」枠にて、『今度生まれたら』を放送開始（全7回、 - 6月19日）。70歳になった主人公の女性が自分の人生を振り返り、やり直しのきかない年齢になりながらも、やりたいことを見つけようとあがき、今をどう生きるかを考え始める姿を描く。主人公の佐川夏江を 松坂慶子が演じる[548][549]。
- 10日 - 【訃報】1945年の東京大空襲に遭遇した経験から“戦争と平和”をテーマにした数々の著作を発表。また、自作の『小麦色の仲間たち』（1966年、NHK総合、主演：北大路欣也）や『美しい橋』（1977年、TBS系「東芝日曜劇場」、主演：山口百恵）などの小説がテレビドラマ化されたこともある児童文学者・平和文学者・平和運動家の早乙女勝元がこの日、老衰のため埼玉県内の病院で死去（90歳没）。親族によると、早乙女は1月から入院生活を送っていた[550]。
- 11日 - 【訃報】劇団青年座出身で、1985年に肥後克広、寺門ジモンらとお笑いグループ「キムチ倶楽部」を結成、後に肥後、寺門との3人でダチョウ倶楽部に移行し、数々のバラエティ番組に出演、テレビドラマでも日本テレビ系「土曜ドラマ」の『遠山金四郎美容室[注 72]』（1994年）や『怪物くん』（2010年）の「オオカミ男」役、「日曜ドラマ」『真犯人フラグ』（2021年 - 2022年）、4月から放送中の朝日放送テレビ「ドラマL」『恋に無駄口』やフジテレビ系「木曜劇場」『やんごとなき一族』に出演するなど俳優としても活動したお笑いタレントの上島竜兵がこの日未明、東京都中野区内の自宅で倒れているのが発見され、病院に搬送されたが死亡が確認された（61歳没）[551][552]。9日後の20日[注 73]に放送されたテレビ朝日系「金曜ナイトドラマ」『家政夫のミタゾノ』第5話の「レンタル父」役が最後のテレビドラマ出演となった[553][注 74]。
- 13日
  - 【BS】NHK BSプレミアム・BS4K
    - 【時代劇】「BS時代劇」枠にて、過去に5度制作・放映された東山紀之（少年隊）主演のシリーズ時代劇『大岡越前』第6作となる『大岡越前6』を放送開始（全8回、 - 7月1日）。今シリーズから八代将軍・徳川吉宗役が、平岳大から椎名桔平に交代[554][555]。
    - 戦争から縁遠い世代に対して、それについて考える「ドラマ×マンガ」の第5弾作品として、宮下英樹の歴史漫画『センゴク』シリーズを原作とした『センゴク 〜大失敗したリーダーの大逆転〜』を放送（22時 - 23時）。戦国武将・仙石権兵衛秀久の生涯を描いた漫画から、人生のヒントを掴んでゆく現代の若者の姿を描く。主演を中村蒼が務める。共演に斉藤由貴、橋本マナミ、林裕太、奥田洋平、今村裕次郎ら[556]。BS4Kでは、3月30日の1時30分 - 2時30分に先行放送した。
- 16日
  - テレビ東京系「月曜プレミア8」枠にて、今野敏の警察小説『機捜235』を原作とした中村梅雀・平岡祐太出演のシリーズドラマの最新作・第3弾『機捜235III』と題して放送。今作でのゲスト共演者として増田貴久（NEWS）、若村麻由美、梶原善、山崎樹範、山下リオ、小久保寿人、三浦浩一、鶴田忍、永島敏行ら[557][558]。
  - NHK総合「夜ドラ」枠にて、西森博之の同名漫画を原作とした『カナカナ』を放送開始（全28回、 - 6月30日）[559]。100人を相手にしたケンカに勝った伝説を持っている元ヤンキーだが、実際は野生の動植物に詳しい心優しき青年で、海の近くで居酒屋「パイセン」を営む主人公・「マサ」こと日暮正直役を眞栄田郷敦が演じる[560][561]。共演に不思議な能力を持つ5歳の少女・佳奈花役の加藤柚凪の他[562]、白石聖、前田旺志郎、新川優愛、橋本じゅん、宮崎美子、武田真治らも出演[563]。
  - 【宮崎県】テレビ宮崎（UMK、フジテレビ系・日本テレビ系・テレビ朝日系トリプルクロスネット）にて、宮崎県出身の漫画家・東村アキコの漫画『ひまわりっ 〜健一レジェンド〜』を原作とし、2020年6月に同局の開局50周年を記念してドラマ化して放送した『ひまわりっ〜宮崎レジェンド〜』の続編となる『ひまわりっ〜宮崎レジェンド2〜』と題してこの日より放送開始（全10話、 - 5月27日）。前作に引き続き、主人公・林アキコ役を平祐奈が演じる他、高橋克典、井上祐貴らの出演者も続投[564]。
- 18日（17日深夜） -【近畿広域圏】関西テレビの水曜0時25分 - 0時55分（火曜深夜）枠にて、マクドナルドが特別協力した『武士が、マックで店員になった件。』を放送開始（全3回、 - 6月1日(5月31日深夜)）。アルバイトをしながら公務員を目指す主人公が、自分が誰なのかを思い出すことが出来ない、正体不明の戦国時代からタイムスリップしてきたと主張する武士と共に、マクドナルドで働きながら友情を深めていくハートフルコメディ。主人公を濱田龍臣、戦国時代からタイムスリップしてきた武士を伊藤淳史がそれぞれ演じる。共演に綱啓永、なえなの、アイクぬわら、佐藤真弓、ダンディ坂野ら[565]。
- 20日
  - フジテレビ系平日昼の情報番組『ポップUP!』金曜日の放送内にて、15分程度のミニドラマ『昼上がりのオンナたち』を放送開始（全4話、 - 6月10日）。主演は徳永えり（第1話）、臼田あさ美（第2話）、瀬戸さおり（第3話）、市川由衣（第4話）の4人で務める[566]。
  - 【北海道】NHK札幌放送局の地域特番『北海道スタジアム』内で実施した「俳優オーディション」で選出された、北海道出身もしくは在住の5人が出演する地域発ドラマとして、天売島を舞台に実話を基にした『春の翼』を放送（19時30分 - 20時42分）。脚本はモトイキシゲキが手掛け、天売島の夜間定時制高校に単身で移住する高校生の主人公・翼役を中山来未が演じる。高校生キャストとして桜井木穂、山科連太郎、富樫涼太、安宅波颯の4人が、中山演じる翼の同級生役として出演。高校生キャスト以外の共演者として宮本信子、佐藤仁美、斎藤歩が登場する[567][568]。
- 22日 - 【訃報】1977年に自作劇画『天使のはらわた』が日活で映画化されたことをきっかけに脚本家、さらに映画監督として活動し、テレビドラマではフジテレビ系にて小泉八雲原作の『怪談 KWAIDAN II』（1993年8月20日放送）の二部構成ドラマの一作「ろくろ首」の脚本（演出は久世光彦〈2006年没〉が担当）を手掛けた脚本家・劇画家・映画監督の石井隆（本名：石井秀紀）がこの日、がんのため死去（75歳没）[569]。訃報は6月9日に石井の事務所より公表された[569]。
- 27日
  - 【映画】日本テレビ系『金曜ロードショー』にてこの日、おおのこうすけ作の漫画を原作とし、2020年10月期に「日曜ドラマ」枠にて読売テレビ制作で放送された『極主夫道』の劇場版公開を記念して、スペシャルドラマ『極主夫道 爆笑!カチコミSP』を放送。主人公「龍」役の玉木宏をはじめ、川口春奈、志尊淳らが共演[570]。
  - 【BS】WOWOWプライム「WOWOWオリジナルドラマ」
    - 2020年5月 - 7月にかけて同枠で放送し、蝉川夏哉のライトノベル『異世界居酒屋「のぶ」』を原作とした続編・第2弾『異世界居酒屋「のぶ」Season2〜魔女と大司教編〜』と題して放送開始（全10話、 - 7月29日）[571]。前シリーズと同じく、主人公で居酒屋「のぶ」の大将・矢澤信之役の大谷亮平、常連客に愛される看板娘・千家しのぶ役の武田玲奈らの出演者、監督・脚本を務める品川ヒロシは続投[572][573]。
    - 又吉直樹（ピース）が脚本を務め、椅子と女性をテーマにしたオリジナル作品『椅子』を放送開始（全8話、 - 7月15日）。出演は2話ずつの交代制で、4人全員がWOWOWドラマ初主演となる吉岡里帆（1・2話）、モトーラ世理奈（3・4話）、石橋菜津美（5・6話）、黒木華（7・8話）がそれぞれ務める。1話ごとに1脚ずつ著名な椅子も登場し、又吉自身も怪しげな椅子屋の店主役で出演。その椅子の成り立ちや造形美を紹介するパートも描かれ、劇中で紹介してゆく[574][575]。
- 28日 -【関東広域圏】TBSの「土曜☆ブレイク」枠（14時 - 14時54分）にて、鈴木もぐら（空気階段）主演の『歯無しのグルメ〜噛まずにとろける美味い店〜』を放送。柔らかいグルメを扱った新感覚のグルメドラマで、もぐらの相方・水田かたまりも出演する[576]。

### 6月
- 1日
  - （5月31日深夜）
    - テレビ東京系の水曜0時30分 - 1時（火曜深夜）枠にて、オカルトホラー作家・雨穴が原案とストーリーテラーを務める『何かおかしい』を放送開始（全6回、 - 7月6日(5日深夜)）。ラジオ番組放送を通じて起きる怪奇現象を描くリアルタイム進行型ヒューマンホラーで、濱正悟が主人公の構成作家・花岡役を演じる。共演に松尾諭、今井隆文、藤森慎吾、ヒャダイン、小手伸也、岡田結実、山之内すず、香音ら[577]。
    - 【関東広域圏】TBS「ドラマストリーム」枠にて、第4回TBS連ドラ・シナリオ大賞で、大賞を受賞した渡邉真子の原案、第5回で入選した木村涼子が脚本を担当するオリジナル作品『理想ノカレシ』を放送開始（全8話、 - 7月20日(19日深夜)）。アラサー女性のリアルな恋愛観を描く。主演の小野寺優芽子役を同局ドラマ初主演となる大政絢が演じる[341][342]ほか、優芽子の初恋の男性・神宮寺望役および神宮寺そっくりな青年役を佐藤大樹（FANTASTICS from EXILE TRIBE）が演じる[578]。

  - 【賞】「第59回ギャラクシー賞」（NPO法人放送批評懇談会主催）の授賞式がこの日執り行われ、テレビ部門個人賞を2021年のNHK大河ドラマ『青天を衝け』で、徳川慶喜役を演じた草彅剛（新しい地図）が受賞[579]。また、視聴者投票によるマイベストTV賞第16回グランプリには毎日放送「ドラマ特区」枠で2021年11月・12月に放送された『美しい彼』が選ばれた[580]。
- 2日（1日深夜） - テレビ東京系「水ドラ25」枠にて、在京キー局連ドラ初主演の渋川清彦が町中華をこよなく愛するタクシードライバー役を演じる『ザ・タクシー飯店』を放送開始（全8話、 - 7月21日(20日深夜)）。髙木雄也（Hey! Say! JUMP）、宇野祥平がレギュラー出演する[581]。
- 3日
  - （2日深夜）【近畿広域圏】毎日放送「ドラマ特区」枠にて、高校を舞台としたオリジナルの学園サイコサスペンス『教祖のムスメ』を放送開始（全7話、 - 7月15日(14日深夜)）。転校してきた女子高生をきっかけに、同級生の双子の兄妹や生徒ら、その家族までもが、疑惑と混乱の渦に巻き込まれていく様子を描く。主人公で転校してきた女子高生役を茅島みずきが演じる。共演に藤原大祐、豊嶋花、小栗有以（AKB48）、池田優斗、萩原聖人ら[582]。
  - 【訃報】1953年に大映ニューフェースとして『血闘』でデビューし端正な二枚目として『豹の眼』などに主演、1970年代からはテレビドラマに活動の場を移して『水戸黄門』（TBS）や『大江戸捜査網』（東京12チャンネル、三船プロダクション制作）など時代劇での重厚な悪役を始めとして幅広い役柄を演じた俳優の北原義郎（本名：中野義雄）がこの日死去（93歳没）。訃報は大映の元社員（宣伝部員）で故人と親しかった著述家の中島賢が8日に公表した[583]。
- 4日
  - 東海テレビ・フジテレビ系「土ドラ」枠にて、ナナトエリと亀山聡の漫画『僕の妻は発達障害』を原作とした『僕の大好きな妻!』と題して放送開始（全8話、 - 7月23日）。部屋も散らかったまま、約束も忘れてしまうなど、日常を上手くこなせない発達障害と向き合いながら、前を向いて歩んでいく夫妻を描いたラブストーリー。主人公で結婚後に発達障害だとわかり、壁にぶつかりつつも全力で生きる妻・北山知花役を百田夏菜子（ももいろクローバーZ）が演じる[584][585]。
  - 【BS】WOWOWプライム「WOWOWオリジナルドラマ」として、2020年文化庁メディア芸術祭マンガ部門で優秀賞受賞の野田彩子の同名漫画を原作とした『ダブル』を放送開始（全10話、 - 8月6日）。主人公の二人、天性の魅力と秘めた才能を開花させてゆく俳優・宝田多家良役を千葉雄大、「世界一の俳優になりたい」という夢を抱きつつも、多家良の才能をいち早く見出し、世に送り出そうと演劇のいろはを教えながら、生活をも支える“代役”俳優・鴨島友仁役を永山絢斗がそれぞれ演じる[586][587]。また、千葉演じる多家良をスカウトする女マネージャーを桜庭ななみが演じる[588]。
- 5日 - 【訃報】1958年に日本大学藝術学部卒業と共に入社した日活時代に小林旭・川地民夫（2018年没）と共に「三悪トリオ」として売り出され、『十代の恋よさようなら』などで主演を務め、1963年のフリー転向後は映画出演の傍ら、いずれもフジテレビ系で放送された『どてらい男』（関西テレビ制作）や『あかんたれ』（東海テレビ制作、1976年 - 1977年）などの花登筺原作作品をはじめとしてテレビドラマでも活動した俳優の沢本忠雄がこの日、肺炎のため死去（86歳没）。訃報は8日に公表された[589][590]。
- 6日 - 【BS】NHK BSプレミアム・BS4Kにてこの日、永田和宏の手記『あの胸が岬のように遠かった-河野裕子との青春-』を原作としドラマ化した『あの胸が岬のように遠かった〜河野裕子と生きた青春〜』と題して放送（21時 - 22時29分）。原作者の永田自身も出演するドキュメンタリーも交えつつ、妻の河野裕子との出会いから結婚までを描く。主演の二人、永田和宏役を柄本佑が青年期と老年期の一人二役を、後に永田の妻になる・河野裕子役を藤野涼子がそれぞれ演じる[591][592]。BS4Kでは、3月30日の3時30分 - 4時59分に先行放送した[593]。
- 7日 - 【賞】「第48回放送文化基金賞」（公益財団法人放送文化基金主催）の受賞作品がこの日発表。テレビドラマでは、日本テレビ系「水曜ドラマ」で2021年7月期に放送された『ハコヅメ〜たたかう!交番女子〜』が最優秀賞、また番組部門個人賞でも同ドラマに主演した永野芽郁が「演技賞」に選出された。また、NHK BSプレミアム「プレミアムドラマ」で3月 - 5月に放送された『しずかちゃんとパパ』（→3月13日を参照）が優秀賞、同ドラマ出演の笑福亭鶴瓶も演技賞、さらにNHK連続テレビ小説『カムカムエヴリバディ』（BK制作）とWOWOWプライム「WOWOWオリジナルドラマ」『前科者 -新米保護司・阿川佳代-』（2021年11月 - 12月）が奨励賞、『カムカムエヴリバディ』を手掛けた藤本有紀も個人賞「脚本賞」をそれぞれ受賞した[594][595]。
- 9日 - テレビ朝日系「木曜ドラマ」枠『未来への10カウント』（4月14日 - 、全9話）は、この日最終回を15分拡大して放送（21時 - 22時9分）[596]。
- 11日
  - テレビ朝日系「オシドラサタデー」枠『俺の可愛いはもうすぐ消費期限!?』（4月16日 - 、全9話）は、この日最終回を1時間SPとして放送（23時 - 翌0時）[597]。
  - 【訃報】ハワイアン音楽グループでムード・コーラス歌謡の第一人者として知られた「和田弘とマヒナスターズ」（1954年結成）のオリジナル・メンバーで、「誰よりも君を愛す」[注 75]（1960年第2回日本レコード大賞受賞）、「北上夜曲」などがヒットし、またテレビドラマでは『あゝあの花よいつ開く』（1960年、毎日放送、主演：芦屋雁之助）の主題歌をマヒナスターズのメイン・ヴォーカルとして歌唱した経歴を持つ歌手の松平直樹（本名：松平壽夫）がこの日の夜、肺炎のため東京都内の病院で死去（88歳没）。訃報は17日に公表された[598][599]。
- 14日 - 【特番】NHK総合にてこの日、前週7日まで「ドラマ10」枠で放送してきた『正直不動産』（山下智久主演、全10話）を振り返る特別番組『正直不動産 感謝祭』と題して放送（22時 - 22時45分）[600]。
- 16日 - テレビ朝日系「木曜ミステリー」枠『警視庁・捜査一課長（season6）』（4月14日 - 、全10話）は、この日最終回を2時間SPとして放送（20時 - 21時48分）[601]。
- 17日（16日深夜） - 【近畿広域圏】毎日放送「ドラマシャワー」枠にて、晴川シンタの同名漫画を原作とした『先輩、断じて恋では!』を放送開始（全8話、 - 7月29日(28日深夜)）。内藤秀一郎と瀬戸利樹のダブル主演で、CGデザイナー同士のオフィスBLコメディー[602]。
- 18日 - 【訃報】1953年に入社した東宝において、加山雄三主演の『若大将シリーズ』で『エレキの若大将』（1965年）以降のメイン監督や『ザ・タイガース ハーイ!ロンドン』（1969年）などでメガホンを執り、脚本家の田波靖男（2000年没）や小川英（1994年没）らと「ジャック・プロダクション」を旗揚げしてテレビドラマ制作に進出、『太陽のあいつ』（1965年、TBS）や『高校教師』（加山雄三版、1974年、東京12チャンネル）などの演出を務めた映画監督の岩内克己がこの日、心不全のため死去（96歳没）。訃報は21日に明らかにされた[603]。
- 19日 - 【BS】WOWOWプライム「連続ドラマW」にて、松本清張の推理小説『眼の壁』を原作とした『松本清張 眼の壁』と題して放送開始（全5話、 - 7月17日）。主演を小泉孝太郎が演じる[604]。共演に泉里香、上地雄輔、薮宏太（Hey! Say! JUMP）、甲本雅裕、加藤雅也、陣内孝則ほか[605]。
- 20日 - テレビ東京系「月曜プレミア8」枠にて、2019年1月期・2020年10月期には「金曜8時のドラマ」枠で連ドラを、2020年7月には同枠で単発SPも放送してきた北大路欣也主演のシリーズドラマ『記憶捜査〜新宿東署事件ファイル〜』の最新作『記憶捜査スペシャル2〜新宿東署事件ファイル〜』と題して放送。共演も風間俊介、上白石萌音、石黒賢、余貴美子らのレギュラー陣は続投。今作での新たな共演者として、同局系のドラマ初出演となる松島聡（Sexy Zone）が加入[606]。→11月4日の出来事も参照
- 21日・22日 - 【朝ドラ・特番】NHK総合では、この両日の22時 - 22時45分枠にて、「連続テレビ小説」枠で放送の『ちむどんどん』の特別編を放送。第1・2週の少女編「シークワーサーの少女」と「別れの沖縄そば」を、それぞれ45分のダイジェストで再構成し、未公開・新撮を含めた新たな視点をも交え、ヒロイン・暢子ら比嘉家4兄妹の歩みを振り返る。この時の語りは、ヒロイン・暢子役の黒島結菜が担当[607]。
- 22日
  - テレビ朝日系「水曜21時」枠『特捜9（season5）』（4月6日 - 、全12話）は、この日最終回を10分拡大して放送（21時 - 22時4分）[608]。
  - フジテレビ系「水10」枠『ナンバMG5』（4月13日 - 、全10話[注 76]）は、この日最終回を放送[609]。
- 22日 - 24日 - フジテレビ系にて、3夜連続のSPオムニバスドラマ『脚本芸人』を放送（全3回、3日とも23時 - 23時40分）。吉住（第1夜）、水川かたまり（空気階段、第2夜）、岩崎う大（かもめんたる、第3夜）が順番に脚本を担当し、テレビ局の各部署で巻き起こる出来事を、連動しながら描く。第1夜は藤木直人、趣里ら、第2夜は遠藤憲一、知念侑李（Hey! Say! JUMP）ら、第3夜は酒井若菜、佐久間由衣らがそれぞれ出演[610][611]。
- 23日 -【訃報】團伊玖磨（2001年没）と諸井三郎（1977年没）の門人として音楽の基礎を学び、1950年代より映画音楽やテレビ番組の音楽などを手掛け、主に特撮において、フジテレビ系『忍者部隊月光』[注 77]（1964年 - 1966年、国際放映制作）、NET系・東映製作『人造人間キカイダー』（1972年 - 1973年）『キカイダー01』（1973年 - 1974年）『イナズマン』（同）『イナズマンF』（1974年）、東京12チャンネル・東映製作『スパイダーマン』（1978年 - 1979年）、テレビ朝日系の老舗シリーズ『スーパー戦隊シリーズ』[注 78]『メタルヒーローシリーズ』[注 79]など多数の作品で主題歌（子門真人、水木一郎、ささきいさお（佐々木功）らが歌唱）や劇伴、一般ドラマではNET系・東映製作の『どっこい大作』（1973年 - 1974年）や同『ザ・ボディガード』（1974年）などの劇伴音楽を担当、多岐に亘る作品を世に送り出した作曲家の渡辺宙明（わたなべ・ちゅうめい、本名の読み：わたなべ・みちあき）がこの日早朝、老衰による心不全のため東京都渋谷区内の病院で死去（96歳没）。訃報は27日に公表された[612][613]。本年2月27日に終了した『機界戦隊ゼンカイジャー』（テレビ朝日系、大石憲一郎と共同）が特撮最後の音楽担当となった[613]。
- 25日 - NHK総合「土曜ドラマ」枠にて、平野啓一郎の同名小説を原作とした『空白を満たしなさい』を放送開始（全5話、 - 7月23日）。出演は柄本佑、鈴木杏、阿部サダヲほか[614][615]。
- 26日
  - 【編成・特撮】テレビ東京系『ビッ友×戦士 キラメキパワーズ!』[注 80]が終了、第1作『アイドル×戦士 ミラクルちゅーんず!』（2017年 - 2018年）から続いた「ガールズ×戦士シリーズ」が、5年3ヶ月の歴史に幕[注 81][616]。
  - TBS系「日曜劇場」枠7月期作品として、福田靖のオリジナル脚本により、引退した元サッカー選手が第二の人生としてスポーツマネジメントの世界に入り、新米エージェントとして苦闘する姿を描く『オールドルーキー』を放送開始（全10話、 - 9月4日）。本作はTBSとTBSスパークルの共同制作で、演出を石井康晴が担当、本枠初主演となる綾野剛が主人公・新町亮太郎を演じる[617][618]。初回は25分拡大（21時 - 22時19分）[619]。
  - 【BS】NHK BSプレミアム・BS4K「プレミアムドラマ」枠にて、ウォルト・ディズニー・ジャパンとNHKエンタープライズの共同制作による、松尾諭のエッセイ『拾われた男』を原作とした『拾われた男 LOST MAN FOUND』と題して放送開始（全10話、 - 8月28日）。これといった才能もない俳優志望の主人公が、強運と縁によって他人に拾われ続けることで、夢も恋も掴んでいく様子を描く。その主人公を仲野太賀が演じる。共演に草彅剛、伊藤沙莉ら[620]。→10月11日の出来事も参照
- 27日 - いずれも【訃報】
  - 1959年に入社した東宝において、『太平洋の鷲』などの戦争映画や『ゴジラ』シリーズをはじめとする怪獣映画など、数多くの作品で特撮技術スタッフとして参加、テレビドラマでは日本テレビ系『流星人間ゾーン』（1973年、東宝映像制作）や堺正章版『西遊記』シリーズ（1978年 - 1980年、国際放映制作）などの特技監督を務めた特撮技術家・映画監督の中野昭慶がこの日、敗血症のため死去（86歳没）。訃報は7月5日に公表された[621]。
  - 1974年にRCAビクターからメジャーデビュー[注 82]、テレビドラマでは毎日放送制作・TBS系「シリーズ・水曜の女」枠で放送された『赤い足音』（1983年）の主題歌「ボヘミアン[注 83]」や、フジテレビ系「水8」枠『スタア誕生』（1985年、大映テレビ制作）の主題歌「ハートブレイカー」を歌唱、自身もTBS系「東芝日曜劇場」第1687回『私の青空 -My Blue Heaven-』（1989年5月21日放送、中部日本放送〔現：CBCテレビ〕制作）に出演した経歴を持つ歌手の葛城ユキ（本名：田中小夜子）がこの日、原発性腹膜がんのため死去（73歳没）。葛城は前年4月にステージ4の原発性腹膜がんの告知を受け闘病生活を送っていた[622]。
- 28日 - 【訃報】TBS系『水戸黄門』で1993年から2000年まで三代目水戸光圀役を演じ、「泣き虫黄門」として知られた他、同局系『肝っ玉かあさん』や『ありがとう』、『大岡越前』、『3年B組貫八先生』などテレビドラマ・映画などに出演した佐野淺夫（本名：佐野淺雄）がこの日の夜、老衰のため京都市内の自宅で死去（96歳没）。訃報は7月4日に判明した[623]。
- 29日（28日深夜）・7月6日（5日深夜） - 【関東広域圏】フジテレビ水曜未明（火曜深夜）の「Tナイト」枠にて、実際にあった闇カジノでの出来事を基にしたオリジナル作品のSPドラマ『ブラック/クロウズ〜roppongi underground〜』を2週連続で放送（前後編の全2回、29日…0時55分 - 1時55分・7月6日…1時5分 - 2時5分）。主演を小関裕太が務める[624]。
- 29日
  - テレビ朝日系ではこの日、同僚の警察官の不祥事を内偵する「監察官」にスポットを当てたSPドラマ『監察の一条さん』を放送（20時 - 21時48分）[625]。主演で、仕事をサボってばかりの人懐っこくミーハー。その上、ちょっと古めのJK用語を乱発しているが、人や物事の本質を見抜く力はズバ抜けていて、人の懐に滑り込める天才の定年に近い監察官役を吉田鋼太郎、警視庁捜査一課で実績を積んできたキャリア組で、結婚に向けて管理部門への異動願を提出するが、式当日にドタキャンされたばかりか異動願は受理され、監察係へと異動することになってしまう毒舌美人監察官役を吉岡里帆がそれぞれ演じる[626][627]。
  - フジテレビ系にてこの日、前週22日まで「水10」枠で放送してきた『ナンバMG5』（間宮祥太朗主演、全10話）の最終回以降を描く特別編『ナンバMG5「全開バリバリでアリガト」編』と題して放送（22時 - 22時54分）[628]。
  - 【訃報】薬剤師から劇団俳優座所属俳優となり、『パパと呼ばないで』（1972年 - 1973年、日本テレビ／ユニオン映画）や『渡る世間は鬼ばかり』（1998年 - 2019年、TBS）を始め数々のテレビドラマや映画に出演、特に盟友であった市原悦子（2019年没）主演のテレビ朝日系「土曜ワイド劇場」枠及び1997年10月期の「木曜ドラマ」枠『家政婦は見た!』シリーズでは家政婦紹介所所長役でレギュラーキャストとして出演するなど、名脇役として名を知られた女優の野村昭子（結婚後の本名：増見昭子）が死去（95歳没）。「最近姿を見ない」との近隣住民からの通報により、野村の自宅を訪問した親族が7月1日19時ごろ、寝室で倒れているところを発見、警察に通報し死亡が確認された。事件性はないとしている。死去は7月2日に判明した[629][630]。

### 7月
- 1日（6月30日深夜） - テレビ東京系「木ドラ24」枠にて、プラモデルにハマった女の子を描く『量産型リコ -プラモ女子の人生組み立て記-』を放送開始（全10話、 - 9月2日(1日深夜)）。主演は与田祐希（乃木坂46）が務める[631]。
- 2日
  - （1日深夜）テレビ東京系「ドラマ25」枠にて、お酒をテーマとしたオリジナル作品『晩酌の流儀』を放送開始（全8話、 - 8月20日(19日深夜)）。1日の最後に飲む酒が「最高の一杯」となるよう、おいしい酒を飲むことに注力する不動産会社勤務の主人公を栗山千明が演じる[632][633]。共演に武田航平、辻凪子、馬場裕之（ロバート）、おかやまはじめら[634]。
  - 【BS】BS松竹東急「土曜ドラマ」（23時 - 23時30分）枠7月期作品[注 84]として、とある田舎の村で立ち上がった劇場での劇団を舞台とした『悪女のすべて』を放送開始（全13話、 - 9月24日）。主人公で、劇団員の一員でもあり、平和主義の専業主婦役を足立梨花、有名監督が撮影する映画のヒロインを探す名目で、突如やって来た謎の女の役を、小沢真珠がそれぞれ演じる[635][636]。
- 2日・9日 - 【中京広域圏】中京テレビ（日本テレビ系）では、同局とエイベックス・マネジメントの共同制作プロジェクトの第1弾として、同じストーリーを基に、同じ場所、同じ時間軸でリアルに追体験できるイマーシブシアターと連動した『スタジオより愛をこめて』を放送（全2回、2週とも23時30分 - 23時55分）。同局のスタジオで、とある長寿生番組の最終回オンエア1時間前から起こるトラブルを描く。メインキャストとして長江崚行、砂川脩弥、武子直輝、高柳明音、日比美思、福田愛依が出演。9月15日 - 20日には、同局でイマーシブシアターも上演[637][638]。
- 3日
  - 【特撮・編成】テレビ東京系『リズスタ -Top of Artists!-』は、この日より30分番組に拡大（日曜9時 - 9時30分）[639]。
  - 日本テレビ系「日曜ドラマ」枠『金田一少年の事件簿（第5シリーズ）』（4月24日 - 、全10話[注 85]）は、この日最終回を放送[640]。
  - 【近畿広域圏】朝日放送テレビ「ドラマL」枠7月期作品として、宮島礼吏の同名漫画（講談社『週刊少年マガジン』連載）を原作とし、テレビアニメ化[注 86]もされた『彼女、お借りします』を放送開始（全10話、 - 9月25日）。本作は阿相クミコが脚本を、山本大輔と今和紀が演出（監督）をそれぞれ担当、主演には大西流星（なにわ男子）が、メインヒロインには桜田ひよりがそれぞれ起用される[641][642][643]。
- 4日
  - テレビ東京系「月曜プレミア8」枠にて、姉小路祐の警察小説『再雇用警察官』を原作とした高橋英樹出演のシリーズドラマの最新作・第4弾『再雇用警察官4』と題して放送[644]。
  - 【BS】BS松竹東急「月曜ドラマ」枠7月期作品として、シネマコンプレックス（シネコン）をテーマにした作品『シネコンへ行こう!』を放送開始（全13話、 - 9月26日）。本作ではとある地方のシネコンを舞台に、シネコンの運営の裏側を描くコメディドラマ。主演に渡辺大を起用、営業不振にあえぐシネコン支配人・水沢健太役を演じ、北乃きいがシネコン運営会社本社から配属されてきた新人マネージャー・中塚香織を演じる[645][646]。
  - 【訃報】1970年、一橋大学在学中に友人たちと結成したフォークグループ「ソルティー・シュガー」時代に発表した「走れコウタロー」がヒット、その後、1974年に「山本コウタローとウィークエンド」を結成して「岬めぐり」「カリフォルニア・ドリーム」などを発表。タレントとして数々のテレビ番組に出演し、俳優としてもTBS系『もしも、学校が…!?』（1985年）、同局系『渡る世間は鬼ばかり』（第9シリーズ。2008年 - 2009年）などのテレビドラマに出演、また環境運動家としても活動したシンガー・ソングライターでフォーク歌手の山本コウタロー（本名：山本厚太郎）がこの日、脳内出血のため死去（73歳没）。訃報は15日に自身の公式サイトで告示された[647]。
- 4日 - 21日 - NHK総合「夜ドラ」枠にて、BSプレミアム・BS4Kで放送の『星新一の不思議な不思議な短編ドラマ』の中から、6月までに放送した12話を3週に亘り放送[648]。→4月5日・10月3日 - 6日も参照
- 5日
  - （4日深夜）【BS】BSテレ東（2K・4K）の火曜0時 - 0時30分（月曜深夜）枠にて、 阿鬼乱太の同名劇画作品（秋田書店『ヤングチャンピオン』連載）を原作とした『ちょい釣りダンディ』を放送開始（全12話、 - 9月20日(19日深夜)）。本作では澤田育子、大谷洋介ら3人が脚本を、澤田と伊野部陽平ら3人が演出を担当、また主人公は劇画版原作と異なり女性に設定、主人公の檀凪子役に連続ドラマ初主演となる臼田あさ美を起用する[649][650]。
  - TBS系「火曜ドラマ」枠7月期作品として、大北はるかのオリジナル脚本により、教育系スタートアップ企業の若き女性CEO（最高経営責任者）の仕事と恋に奮闘する姿を描く『ユニコーンに乗って』を放送開始（全10話、 - 9月6日）。主人公で教育系スタートアップ企業のCEO「成川佐奈」役はTBS系ドラマ、さらに民放GP帯ドラマで主演を務めるのが今作で初となる永野芽郁が演じる[651]。共演は西島秀俊、杉野遥亮、青山テルマ、広末涼子ら[652][653]。初回は15分拡大（22時 - 23時12分）。
- 6日
  - （5日深夜）【近畿広域圏】毎日放送「ドラマイズム」枠にて、鳥飼茜の同名漫画を原作とした『ロマンス暴風域』を放送開始（全5話、 - 8月3日(2日深夜)）。アラサー男子と風俗嬢との恋愛を描く。主人公のアラサー男子・「サトミン」こと佐藤民生役を渡辺大知が演じる。共演に、民生が恋する風俗嬢・せりか役で工藤遥、民生と出会う風俗嬢・なっちゃん役で小野花梨らが出演[654]。
  - フジテレビ系「水10」枠7月期作品として、防衛省全面協力の下、陸上自衛隊を舞台に戦闘用ヘルメット（鉄帽）をかぶるにふさわしい一人前の自衛官を目指す青年たちを描いたオリジナル脚本による『テッパチ!』を町田啓太（劇団EXILE）の主演により放送開始（全11話、 - 9月14日）。劇中では実際に陸上自衛隊で使用されている車両やヘリコプターも登場するほか、現役自衛官がエキストラとして出演する[655]。初回は15分拡大（22時 - 23時9分）[656]。
  - 【訃報】昭和の大喜劇役者として知られた三木のり平（1999年没）の子息であり、父の後を追って「三木のり一」の芸名を名乗りデビュー、その後結婚を機に芸名を変更。父のり平没後には食品メーカーの桃屋[注 87]のCMナレーションを引き継いで担当、喜劇役者としても舞台や映画などに数多く出演、テレビドラマでは『達磨大助事件帳』（1977年、テレビ朝日）や『理由』（2004年、WOWOW）などの作品に出演した経歴を持つコメディアン・喜劇役者の小林のり一（本名：田沼則一）がこの日死去（71歳没）[657][658]。
- 7日
  - （6日深夜）テレビ東京系
    - 「ドラマParavi」枠にて、椿ゆず原作・缶爪さわ画の同名漫画を原作とした『みなと商事コインランドリー』を放送開始（全12話、 - 9月22日(21日深夜)）。コインランドリーを舞台に繰り広げられるボーイズラブを描く。主人公でコインランドリー「みなと商事」の管理人・アラサー男子の湊晃役を、連ドラ初主演となる草川拓弥（超特急）、イケメン男子高校生・香月慎太郎役を西垣匠がそれぞれ演じる[659]。
    - 【大阪府・関東広域圏】テレビ大阪の木曜0時 - 0時30分（水曜深夜）枠にて、2019年12月29日に単発放送された木村文乃主演の『ちょこっと京都に住んでみた。』を、同局開局40周年記念連続ドラマとして放送開始（全6話、 - 8月11日(10日深夜)）。共演はSPドラマから引き続き近藤正臣が出演、連ドラからの新たな共演者として古舘寛治、玉置玲央、徳永えりらも出演[660]。テレビ東京でも、2時間35分遅れの2時35分 - 3時5分枠で時差ネット[661]。

  - テレビ朝日系「木曜ドラマ」枠7月期作品として、韓国ドラマ『梨泰院クラス』を日本版にリメイクした『六本木クラス』と題して放送開始（全13話、 - 9月29日）。竹内涼真が主演を務める[662]。共演に新木優子[663]、平手友梨奈[664]、稲森いずみ、緒形直人、光石研、中尾明慶、矢本悠馬、さとうほなみ、近藤公園、田中道子、香川照之ら[665]。初回は10分拡大（21時 - 22時4分）[666]。
  - 読売テレビ制作・日本テレビ系「木曜ドラマ」枠7月期作品として、実在する心理学理論に基づいたオリジナルのサスペンス作品『オクトー 〜感情捜査官 心野朱梨〜』を放送開始（全10話、 - 9月8日）。人の「感情の色」が見える刑事が、感情見え見えのエリート崩れの刑事とバディを組み、目に見えない感情から凶悪事件の深層に迫り、超能力によって難事件を解決していく様子を描く。主演で、人の「感情の色」が見える変わり者の刑事を飯豊まりえが演じる。共演に浅香航大ら[667][668]。
  - 【編成・BS】BS-TBS（2K・4K）の木曜23時 - 23時30分枠にて、「木曜ドラマ23」を新設。同枠最初並びに7月期作品として、『あなたはだんだん欲しくなる』を放送開始（全10話、 - 9月15日）。あるきっかけから、テレビショッピング番組のプレゼンターとなった主人公の女性が、様々な困難を乗り越えながらも成長する姿を描く。その主人公を芋生悠が演じる。共演に桜井玲香、高橋惠子ら。第1話と第2話の特別ゲストとして、テレビショッピング番組でプレゼンターも務める大物俳優の役で松平健が出演[669]。
- 8日
  - （7日深夜）【関東広域圏】テレビ東京の金曜2時35分 - 3時05分（木曜深夜）枠にて、黒澤Rの同名漫画を原作とした『復讐の未亡人』を放送開始（全8話、 - 8月26日(25日深夜)）[670]。主人公・鈴木密役を松本若菜が演じる[502]。3月9日よりParaviにて独占先行配信されている[503][504]。共演に密の同僚かつ優吾の元部下・斎藤真言役を桐山漣、優吾の弟で探偵の鈴木陽史役を淵上泰史、職場で自ら命を断った密の夫・鈴木優吾役を平岡祐太がそれぞれ演じる[671]。
  - 【時代劇・BS】NHK BSプレミアム・BS4K「BS時代劇」枠にて、西條奈加の同名時代小説シリーズを原作とし、西條の作品では初の映像化となる『善人長屋』を放送開始（全8話、 - 8月26日）。表は善人、裏は悪人と二つの稼業を持つ「善人長屋」の仲間らが、ある時は困った庶民を助け、またある時は仲間のピンチを救うために、裏稼業の凄技を生かしつつ、更なる巨悪や人の悪意に向き合っていく姿を描く。その主人公・お縫役を、連ドラ初主演となる中田青渚が演じる。共演に溝端淳平、高島礼子、吉田鋼太郎ら[672][673]。
- 9日
  - テレビ東京系
    - （8日深夜）「ドラマ24」枠7月期作品として、Gino0808の同名漫画を原作とした『雪女と蟹を食う』を放送開始（全12話、 - 9月24日(23日深夜)）。痴漢の冤罪をかけられたことで、家族や婚約者からも見放され、人生に絶望し自殺を図ろうとするも一歩踏み出せずにいる主人公・北役を、同局ドラマ初主演となる重岡大毅（ジャニーズWEST）が演じる。共演に入山法子、勝村政信、久保田紗友、淵上泰史ら[674][675]。
    - 【特撮】円谷プロダクション制作「ウルトラシリーズ」最新作となる『ウルトラマンデッカー』（土曜9時 - 9時30分）を、この日より放送開始（全25話、 - 2023年1月21日）。本作は武居正能がメイン演出を担当、ウルトラマンデッカーに変身するアスミ・カナタ役を松本大輝が演じる[676][677]。

  - 【訃報】ニッポン放送を経て1959年にフジテレビに移籍、ドラマ演出家・プロデューサーとして『にあんちゃん』（1960年、「富士ホーム劇場」枠で放送）や『三太物語』（1961年 - 1962年）、『6羽のかもめ』（倉本聰脚本、1974年 - 1975年）など数多くの作品を手掛けた嶋田親一がこの日、うっ血性心不全で死去（90歳没）。訃報は19日に判明した[678]。
- 10日
  - （9日深夜）【大阪府・BS】テレビ大阪制作・BSテレ東（2K・4K）「真夜中ドラマ」枠7月期作品として、東田基の同名漫画を原作とした『イケメン共よ メシを喰え』を放送開始（全12話、 - 9月25日(24日深夜)）。超少食で食べることが苦手であるにもかかわらず、グルメ誌を担当することになった文芸誌の編集者である主人公は、乙女ゲーム愛好者でイケメンをこよなく愛する。イケメンが勢いよく食べる姿で、興奮・ムラムラすることによって食欲が増すことを知り、それを追求していく様子を描く。その主人公・池田好美役を筧美和子が演じる。共演に井上祐貴、竹中直人ら[679][680]。
  - 【訃報】
    - 1958年に朝日放送に入社し、テレビドラマ班のスタッフとなり、ディレクターとして『無敵!わんぱく』（1968年、朝日放送制作／TBS系[注 88]）の演出を担当、その後はプロデューサーとなり、同局の看板時代劇『必殺シリーズ』や『天皇の世紀』（1973年）などの作品を手掛けたテレビプロデューサー・演出家の仲川利久がこの日、慢性心不全のため死去（88歳没）。訃報は18日に明らかになった[681]。
    - 佐賀県唐津市にて家業の農家を営みながら農業をテーマにした小説やルポルタージュなどの著作を発表、NHK「ドラマ人間模様」枠にて自作の『ひこばえの歌』（1982年、NHK総合、主演：林隆三）がドラマ化されるなど、農業文学の第一人者として活動し、”反骨の農民作家”と謳われた農業者・作家の山下惣一がこの日、肺がんのため唐津市の病院で死去（86歳没）[682]。
- 11日
  - フジテレビ系「月9」枠7月期作品として、4月期作品の『元彼の遺言状』から引き続いて、新川帆立の同名小説を原作とし、ドラマ史上初となる公正取引委員会（以下:「公取委」）が舞台で、同委員会も全面協力する『競争の番人』を放送開始（全11話、 - 9月19日）[683]。主人公の二人、東京大学法学部卒の20歳で司法試験にも合格した天才なのに、理屈っぽくてひねくれた性格の持ち主・小勝負勉役を坂口健太郎、実直な性格の持ち主で感情のままに行動し、犯人を取り逃がすミスから公取委に異動させられた元刑事・白熊楓役を杏がそれぞれ演じる[684]。共演に月9枠初出演となる寺島しのぶを始め、小池栄子、大倉孝二、加藤清史郎ら[685]。初回は30分拡大（21時 - 22時24分）[686]。
  - テレビ東京系「ドラマプレミア23」枠7月期作品として、同枠前年10月期作品『じゃない方の彼女』から、今作も含めて4作連続[注 89]で、秋元康が企画・原作を担当する『赤いナースコール』を放送開始（全12話、 - 9月26日）。カップルで事故を起こしてしまった主人公が、入院することになったとある病院を舞台に、様々なトラブルや不可思議な出来事に巻き込まれていきながらも、一緒に事故に遭った彼女への愛を糧に、困難な状況を切り抜けていく姿を描く。その主人公を、同局系ドラマ初主演となる佐藤勝利（Sexy Zone）が演じる[687][688]。共演に福本莉子、浅田美代子、板尾創路（130R）、ベッキー、木村了、山本浩司、橋本淳、森田甘路、大水洋介（ラバーガール）、池田鉄洋、堀口紗奈、鹿賀丈史ら[689]。
  - 【訃報】年少期から子役として活躍、その後女優に転身し、『ウルトラマンネクサス』（中部日本放送〔現・CBCテレビ〕制作・TBS系）や『警視庁捜査一課9係』（テレビ朝日系）などのテレビドラマ・映画・舞台などに出演。また、実生活では俳優の中丸新将の実娘だった中丸シオンがこの日の朝死去（38歳没）。訃報は14日に所属事務所であるフロム・ファーストプロダクションから公表され、かねてから病気療養中だったという[690][691]。
- 12日
  - NHK総合「ドラマ10」枠7月期作品として、『プリズム』を放送開始（全9話、 - 9月13日）。都内の園芸店でバイトをし、声優を目指すものの諦めかけている主人公の女性が、ガーデンデザイナーの男性と出会い、庭園のリガーデンプロジェクトに参加することになり、一緒に手掛けながら恋人同士になっていく。そんな時、とある男性ガーデナーがプロジェクトに参加することによって巻き起こる、3人の恋模様を描く。その主人公役には杉咲花、共演には藤原季節、森山未來ら[692][693][694]。
  - 【不祥事・BS】BS朝日はこの日、第26回参議院議員通常選挙期間中（6月22日 - 7月10日）に、同局（2K・4K）で再放送したテレビ朝日系ドラマに同選挙の候補者が出演していたことがわかり、この日同局が公式HPにて謝罪した。この件が発覚した番組として、6月24日に放送された『新・科捜研の女3』（2006年7月 - 9月、東映製作）に石井苗子（日本維新の会所属）[注 90]、7月8日に放送された『暴れん坊将軍II』（1983年3月 - 1987年3月、同）に三原じゅん子（自由民主党所属）[注 91]がそれぞれゲスト出演しており、外部からの指摘により同局社内で事実と確認。同局は選挙候補者の出演番組について、放送前の社内チェックに不備があったことを認め、再発防止に努めるとコメントしている[695]。
- 13日
  - （12日深夜）テレビ東京系の水曜0時30分 - 1時（火曜深夜）枠にて、地上波テレビドラマ初主演となる片寄涼太（GENERATIONS）が死後の世界の組織・運命警察のエージェント役を演じる『運命警察』を放送開始（全8話、 - 8月31日(30日深夜)）。ヒロイン役の江藤萌生は6月12日放送の『〜夢のオーディションバラエティー〜Dreamer Z』の最終オーディションで決定した[696]。他に水野美紀、後藤剛範らが共演[697]。
  - テレビ朝日系「水曜21時」枠7月期作品として、東山紀之（少年隊）主演のシリーズ刑事ドラマ『刑事7人』の第8シーズンを放送開始（全10話、 - 9月14日）。共演も、これまでのシリーズから田辺誠一、白洲迅、塚本高史、吉田鋼太郎、北大路欣也も引き続き出演。更に、インターネットなど駆使して捜査する東大卒でキャリア組、「Z世代」のエリート新人刑事・坂下路敏役で小瀧望（ジャニーズWEST）が加入の一方[698][699][700]、同日に放送された初回で、第1シーズン開始当初から水田環役で出演してきた倉科カナが、スキルアップのためアメリカ連邦捜査局（FBI）への研修に旅立つという設定で同ドラマを卒業[701]。初回・最終回は10分拡大（21時 - 22時4分）。
- 14日
  - テレビ朝日系「木曜ミステリー」枠7月期並びに最終作品として、上川隆也主演のシリーズドラマ『遺留捜査』の第7シーズンを放送開始（全10話、 - 9月15日）[702][703][704]。共演も、これまでのシリーズから引き続き栗山千明、永井大、戸塚純貴、宮﨑香蓮、甲本雅裕、戸田恵子らが出演[705]。→9月8日・15日の出来事も参照
  - フジテレビ系「木曜劇場」枠7月期作品として、高校教師と女子高生との禁断の恋を描く『純愛ディソナンス』を放送開始（全11話、 - 9月22日）[706]。主人公の高校教師役を、同枠初主演且つ自身初の教師役となる中島裕翔（Hey! Say! JUMP）、女子高生役を吉川愛がそれぞれ演じる[707][708]。共演に比嘉愛未、髙橋優斗（HiHi Jets）、佐藤隆太、筧美和子、眞島秀和、富田靖子、光石研ら[709][710]。初回は15分拡大（22時 - 23時9分）。
- 15日
  - テレビ東京系「金曜8時のドラマ」枠は、2019年の『警視庁ゼロ係〜生活安全課なんでも相談室〜（SEASON4）』（小泉孝太郎主演）以来となる3年ぶりの7月期作品として、今野敏の同名警察小説を原作とし、「水曜女と愛とミステリー」や「水曜ミステリー9」、「月曜プレミア8」などで単発放送され、前年1月期の同枠で連ドラ化して放送された『警視庁強行犯係 樋口顕』のSeason2を放送開始（全8話、 - 9月2日）[711][712]。これまでのシリーズ・前年の連ドラと同様、主演で警視庁捜査一課強行犯第三係一班係長・樋口顕役を内藤剛志が演じる[713]。共演者の一人でもある氏家譲役の佐野史郎にとって、前年4月に多発性骨髄腫発症を受けての療養から復帰後、初の連ドラ出演作となる[714]。初回は2時間SP（20時 - 21時48分）。→4月4日の出来事も参照
  - TBS系「金曜ドラマ」枠7月期作品として、新井順子プロデュース、塚原あゆ子演出、西田征史脚本のオリジナル作品『石子と羽男-そんなコトで訴えます?-』を放送開始（全10話、 - 9月16日）。嘘のような本当にあった珍トラブルで、町の弁護士（マチベン）を訪ねて来る依頼人たちの人間模様を描く。これらのトラブルに向き合う主人公の二人、4回司法試験に落ちた東大卒のパラリーガル・通称「石子」役を有村架純、司法試験予備試験と司法試験に1回で合格した高卒の弁護士・通称「羽男」役を中村倫也がそれぞれ演じる[715]。また、「石子」の父役としてシンガーソングライターのさだまさしが民放の連続ドラマに初めてレギュラー出演する[716]。初回は15分拡大（22時 - 23時9分）。当初は前週8日からの放送開始予定[717]であったが、同日に発生した事件を受けた報道特別番組を編成したため、1週延期・スライドされる形となった[718]。
- 16日 - 日本テレビ系「土曜ドラマ」枠7月期作品として、坂元裕二脚本のオリジナル作品『初恋の悪魔』を放送開始（全10話、 - 9月24日）。部署も異なり、捜査権のない4人の刑事たちが、難事件を解決していく姿を描く。主演を林遣都と仲野太賀の2人で務める[719]。共演に松岡茉優、柄本佑、瀬戸カトリーヌ、安田顕（TEAM NACS）、萩原みのり、西山潤、伊藤英明ら[720][721]。
- 17日 - 【大河ドラマ】NHK大河ドラマ『鎌倉殿の13人』は、前週10日に第27話「鎌倉殿と十三人」を放送予定であったものの、同日施行の第26回参議院議員通常選挙の投開票日に伴い、総合テレビにて開票特別番組『参院選開票速報2022』による放送休止（衛星波のBSプレミアム・BS4Kでも放送休止[注 92]）のため、1週繰り下げてこの日に放送[722]。
- 18日 - 関西テレビ制作・フジテレビ系「月10」枠7月期作品として、星崎真紀作の同名漫画を原作とする、住宅リノベーションをテーマとするワーキングドラマ『魔法のリノベ』を放送開始（全10話、 - 9月19日）[723]。主人公の営業社員「真行寺小梅」役を波瑠が演じるほか、同僚社員「福山玄之介」役で間宮祥太朗[724]、その他金子大地、吉野北人（THE RAMPAGE）、原田泰造（ネプチューン）、遠藤憲一らが共演。初回は15分拡大（22時 - 23時9分）[725]。
- 18日・23日・30日 - 【BS】NHK BSプレミアム・BS4Kにて、作家・松本清張（1992年没）没後30年を記念し、NHK総合で過去に放送した清張原作ドラマ2本をデジタルリマスターして放送するほか、新作ドラマを制作して放送。18日には「別冊黒い画集」シリーズ第1作の人気小説を斬新な脚本と演出でドラマ化し、1975年11月8日に放送された『事故』（出演：田村高廣、山本陽子、ほか）を、23日は2009年12月23日に放送された『松本清張ドラマスペシャル 顔』（主演：谷原章介）をそれぞれ放送[726]。また、最新作となる特集ドラマ『混声の森[注 93]』を制作、23・30日に前・後編の2回にわたり放送。主演は沢村一樹、共演に船越英一郎ら[727]。
- 19日 - 日本テレビ系『ZIP!』のミニドラマ「あさドラマ」シリーズ第3弾として、お笑いコンビ・錦鯉（長谷川雅紀・渡辺隆）を題材にした『泳げ!ニシキゴイ』をこの日の同番組内にて開始（ - 9月16日）。ドラマは彼らの誕生から青春時代、売れない若手時代、コンビ結成から『M-1グランプリ2021』優勝までを、彼らを支えた家族の姿などを交えて描くサクセスストーリー。ドラマ開始については6月21日放送の同番組に錦鯉がゲスト出演しその場で発表された[728]。
- 20日
  - 日本テレビ系「水曜ドラマ」枠7月期作品として、遊川和彦脚本のオリジナル作品『家庭教師のトラコ』を放送開始（全10話、 - 9月21日）。年齢も抱えている問題もバラバラの3組の母子を救う様子を描く。主人公で合格率100%を誇る伝説の家庭教師「トラコ」こと根津寅子役を、民放連ドラ初主演となる橋本愛が演じる[729]。共演に中村蒼、美村里江、板谷由夏、鈴木保奈美ら[730]。
  - 【訃報】1950年代より舞台俳優として演劇活動を始め、1960年代からは声優として活動しTVアニメや外国映画の日本語吹き替えなども担当、テレビドラマでは「NHK金曜時代劇」『鞍馬天狗』（NHK総合、1969年）に出演したこともある舞台俳優・声優の松岡文雄がこの日死去（89歳没）。訃報はかつて作品で共演した声優の松井菜桜子のTwitterにより明らかにされた[731]。
- 22日
  - （21日深夜）【近畿広域圏】毎日放送「ドラマ特区」枠にて、『FLAIR BARTENDER’Z』を放送開始（全6話、 - 8月26日(25日深夜)）。ボトルやシェイカーを投げたり回したりしながら、華麗なパフォーマンスでお客を楽しませ、カクテルを作る競技「フレアバーテンディング」の世界で、一杯のカクテルに情熱をかける男たちが、その技とテクニックを競う様子を描く。競技バーテンダーとして、熱い戦いを繰り広げる4人の男たちの役を阿久津仁愛、立石俊樹、一ノ瀬竜、小西詠斗がそれぞれ演じる。4人以外の共演者に植田圭輔、和田雅成、染谷俊之、小南光司、早乙女じょうじ、末吉9太郎（CUBERS）、佐藤たかみち、森山栄治ら[732][733]。
  - テレビ朝日系「金曜ナイトドラマ」枠7月期作品として、空と空港を舞台に、パイロットと航空管制官の関係を描く恋愛ドラマ『NICE FLIGHT!』を放送開始（全8話、 - 9月9日）[734]。主演を玉森裕太（Kis-My-Ft2）が務める。共演に中村アン、阿部亮平（Snow Man）、尾上右近、玉城ティナ、黒川智花、吉瀬美智子ら[735][736]。日本航空（JAL）全面協力の下で制作、脚本は衛藤凛、演出は宝来忠昭と木内健人の両名が担当。主題歌はKis-My-Ft2が歌唱する[737]。
  - 【BS】WOWOWプライム「WOWOWオリジナルドラマ」として、白石晃士が監督を務める『オカルトの森へようこそ』を放送開始（全6話、 - 8月26日）。異界と繋がっている森を舞台に、映画監督や助監督らが次々と迫る恐怖から逃げ惑いつつも、立ち向かっていく姿を描く。主人公の助監督役を堀田真由が演じる。共演に筧美和子、飯島寛騎、宇野祥平ら。前述の白石自身も、映画監督役として出演[738][739]。
- 23日 - 【編成】テレビ朝日系「オシドラサタデー」枠は、同枠前年7月期作品『ザ・ハイスクール ヒーローズ』と同様に、前時間帯の「土曜ナイトドラマ」枠を吸収して23時 - 翌0時での放送となる。その同枠7月期作品として、2017年に吉沢亮主演でドラマ化もされた山口ミコト原作・佐藤友生が漫画を担当する『トモダチゲーム』を原作とした『トモダチゲームR4』と題して放送開始（全8話、 - 9月10日）。美 少年のメンバー6人全員と、HiHi Jetsから井上瑞稀と猪狩蒼弥を加えた8人で主演を務める[740][741][742]。
- 24日
  - 日本テレビ系「日曜ドラマ」枠7月期作品として、戦国三大梟雄の織田信長、徳川家康、豊臣秀吉などのクローン高校生が現代に甦る“学園天下獲りエンターテインメント”漫画作品である『新・信長公記〜ノブナガくんと私〜』（原作：甲斐谷忍、講談社刊）を原作とし、読売テレビの制作でドラマ化した『新・信長公記〜クラスメイトは戦国武将〜』と題して放送開始（全10話、 - 9月25日）。本作の主演は永瀬廉（King & Prince）が起用される[743]。共演に山田杏奈[744]、西畑大吾（なにわ男子）、三浦翔平、満島真之介、濱田岳、小澤征悦ら[745]。
  - 【BS】WOWOWプライム「連続ドラマW」にて、2008年に第3回日本ラブストーリー大賞エンタテインメント特別賞を受賞しデビューした吉川英梨の同名小説を原作とする『雨に消えた向日葵』を放送開始（全5話、 - 8月28日）。とある少女失踪事件の真相を追う主人公の刑事・奈良健市役を、同枠初主演となるムロツヨシが演じる[746]。
- 25日
  - （24日深夜）【近畿広域圏】朝日放送テレビ「ドラマ+」枠7月期作品として、鈴木光司書き下ろしのオリジナルホラードラマ『OTHELLO』を放送開始（全9話、 - 10月10日(9日深夜)）。とある大阪の小劇団を舞台とし、怪奇現象がきっかけとなって、複雑に絡み合った人間模様を描く。主人公で劇団の看板女優役と、10年前に病で亡くなったその姉の役を、連ドラ初主演となる生駒里奈が一人二役で演じる[747][748]。共演に須賀健太、村瀬紗英、窪塚愛流、織田梨沙、伊藤かずえ、橋本じゅんら[749]。最終回は30分拡大（0時25分 - 1時25分）。
  - 【BS】NHK BSプレミアム・BS4Kにて、垣谷美雨の同名小説を原作とした特集ドラマ『定年オヤジ改造計画』を放送（21時 - 22時59分）。昭和育ちの会社オヤジが、家事や育児に励む様子を描く。その主人公・庄司常雄役を、1996年3月31日にTBSで放送された『坊っちゃんちゃん』以来、26年4か月ぶりの主演作となる郷ひろみが演じる。共演に伊藤蘭、成海璃子、矢本悠馬、佐津川愛美、大井希心、白井悠人、壇蜜、濱田マリ、中村雅俊、萬田久子、高橋克実ら。更に語り（老猫役の声）としてイッセー尾形も出演[750][751][752]。脚本は西荻弓絵が担当[753]。
  - 【訃報】劇団若草所属の子役として芸能活動を開始し、1971年の毎日放送制作・NET系『仮面ライダー』の野原ひろみ役、『続・氷点』の辻口陽子役で人気を博し、その後もNHK総合『銀座わが町』（1973年）を始め数々のテレビドラマに出演、また『砂の器』、『犬神家の一族』などの映画に出演するなど活動、同世代の仁科明子（現：仁科亜季子）、関根恵子（現：高橋惠子）らと共に昭和40〜50年代を代表するアイドル女優としても知られた女優の島田陽子がこの日、大腸がんのため死去（69歳没）[754]。
- 26日
  - （25日深夜）日本テレビ系「シンドラ」枠7月期作品として、実話に基づいたラブストーリーで連続ドラマ単独初主演となる大橋和也（なにわ男子）が中学生から社会人になるまでの13年間を一人で演じきる『消しゴムをくれた女子を好きになった。』を放送開始（全10話、 - 9月27日(26日深夜)）[755]。共演に藤原丈一郎（なにわ男子）ら[756]。
  - 【訃報】1951年に松竹映画『少年期』で俳優デビューし、その後は木下惠介、小林正樹などの巨匠の監督作品を中心に出演、テレビドラマではTBS系「ブラザー劇場」版『水戸黄門』（1964年）、フジテレビ「月9」枠の『大空港』（1978年 - 1980年、松竹制作）など数々の作品に出演、また2009年から日本映画俳優協会理事長の職も務めた俳優の石濱朗がこの日、老衰のため埼玉県内の病院にて死去（87歳没）[757]。
- 27日（26日深夜） - 【関東広域圏】TBS「ドラマストリーム」枠にて、2007年7月期の「日曜劇場」枠でも舘ひろし・新垣結衣主演で放送された、五十嵐貴久の同名小説を原作とする『パパとムスメの7日間』を放送開始（全8話、 - 9月14日(13日深夜)）。今作では、娘の恋愛を中心としたラブコメディとしてリメイク。主人公・川原小梅役を飯沼愛が演じる。共演に小梅の父・恭一郎役を眞島秀和、大杉健太役を長尾謙杜（なにわ男子）らが出演[758][759]。
- 28日（27日深夜） - テレビ東京系「水ドラ25」枠7月期作品として、益田ミリが「an・an」（マガジンハウス）に連載中の同名漫画をテレビドラマ化した『僕の姉ちゃん』を放送開始（全10話、 - 9月29日(28日深夜)）[760]。主演の黒木華が姉・白井ちはる役を、杉野遥亮が弟・順平役を演じる。これに先立ち、2021年9月24日からAmazon Prime Videoで全話先行配信されている[761]。
- 30日 - 【訃報】日本大学芸術学部在学中から演劇活動を始め、東北新社の植村伴次郎の勧めにより1958年より声優としてデビュー。以後は外国映画の吹き替えやテレビアニメなどの作品に声優として出演、テレビドラマでは日本テレビ系『超人バロム・1』（1972年、東映・読売テレビ）に飯塚仁樹演じる木戸猛少年の父親役や、テレビ朝日系『激走戦隊カーレンジャー』[注 94]（1996年、東映）の「VRVマスター」役の声優として出演した経歴を持つ声優・俳優の小林清志がこの日の朝、肺炎のため東京都内の自宅で死去（89歳没）。訃報は8月8日に所属事務所である東京俳優生活協同組合（俳協）の公式サイトで明らかにされた[762][763][764]。

### 8月
- 1日
  - 【BS】NHK BSプレミアム・BS4Kにて、前年12月30日に総合で放送した『倫敦ノ山本五十六』（香取慎吾主演）を、「85分拡大版」として放送（21時 - 22時25分）[765]。
  - 【訃報】ヤンマーディーゼル社員から大映にスカウトされて映画界入りし、大映専属女優として『夜の蝶』（吉村公三郎監督）などの作品に出演、テレビドラマでは『禁じられた唇』（1962年、フジテレビ）や『京都迷宮案内』（テレビ朝日）など数々の作品に出演、また演劇活動の傍らで美容師免許を取得して和装や着物着付けなどの分野で一家言を持つ服飾評論家としても知られ、2001年（平成13年）には厚生労働大臣より『現代の名工』への顕彰を賜った俳優・美容師・実業家の市田ひろみがこの日夕方、急性呼吸不全のため京都市上京区内の病院で死去（90歳没）。なお、訃報は7日に公表された[766]。
- 1日 - 4日 - NHK総合「夜ドラ」枠にて、不定期放送のコント番組『LIFE!〜人生に捧げるコント〜』のチームが制作、1話15分の刑事・コメディドラマ『事件は、その周りで起きている』を放送（全4話）。事件が一切解決されることはなく、その周辺で起こる刑事らのトラブルや小さな事件を描く。主演を小芝風花が務める。共演に笠松将、中野周平（蛙亭）、倉科カナ、北村有起哉ら[767][768]。
- 2日 - 【訃報】1992年に共同テレビに入社。フジテレビ系「水10枠」で放送された『お水の花道』や『らせん』などを手掛け、2001年に日本テレビに移籍した後は人気シリーズとなり、映画化もされた『ごくせん』や水曜ドラマ枠で放送された『CAとお呼びっ!』や『花咲舞が黙ってない』など数多くの作品のプロデュースを手掛けたテレビプロデューサーの加藤正俊がこの日の夜、膠芽腫のため死去（54歳没）。訃報は翌3日に明らかにされた[769][770]。
- 5日 - 【BS】WOWOWプライム「WOWOWオリジナルドラマ」として、奥山ケニチの同名漫画を原作とした『ワンナイト・モーニング』を放送開始（全8話、 - 9月23日）。ある男女が一夜を過ごし、ささやかな朝食を共にする時間を描く。監督・撮影を柿本ケンサク、脚本を蛭田直美がそれぞれ担当[771]。
- 6日
  - 【編成・関東広域圏】日本テレビ「Zドラマ」枠は、土曜14時30分 - 15時枠で4か月振りに再開。同枠第2弾作品として『ばかやろうのキス』を放送開始（全5話、 - 9月3日）。田舎町で暮らす3人の男子が、中学時代に転校していったとある女子のクラスメイトの一人が恋愛リアリティーショーに出演するというニュースを知るところから始まる、真夏の30日間を描く。その主演を板垣瑞生が務める。共演に出口夏希、窪塚愛流、ゆうたろうら[772][773][774]。
  - 東海テレビ制作・フジテレビ系「土ドラ」枠にて、日暮キノコの漫画『個人差あり〼』を原作とした『個人差あります』と題して放送開始（全8話、 - 9月24日）。瀕死の状態になったことがきっかけとなり、夫が異性化してしまった夫婦を描く。主人公の3人、二人一役となるサラリーマン・磯森晶役は、異性化した後の晶を夏菜、男性だった時の晶を白洲迅、晶の妻・苑子役を新川優愛がそれぞれ演じる[775]。他に鶴田真由、馬場徹、大浦龍宇一らが出演[776]。
- 8日 - 【BS】NHK BSプレミアム・BS4Kにて、壺井栄の同名小説を原作とし、木下惠介によって映画化もされた『二十四の瞳』を特集ドラマとして放送（21時 - 22時29分）。主人公の教師「おなご先生」こと大石久子役を土村芳が演じる。共演に中島歩、麻生祐未、國村隼ら。なお、BS4Kでは3月19日に11時 - 12時30分に先行放送された[777][778][779]。
- 9日 - 【訃報】関西地方を拠点にNHK連続テレビ小説（各年度とも後期、BK制作作品）『オードリー』（2000年）『ほんまもん』（2001年）『てっぱん』（2010年）や朝日放送テレビ制作・テレビ朝日系『必殺シリーズ』、TBS系『水戸黄門』、関西テレビ『新・ミナミの帝王』など数多くのテレビドラマに出演した女優の島村晶子がこの日未明、肺炎のため死去（89歳没）。訃報は翌10日に所属先の松竹芸能から発表された[780][781]。
- 10日（9日深夜） - 【近畿広域圏】毎日放送「ドラマイズム」枠にて、山本和音の同名漫画を原作とした『生き残った6人によると』を放送開始（全6話、 - 9月14日(13日深夜)）。成田空港に到着した航空機をきっかけに、千葉県内にパンデミックが広がった日本。街中にゾンビが溢れるさなか、ショッピングモールへと逃げ込んだ男女たちは、撃退法ではなく、極限下で芽生える「こんな時だからこそ、恋がしたい」という切実な想いと、ありのままの人生を謳歌していく様子を描く。主人公・水上梨々役を桜田ひよりが演じる。共演に佐野玲於（GENERATIONS from EXILE TRIBE）、中村ゆりか、倉悠貴、髙石あかり、八木アリサ、田中光輔、佐々木舞香（=LOVE）、大貫勇輔ら[782]。
- 11日
  - NHK総合にてこの日、大東亜戦争前の東京府東京市新宿で高名な文士や若者たちを中心に人気を集めた伝説の劇場『ムーランルージュ新宿座』とその看板アイドルだった明日待子（1920年 - 2019年）を描いた特集ドラマ『アイドル』を放送（19時30分 - 20時43分）。主演は古川琴音（明日待子役）。衛星波のBSプレミアム・BS4Kでも8月29日の21時 - 22時29分に放送[783]。
  - 【訃報】1954年にオートクチュールブランド「ハナエモリ」を立ち上げて世界的に展開し、バルセロナオリンピック日本選手団公式ユニホームなど数々の作品を世に発表、1950年代から日活映画を始めとする映画作品や1966年のTBS系テレビドラマ『挽歌』（原作：原田康子）の劇中衣装デザインを担当するなど、ファッション界に多大な影響を与えた世界的ファッションデザイナーの森英恵がこの日、老衰のため東京都内の自宅で死去（96歳没）。訃報は18日に公表された[784]。
- 15日 - NHK総合にてこの日、「戦時中に、もしもSNSがあったら…」というコンセプトで、現代の若手俳優が80年前へと転生し、スマートフォンからインスタグラムを通じて、戦時下の日本の日常を発信していくシリーズの第2弾として『セイコグラム〜転生したら戦時中の女学生だった件〜』を放送（23時 - 23時30分）。南沙良が、田辺聖子の青春時代を追体験する[785][786]。
- 18日（17日深夜） - 【大阪府・関東広域圏】テレビ大阪の木曜0時 - 0時30分（水曜深夜）枠にて、2020年8月 - 10月に「真夜中ドラマ」（BSテレ東でも放送）枠で全10話、2021年1月にスペシャルドラマが放送された『名建築で昼食を』の関西版『名建築で昼食を 大阪編』と題し、同局開局40周年記念ドラマとして放送開始（全6話、 - 9月22日(21日深夜)）。主演は引き続き池田エライザと田口トモロヲが務め、今回は、関西圏を舞台にドラマを展開する[787]。テレビ東京でも、2時間35分遅れの2時35分 - 3時5分枠で時差ネット[788]。
- 19日（18日深夜） - 【近畿広域圏】毎日放送「ドラマシャワー」枠にて、はなげのまいの同名ボーイズラブ漫画を原作とした『高良くんと天城くん』を放送開始（全8話、 - 10月14日(13日深夜)）。クラスの一軍グループに属する雰囲気イケメンの高良瞬と、地味だが明るくピュアな天城太一の関係を描く。主人公の二人、高良瞬役を佐藤新（ジャニーズJr./IMPACTors）、天城太一役を織山尚大（ジャニーズJr./少年忍者）がそれぞれ演じる[789]。
- 20日
  - NHK総合にてこの日、特集ドラマ『ももさんと7人のパパゲーノ』を放送（23時 - 23時59分）。「死にたい」という気持ちを持った主人公が、SNSで繋がった「死にたい」という気持ちを抱えながら生きる人（パパゲーノ）の7人を訪ね旅し、死ぬこと以外の選択肢を知りながら、「死にたい」と思っている自分自身を肯定していく1週間を描く。その主人公・もも役を、同局ドラマ初主演となる伊藤沙莉が演じる。共演に染谷将太、山崎紘菜、中島セナ、橋本淳、野間口徹、平原テツ、池谷のぶえ、堀内敬子、浅野和之ら[790][791]。
  - 【訃報】1970年代にシンガー・ソングライターの高田渡（2005年没）に弟子入りしてフォークシンガー（林ヒロシ名義）として活動し、1980年代に脚本家に転向して小林宏一名義で日本テレビ系アニメ『伊賀野カバ丸』（1983年）などの脚本を担当し、1996年以後は映画監督として『愛の予感』（2007年）などの作品を発表、テレビドラマでは「TBS木曜7時30分枠の連続ドラマ」枠で放映された『噂のポテトボーイ』（1983年、小林宏一名義）やNHK時代劇『立花登青春手控え』（2016年、溝端淳平主演版）の脚本を手掛けたことで知られる脚本家・映画監督の小林政広がこの日、横行結腸がんのため死去（68歳没）。訃報は9月7日に所属事務所のディケイドから公表された[792]。
- 22日
  - NHK総合「夜ドラ」枠にて、 大阪局制作の『あなたのブツが、ここに』を放送開始（全24回、 - 9月29日）。どこか投げやりだった主人公が、キャバ嬢から宅配ドライバーへと転身し、困難に立ち向かいながらも、自身の人生を肯定していく姿を描く。その主人公を同局ドラマ初主演となる仁村紗和が演じる。共演に佐野晶哉（Aぇ! group）、毎田暖乃、岡部たかし、津田健次郎、古川優奈（ゆうちゃみ）、キムラ緑子ら[793][794]。
  - 【訃報】大学在学中の1972年に劇団四季に入団し、同劇団が上演した『ジーザス・クライスト＝スーパースター』などの人気ミュージカル作品に主要キャストとして出演。1986年に退団した後は舞台を中心に映画やテレビ番組のナレーションなども担当、テレビドラマではTBS系「愛の劇場」『うらぎり』（1989年）に主演するなど多くの作品に出演した経歴を持つミュージカル俳優の久野綾希子（結婚後の本名：中川秀子）がこの日の夜、乳がんのため東京都内の病院で死去（71歳没）。訃報は翌23日に所属事務所から発表された[795][796][797]。
- 23日 - 【訃報】1967年に俳優座所属俳優としてデビューし、舞台や映画に出演、テレビドラマではTBS系『華やかな荒野』（1974年）に初主演、1977年よりTBS系『横溝正史シリーズ』（毎日放送制作）にて昭和を代表する推理作家・横溝正史（1981年没）の推理小説の主人公である名探偵「金田一耕助」役で主演しブレイク、その後も金田一シリーズやTBS系『青春諸君!』『金曜日の妻たちへ』シリーズ、フジテレビ系『オレゴンから愛』、読売テレビ制作・日本テレビ系『失楽園』、NHK大河ドラマ『秀吉』、連続テレビ小説『ひよっこ』など数々の作品に出演、幅広く活動した俳優・歌手の古谷一行（ふるや・いっこう、本名の読み：ふるや・かずゆき）がこの日の夜、東京都内の病院で死去（78歳没）。訃報は9月2日に所属のフロム・ファーストプロダクションより発表され、古谷は死去当日に「顔色が悪い」として病院を受診しそのまま入院したが、夜になって容体が急変して帰らぬ人となった[798][799]。
- 27日
  - （26日深夜）テレビ東京系「ドラマ25」枠にて、ローカルグルメサービスサイト『絶メシリスト』を原案とし、2020年1月期の同枠、2021年正月には単発SPも放送された濱津隆之主演の『絶メシロード』の続編・最新作となる『絶メシロード season2』を放送開始（全8話[800]、 - 10月15日(14日深夜)）。主人公のサラリーマン・須田民生役を、引き続き濱津が演じる他、共演も民生の妻・佳苗役の酒井若菜、民生が旅先で出会うベテラン車中泊マスター・鏑木勉役の山本耕史も続投[801]。
  - 日本テレビ系ではこの日、『24時間テレビ 愛は地球を救う45』内のSPドラマとして『無言館』を放送（21時20分 - 23時15分）。長野県上田市に実在する同名の美術館「無言館」を舞台・題材とし、太平洋戦争で亡くなった画学生らの作品を展示するための美術館（無言館）開館へ向けて立ち上がり、尽力する様子を、実話を基に描く。脚本と監督を、地上波のドラマ初となる劇団ひとりが担当、主演の窪島誠一郎役を浅野忠信が演じる[802][803]。
  - 【訃報】1941年に三代目三遊亭金馬に入門、三遊亭小金馬及び四代目三遊亭金馬を名乗っていた時代には『お笑い三人組』（NHK総合）などの演芸・バラエティ番組に出演して人気を博し、テレビドラマでは日本テレビ日曜8時連続ドラマ枠の看板シリーズだった青春ドラマシリーズ『青春とはなんだ』（1966年）から『進め!青春』（1968年）[注 95]まで俳優として出演した経歴を持つ落語家・タレントの二代目三遊亭金翁（前名：四代目三遊亭金馬、本名：松本龍典）がこの日未明、慢性心不全のため東京都内の自宅で死去（93歳没）[804][805]。
- 28日
  - 日本テレビ系『24時間テレビ 愛は地球を救う45』内の企画ドラマとして、2021年に死去したすぎやまこういちの半生と彼が音楽を手がけたテレビゲームソフト『ドラゴンクエスト』のゲーム音楽制作秘話を送る『すぎやまこういち物語 ドラゴンクエスト『序曲』知られざる誕生秘話』を放送（9時50分頃 - ）。すぎやま役を安田顕（TEAM NACS）が演じた[806]。
  - 【BS】WOWOWプライム「連続ドラマW」にて、櫛木理宇の同名ホラー小説を原作とした『鵜頭川村事件』を放送開始（全6話、 - 10月2日）。主人公の医師が、日本の片隅にある閉ざされた村「鵜頭川村」で、妻の行方を捜す姿を描く。主人公の医師・岩村明役を松田龍平が演じる。共演に伊武雅刀、工藤阿須加、山田杏奈、綾田俊樹、眞島秀和、荒川良々ら。更に蓮佛美沙子が、行方不明になる岩村の妻・仁美役と、仁美と双子でその妹・矢萩有美役の一人二役で出演[807][808]。
  - 【訃報】文化放送から1959年にフジテレビに転籍してテレビドラマディレクターとして活動、同局では『若者たち』（1966年）、「青葉繁れる』（1974年）などの作品を手掛け、フリーとなってからもTBS系ドラマ『あゝ野麦峠』（1980年）などの作品を手掛けた演出家・映画監督の森川時久がこの日、消化管出血のため死去（93歳没）。訃報は9月5日に公表された[809]。

### 9月
- 1日 - 【訃報】舞台俳優として活躍する一方、テレビドラマでも毎日放送制作・TBS系『いのちの現場から』（ドラマ30枠で放送）や東海テレビ制作・フジテレビ系『年下のひと』（THK昼ドラマ枠で放送）などに出演。また、ブルース・ウィリスなどの吹き替えでも知られた諸角憲一がこの日、虚血性心不全のため死去（67歳没）。訃報は2か月後の11月1日に所属事務所の円企画から発表された[810]。
- 2日（1日深夜） - 【近畿広域圏】毎日放送「ドラマ特区」枠にて、峰浪りょうの同名漫画を原作とした『少年のアビス』を放送開始。人生に意味を見出すことの出来ない高校2年生の主人公・黒瀬令児役を、連ドラ初主演となる荒木飛羽が演じる[811]。共演に松井玲奈、北野日奈子、堀夏喜他。同ドラマはテレビ神奈川、千葉テレビ、テレビ埼玉、とちぎテレビ、群馬テレビなどでも放送される[812]。
- 4日
  - 【特撮】テレビ朝日系・東映製作の老舗特撮シリーズ「仮面ライダーシリーズ」の最新作『仮面ライダーギーツ』がこの日より放送開始（全49回、 - 2023年8月27日）[813]。
  - 【BS】NHK BSプレミアム・BS4K「プレミアムドラマ」枠にて、村山由佳の同名評伝小説を原作とした『風よ あらしよ』を放送開始（全3回、 - 9月18日）。100年前の大正時代を舞台に、筆一本で結婚制度や社会道徳に対し、真正面から異議を申し立て、自由を守ろうと懸命に生きた女性解放運動家・伊藤野枝（1895年 - 1923年）の奮闘を描く。主人公の伊藤野枝役を吉高由里子が演じる。3月31日に、BS8Kで先行放送[814][815][816]。
- 5日 - 【訃報】大学生時代に音楽活動を開始し、1990年にソロ歌手としてデビュー。日本中央競馬会（JRA）CMソング「夏の空」（1996年）などを始めとした数々の楽曲を歌唱、テレビドラマではNHK総合の時代劇『とおりゃんせ〜深川人情澪通り』（1995年）の主題歌「水の恋唄」を歌唱した歌手のおおたか静流（本名・小西静子）がこの日、がんのため自宅で死去（69歳没）[817][818]。
- 6日（5日深夜） - 11日（10日深夜） - 【関東広域圏】日本テレビではこの6日間の未明に、前年9月17日 - 10月22日にhuluで配信してきた、大倉崇裕のミステリ小説『死神刑事』を原作とした『死神さん』のシーズン1（田中圭主演、全6話）を、地上波で一挙放送[819]。
- 7日（6日深夜） - テレビ東京系の水曜0時30分 - 1時（火曜深夜）枠にて、超特急の地上波テレビドラマ初主演作となる『超特急、地球を救え。』を放送開始（全4話、 - 9月28日(27日深夜)）。前月8日に新メンバー4人が加わって、9人体制となった超特急が、一つになっていく4日間をSF仕立てのモキュメンタリーとして描く[820][821]。共演に川上凛子ら[822]。
- 8日・15日 - 【編成】テレビ朝日系「木曜ミステリー」枠『遺留捜査（第7シーズン）』は、第9話・最終回を2週に亘って、上下編の「最終章」として放送。ゲスト共演者として、同枠初出演となる高橋英樹が出演[823]。15日放送の最終回放送終了と同時に、1999年1月[注 96]から一時中断[注 97]を挟んで継続してきた木曜20時台の「木曜ミステリー」枠そのものも終了。通算23年半の歴史に幕[702][704][705][824][825][826]。
- 9日（8日深夜） - テレビ東京系「木ドラ24」枠にて、ゲーム開発会社・サイバーコネクトツー制作の同名漫画を原作とした『チェイサーゲーム』を放送開始（全8話、- 10月28日(27日深夜)）。ゲーム開発会社のプレイングマネージャー・新堂龍也役を演じる渡邊圭祐はドラマ初主演[827]。共演に東啓介、宇垣美里、浜野謙太、景井ひな、若林佑真、片岡愛之助ら[828]。
- 10日
  - 【BS】
    - 【特撮・特番】NHK BSプレミアムの『全○○大投票』第9弾として、円谷プロダクション制作の特撮シリーズ『ウルトラシリーズ』をテーマにした『発表!全ウルトラマン大投票』を22時00分 - 翌0時に生放送。今回は2022年3月までに放送・上映された映画・オリジナルビデオを含む作品の中から「ウルトラヒーロー」「ウルトラ怪獣」「ウルトラメカ」の3カテゴリから投票を行い、当日の番組内で発表した。また、関連番組として『歴史秘話 ウルトラマンヒストリア』を7月30日[注 98]に放送したほか、総合テレビでの『ウルトラマンヒストリア』再放送直後にシリーズ第2作『ウルトラマン』（1966年7月 - 1967年4月、全39話）第1話「ウルトラ作戦第一号」を同じく総合テレビで特別再放送[注 99]、『大投票』放送前日の9月9日には、5月2日に放送された『ふたりのウルトラマン』の再放送をBSプレミアムで行った[829]。
    - WOWOWプライム「連続ドラマW」にて、石ノ森章太郎の漫画『HOTEL』[注 12]を原作とした『HOTEL -NEXT DOOR-』を放送開始（全6話、 - 10月15日）。ホテル競争の激化した現在を舞台とし、「ホテル・プラトン」再建のため、総支配人として招かれたホテル経営のプロで、「ホテル座の怪人」との異名を持つ主人公・三枝克明役を、同局ドラマ初主演となるディーン・フジオカが演じる[830]。共演に草笛光子、加藤雅也、石橋蓮司、村上弘明、阿部純子、尾美としのり、とよた真帆、坪倉由幸（我が家）、益岡徹、永井大、根岸季衣、モロ師岡、矢田亜希子、池田良、朝井大智、嘉島陸、高橋洋ら[831][832]。
- 12日
  - テレビ東京系「月曜プレミア8」枠にて、尾崎将也が脚本を手掛け、松重豊と濱田岳のダブル主演による、見た目も性格も凸凹な異色バディが難事件解決に挑む新たな推理ドラマ『大川と小川の時短捜査』をこの日放送。ドラマでは架空の警察署・烏山警察署を舞台に、元刑事だが今は働き方改革を啓発する警務課職員の大川勇治役を松重が、刑事課に異動してきたばかりで課の体育会な雰囲気になじめない若手刑事の小川満を濱田がそれぞれ演じる。共演には夏帆、迫田孝也、橋本じゅん、光石研らがそれぞれ脇を固める[833]。
  - 【訃報】劇団昴の所属俳優としてデビューし、テレビアニメや劇映画の吹き替えなど声優として活動、テレビドラマでは日本テレビ系「火曜サスペンス劇場」『密室航路』（1983年、原作：夏樹静子）に出演した経歴を持つ俳優・声優の水野龍司がこの日午前、肺炎による全身敗血症のため東京都内の病院で死去（70歳没）[834]。
- 15日 - 【賞】民放連主催の「2022年日本民間放送連盟賞」が発表され、テレビドラマ部門はTBS系「金曜ドラマ」枠2021年10月期の『最愛』が最優秀賞を受賞。また、優秀賞には日本テレビ系「水曜ドラマ」枠2021年7月期の『ハコヅメ〜たたかう!交番女子〜』、フジテレビ系「月9」枠1月期の『ミステリと言う勿れ』、東海テレビ制作・フジテレビ系「土ドラ」枠の『おいハンサム!!』、関西テレビ制作・フジテレビ系『僕もアイツも新郎です。』、テレビ大阪制作・BSテレ東「真夜中ドラマ」枠2021年7月期の『ホメられたい僕の妄想ごはん』がそれぞれ選出された。グランプリ・準グランプリ受賞作品は11月8日に東京都内で催される「第70回民間放送全国大会」式典席上にて発表される予定[835][836]。
- 17日・24日 - 【映画】フジテレビ系「土曜プレミアム」枠にて、16日に公開の映画『沈黙のパレード』を記念し、福山雅治主演の『ガリレオシリーズ』から、17日には9年ぶりのドラマ最新作『ガリレオ 禁断の魔術』、24日には2008年公開の映画『容疑者Xの献身』をそれぞれ放送。17日のドラマ版では、『沈黙のパレード』内で起きた事件の4年前に起こるもう一つの事件について描かれる。主人公の福山演じる物理学者・湯川学の3代目となる新たな相棒の刑事・牧村朋佳役で新木優子が登場。福山・新木以外の共演者として、草薙俊平役の北村一輝が、これまでのシリーズから続投[837][838][839]。
- 19日 - 【朝ドラ・BS】NHK BSプレミアム・BS4Kの「連続テレビ小説・アンコール」枠にて、1981年度後期作品第28作『本日も晴天なり』（作：小山内美江子、主演：原日出子、共演：鹿賀丈史、他。1981年10月5日 - 1982年4月3日、全153話）をアンコール放送（ - 2023年3月、予定）[840]。
- 19日 - 23日・25日 - 【映画・時代劇・BS】BS松竹東急の「よる8銀座シネマ」（25日以外）並びに「日曜ゴールデンシアター」（25日のみ）枠にて、朝日放送テレビ（ABC TV）・松竹制作の老舗時代劇シリーズ『必殺シリーズ』の劇場版映画6作品（『ブラウン館の怪物たち』・『必殺!5』以外は貞永方久、『ブラウン館の怪物たち』は広瀬襄、『必殺!5』は舛田利雄がそれぞれ監督、6作とも藤田まことが主演）を、柳亭小痴楽の解説も交えて特集放送。19日は『必殺! THE HISSATSU』（1984年）[841]、20日は『必殺! ブラウン館の怪物たち』（1985年）[842]、21日は『必殺! III 裏か表か』（1986年）[843]、22日は『必殺4 恨みはらします』（1987年）[844]、23日は『必殺!5 黄金の血』（1991年）[845]、25日は『必殺! 主水死す』（1996年）[846]をそれぞれ放送。→1月4日 - 6日・29日の出来事も参照
- 20日
  - NHK総合「ドラマ10」枠にて、前年9月17日 - 10月1日に同枠で放送したオダギリジョーが演出・脚本・編集を手掛け、自身も主人公にしか見えないグータラな警察犬を演じた『オリバーな犬、 (Gosh!!) このヤロウ』の続編・シーズン2を放送開始（全3話、 - 10月4日）。今作でも引き続き、主人公・青葉一平役を池松壮亮、前述している主人公にしか見えないグータラな警察犬・オリバー役をオダギリが演じる[847][848]。シーズン2放送開始に先駆けて、17日の0時25分 - 2時58分（16日深夜）に、シーズン1の特別版も放送[849]。今作からの共演者として松たか子、黒木華、浜辺美波、千原せいじ（千原兄弟）、村上虹郎、寛一郎、河本準一（次長課長）、濱田マリ、シシド・カフカ、河合優実、佐藤玲、風吹ジュンらも出演[850][851]。
  - 【時代劇・BS】BS朝日（2K・4K）「火曜プライム」枠にて、海老沢泰久の短編時代小説『無用庵隠居修行』を原作とし、2017年に初放送以降年1回ペースで制作・放送されている水谷豊主演のシリーズ時代劇最新作・第6弾『無用庵隠居修行6』と題し放送（20時 - 21時54分）。共演も岸部一徳、檀れい、田山涼成、中山忍、松風理咲、橋爪淳、市毛良枝、榎木孝明、杉本哲太ら、ナレーションの夏木マリも続投。今作のゲスト共演者として温水洋一、矢野聖人、柳ゆり菜、小川菜摘、黒川智花、山口良一、冨家規政、永井大ら[852]。
- 21日
  - （20日深夜）
    - 【関東広域圏】TBS「ドラマストリーム」枠にて、『階段下のゴッホ』を放送開始（全8話、 - 11月9日(8日深夜)）。大手化粧品メーカーに勤務している主人公は美人で勤勉、その上成績優秀。年収1000万円超を稼ぐ30歳の「高収入バリキャリ女子」。ある日、とある絵画に出会ったことがきっかけとなり、画家になろうと東京芸術大学を目指す様子を描く。その主人公を、ドラマ初主演となるSUMIREが演じる[853]。共演に神尾楓珠ら[854]。
    - 【近畿広域圏】毎日放送「ドラマイズム」枠10月期作品として、真鍋昌平の同名漫画でドラマ化や映画化もされた『闇金ウシジマくん』と、そのスピンオフ作品『闇金ウシジマくん外伝 らーめん滑皮さん』を原作としたドラマシリーズ6年振りの新作となる『闇金ウシジマくん外伝 闇金サイハラさん』を放送開始（全15話、 - 12月28日(27日深夜)）。『闇金ウシジマくん』シリーズの主人公・丑嶋馨の最大の宿敵で、映画版第2作より登場した実写版のオリジナルキャラクター・犀原茜にスポットを当て、彼女を主人公とした物語で、女性でありながら非合法な闇金融業者として生きる茜が、アウトローゆえヤクザらに付け込まれ、理不尽な要求を受けつつも裏社会で生き抜いていく様子を描く。その主人公・犀原茜役を、これまでの映画・ドラマシリーズから引き続き高橋メアリージュンが演じる。共演にマキタスポーツ、宮世琉弥ら[855][856]。

  - 【訃報】映画監督として『斬り込み』、『反逆のメロディー』（いずれも1970年）や『俺達に墓はない』（1979年）などを手掛け、テレビドラマでも『太陽にほえろ!』、『探偵物語』（いずれも日本テレビ系）や『西部警察』（テレビ朝日系）などの演出も担当した澤田幸弘がこの日の夜、老衰のため静岡市内の病院で死去（89歳没）。訃報は26日に明らかになった[857]。
- 22日 - 10月13日 - 読売テレビ・日本テレビ系「木曜ドラマ」枠にて、『4週連続オムニバスDRAMA』を放送（全4回）。内訳として、前半の30分は清水晴木の同名小説を原作とし、上川隆也が全4話の案内人として登場する『さよならの向う側』を[858]、後半の25分は学研が発行する同名児童文学を原作とし、飯尾和樹（ずん）と莉子の二人が、全4話のナビゲーターとして登場する『5分後に意外な結末』をそれぞれ放送[859]。
- 23日 - テレビ東京系ではこの日、日本の地域創生を目指した番組づくりの一環として、群馬県高崎市とタッグを組み、バラエティやドラマを制作してきた番組の第3弾としてSPドラマ『旅するサンドイッチ』を放送（12時 - 13時）。地元の食材を使ったサンドイッチを提供するフードワゴンを営む主人公らが、高崎市で出会う農業を営む家族と交流する様子を描く。その主人公を伊藤万理華が演じる。共演に富田望生、遠藤雄弥、宮崎美子、寺島進ら[860][861]。
- 24日（23日深夜） - 【近畿広域圏】朝日放送テレビではこの日、指原莉乃が書き下ろした楽曲の歌詞をベースに、青春ラブストーリーとしてドラマ化した『もしも、この気持ちを恋と呼ぶなら…。』を放送（0時24分 - 1時24分、金曜深夜）。ヒロインを含めた配役のメインキャストは、作詞の指原がプロデュースし、今ドラマの主題歌も担当する=LOVE・≠ME双方のメンバーからオーディションを経て、=LOVEからは野口衣織、佐々木舞香、齊藤なぎさ、諸橋沙夏、≠MEからは冨田菜々風、蟹沢萌子、川中子奈月心の七人に決定[862][863][864]。
- 25日 - 【BS】NHK BSプレミアム・BS4K「プレミアムドラマ」枠にて、1月期に総合「ドラマ10」枠で放送した『しもべえ』の10年後を、堀未央奈演じる雑誌記者・菊池明日香の視点で描く『しもべえ 特別版』と題し放送開始（全8話、 - 11月13日）。主人公・「しもべえ」役の安田顕（TEAM NACS）をはじめ、白石聖、金子大地、矢作穂香、内藤秀一郎、矢田亜希子らも続投。前述の堀にとって、NHKのドラマ初のレギュラー作品にもなる[865][866]。→1月7日の出来事も参照
- 26日 - フジテレビ系ではこの日、2019年7月期と、2020年10月期 - 2021年1月期（2クール放送）に、共に「月9」枠で放送された香川まさひと原作・木村直巳作画を原作とした上野樹里主演の『監察医 朝顔』を、『監察医 朝顔2022スペシャル』と題し放送（21時 - 22時48分）。今作では、連ドラシーズン2の最終回から1年半後を描く[867]。主人公・桑原朝顔役の上野以下、共演の時任三郎、風間俊介らも続投[868][869][870]。今SPでの共演者として速水もこみち[871]、連ドラ時にゲスト出演経験のある肥後克広（ダチョウ倶楽部）、戸塚純貴、奥智哉らも出演[872]。
- 27日 - 【訃報】1954年に東映京都撮影所に入所し、映画俳優としてデビュー。主演作『米』（1957年、今井正監督）を始めとして数々の映画に出演。テレビドラマでは東映東京撮影所の特撮ドラマ第1作『スパイキャッチャーJ3』（1966年）やNHK大河ドラマ『草燃える』（1979年）などの作品に出演した俳優・タレントの江原真二郎（本名・土家基定）がこの日、進行性核上性まひのため神奈川県内の施設で死去（85歳没）。訃報は約3か月後の12月9日に明らかにされた[873][874]。
- 28日 - 【訃報】1970年に女性週刊誌の記者となり、その後1980年から2020年までフジテレビ専属芸能リポーターとして同局の情報番組などに出演、また大原麗子（女優、2009年没）の人生をテーマに2011年に発表したノンフィクション『大原麗子 炎のように』が2013年にテレビドラマ化され、テレビ東京系にて『大原麗子没後3年ドラマスペシャル 女優 麗子〜炎のように』（2013年3月6日放送）と題して放送されるなどした経歴を持つ芸能評論家の前田忠明がこの日夕方、東京都内の自宅マンションで転倒して頭部を強打、直ちに病院に緊急搬送されたがクモ膜下出血のため死去（81歳没）。訃報は約3か月後の12月18日に明らかにされた[875]。
- 30日 - 【訃報】五代目三遊亭圓楽（2009年没）門下に入門し初名の「三遊亭楽太郎」を名乗って初高座を踏み、日本テレビ系『笑点』に1977年から本年まで大喜利メンバーとして出演、2010年に師匠の名を継いで六代目円楽を名乗るなど多年に亘り落語界で活躍、テレビドラマではNHK連続テレビ小説『ひらり』[注 100]（1992年）やTBS系『赤めだか』[注 101]（2015年）などに俳優として出演した経歴を持つ落語家の六代目三遊亭円楽（本名：會泰通）がこの日、肺がんのため死去（72歳没）[876]。

### 10月
- 1日（9月30日深夜） - 3日（2日深夜） - 【近畿広域圏】朝日放送テレビではこの3日間の未明に、前年1月 - 2月に「ドラマ+」枠で放送した佐々木蔵之介主演の『ミヤコが京都にやって来た!』（全6話）の続編・連ドラから半年後の夏を描いた『ミヤコが京都にやって来た!〜ふたりの夏〜』と題して放送（全3話）。主演の佐々木以下、藤野涼子、結木滉星、松本若菜、三林京子、市川猿之助らも続投。今SPからの新たなキャラクター・共演者として柳沢慎吾、川畑泰史、おいでやす小田、増田英彦（ますだおかだ）も出演[877][878][879]。これに先立ち、9月28日 - 30日の「プレミアムワイド」第1部（13時49分 - 14時48分）枠で、連ドラ6話分を1日2話ずつ再放送[880]。
- 1日
  - 【BS】BSテレ東（2K・4K）「土曜ドラマ9」枠10月期作品として、「生きること」も「死ぬこと」も出来ない、ワケありの人間の人生再生を描く糸井のぞの漫画作品『最果てから、徒歩5分』（新潮社）を同名タイトルでドラマ化し、放送開始（全8話、 - 11月26日）。主演にはゴールデンタイム枠初登板となる岡田結実を起用する[881][882]。共演に栁俊太郎、竹財輝之助、内山理名ら[883]。
  - 【訃報】1959年に力道山光浩（1963年没）にスカウトされて日本プロレスに入門し、ジャイアント馬場（1999年没）との黄金タッグ「BI砲」でインターナショナルタッグ選手権を保持、1972年の新日本プロレス旗揚げ以後は金曜20時の『ワールドプロレスリング』（NET→テレビ朝日）のメインとして活躍、テレビドラマでは若手時代に出演した『チャンピオン太』（1963年、フジテレビ、原作：梶原一騎／吉田竜夫、本名の猪木寛至名義）や『プロレスの星 アステカイザー』（1976年、NET、原作：永井豪）の第1話で本人役で出演した経歴を持つ元プロレスラー・政治家のアントニオ猪木がかねてより全身性アミロイドーシスで闘病中であったところ、この日の朝、心不全のため自宅で死去（79歳没）[884]。
- 2日
  - テレビ朝日系ではこの日、2020年10月期の「木曜ドラマ」枠で放送した木村文乃主演の『七人の秘書』のSPドラマを放送（21時 - 22時55分）[885]。7日公開の映画『七人の秘書 THE MOVIE』に先駆けて、連ドラ最終回から2年後を描く。主演の木村以下、広瀬アリス、菜々緒、シム・ウンギョン、大島優子、室井滋、江口洋介らも続投[886][887]。
  - 【BS】
    - （1日深夜）【大阪府】BSテレ東（2K・4K）制作・テレビ大阪「真夜中ドラマ」枠10月期作品として、同枠で前年4月期に放送され、モデル・女優の泉里香の初主演作品となったムラタコウジの同名漫画を原作とした『高嶺のハナさん』の続編となる『高嶺のハナさん2』と題し放送開始（全12話、 - 12月18日(17日深夜)）。前作に引き続き小越勇輝、香音、猪塚健太らも出演[888]。
    - BS-TBS（2K・4K）の日曜23時 - 23時54分枠にて、井上ハヤオキの漫画『サワコ』を原作とした『サワコ〜それは、果てなき復讐』を放送開始（全10話、 - 12月4日）。主人公・深井サワコが、元同僚・音川マチカの人間関係に侵食し破壊していく様子をラブホラーサスペンスとして描く。主人公・深井サワコ役を趣里が演じる。共演に、サワコに人間関係を破壊されてしまう音川マチカ役の深川麻衣の他、小関裕太、曽田陵介、庄司浩平、平井亜門、田邊和也、金井美樹、赤間麻里子、岩谷健司らが出演[889]。本作品では、インティマシー・シーン[注 102]もあることから、ラブシーンなどで演者をケアする「インティマシー・コーディネーター」を、スタッフの一員に迎え入れて制作される[890]。
- 3日
  - NHK
    - 【朝ドラ】令和4年度後期連続テレビ小説（第107作、大阪局制作）として、東大阪市と長崎県の五島列島を舞台とする『舞いあがれ!』を放送開始（総合・BSプレミアム・BS4K。全126話[注 103]、 - 2023年3月31日）[392]。脚本は桑原亮子が担当し[891][892]、そのヒロイン・主役として福原遥が出演[893]。共演及びヒロインの家族として、父役を高橋克典、母役を永作博美、兄役を横山裕（関ジャニ∞）、母方の祖母役を高畑淳子がそれぞれ演じる[894]ほか、語りを長崎県出身のシンガーソングライター・さだまさしが務める[895]。
    - 【編成】総合の月 - 金曜の22時45分 - 23時30分に位置付けている「若年層ターゲットゾーン」の月曜枠（23時 - 23時30分）にて、その時代の「ヒロイン」として、後世に語り継がれる伝説を作り、ドラマのような人生を送ってきた女性たちの人物像にスポットを当て、若手女優が自ら取材し、色々な体験も重ね迫る様子を、ドキュメンタリーと人生を分けた重要なエピソードをドラマ化して構成した『ヒロイン誕生!ドラマチックなオンナたち』を放送開始（ - 12月26日）[896]。

  - 【BS】BS松竹東急「月曜ドラマ」枠10月期作品として、『商店街のピアニスト』を放送開始（全13話、 - 12月26日）。商店街の楽器店に置かれたストリートピアノを通じた心の交流を描く。主演を駒木根葵汰が務める。共演に優希美青ら[897][898]。
- 3日 - 6日 - NHK総合「夜ドラ」枠にて、BSプレミアム・BS4Kで放送してきた『星新一の不思議な不思議な短編ドラマ』の中から、「凍った時間」（3日）、「夜と酒と」（4日）、「ずれ」（5日）、「もてなし」（6日）の4話を地上波放送[899]。→4月5日・7月4日 - 21日も参照
- 4日
  - （3日深夜）【近畿広域圏】朝日放送テレビの火曜1時38分 - 2時10分（月曜深夜）枠にて、ミナモトカズキの同名漫画を原作とした『壁サー同人作家の猫屋敷くんは承認欲求をこじらせている』を放送開始（全8話、 - 11月22日(21日深夜)）[900]。幼なじみで同人作家とアイドルが、夢に向かう姿と恋を描く。主人公の二人、漫画専攻の学生ながらも、周囲には内緒で「骨肉」というペンネームでオリジナルBL漫画を描く同人作家・猫屋敷守役を、地上波の連ドラ初主演となる松岡広大、「SHINY SMILE」のメンバーで、ISSAY名義で活動しているアイドル・風間一星役を中尾暢樹がそれぞれ演じる[901][902]。共演に立石俊樹、木原瑠生、小西詠斗、矢作穂香ら[903]。
  - 【朝ドラ】NHK連続テレビ小説『舞いあがれ!』は、この日第2話を放送予定であったが、同日朝に北朝鮮が発射した弾道ミサイルに関連したニュースを放送したことに伴い、総合テレビ・BSプレミアム・BS4Kの朝放送分が放送休止となった。これにより、総合テレビ昼放送分を本放送としてそのまま放送、翌5日の朝放送分では第2話・第3話を連続して放送[904]。
- 5日
  - （4日深夜）【編成】テレビ東京系の水曜0時30分 - 1時（火曜深夜）のドラマ枠は、これまで決まった枠名が無かったが、この日より「ドラマチューズ!」という名称が付き再スタート[905]。枠名付与後の最初の作品として、週末北欧部chikaの同名エッセイを原案とする『北欧こじらせ日記』を放送開始（全4話、 - 10月26日(25日深夜)）。旅行代理店に勤める北欧好きの女性・縞子がフィンランドへの移住を志すまでのドラマ。主演は連続ドラマ初主演となる本田仁美（AKB48）[906]。
  - 日本テレビ系「水曜ドラマ」枠10月期作品として、森下佳子がオリジナル脚本を手掛ける、実話をモデルにしたサクセスストーリー『ファーストペンギン!』を放送開始（全10話、 - 12月7日）。同ドラマの主人公で、漁業の世界へと飛び込んだ若きシングルマザーを、民放GP帯初主演となる奈緒が演じる[907]。共演に堤真一[908]、鈴木伸之、渡辺大知、松本若菜、ファーストサマーウイカ、志田未来、梶原善、吹越満、梅沢富美男ら[909][910][911][912]。
  - フジテレビ系「水10」枠10月期作品として、井龍一原作、伊藤翔太が漫画を担当する同名漫画を原作とした『親愛なる僕へ殺意をこめて』を放送開始（全9話、 - 11月30日）。毎日仲間と過ごしている大学2年生の主人公は、実父が連続殺人犯だったことで、少年時代にはいじめや嫌がらせにも遭ってきたが、「連続殺人鬼の息子」ということはひた隠しにしてきた。そんなある日、かつて父親が起こした殺人事件と殺害方法が似た猟奇的殺人が起こり、運命が変わっていく様子を描く。その主人公の大学生・浦島エイジ役を山田涼介（Hey! Say! JUMP）が演じる[913]。共演に川栄李奈、門脇麦、尾上松也、早乙女太一、髙嶋政宏、桜井ユキ、佐野史郎、遠藤憲一ら[914]。初回は15分拡大（22時 - 23時9分）。
  - 【訃報】
    - 損害保険会社の社員から俳優へ転向し、1950年代より演出劇場などの劇団に所属しながら舞台演劇を中心にテレビアニメや洋画の吹き替えの声優で活躍、テレビドラマでは『TOKYO DETECTIVE 二人の事件簿』（1975年、朝日放送・大映テレビ室）に白井刑事役でレギュラー出演したこともある俳優・声優の近石真介（本名・近石安藏）がこの日老衰のため東京都内の自宅で死去（91歳没）。訃報は9日に所属事務所のムーブマンの公式サイトで明らかにされた[915][916]。
    - 東映所属のテレビプロデューサーとして『非情のライセンス』・『はぐれ刑事純情派』（以上テレビ朝日系）、『人間の証明』（毎日放送制作・TBS系）、『火曜サスペンス劇場・監察医・室生亜季子』（日本テレビ系）など数多くの作品を手掛けた桑原秀郎がこの日の朝、肺結核のため東京都葛飾区内の病院で死去（87歳没）。訃報は12日に東映から発表された[917][918]。
- 6日（5日深夜）・13日（12日深夜） - テレビ東京系「水ドラ25」枠にて、2021年1月から2月にかけて「ドラマ25」にて放送された『直ちゃんは小学三年生』の続編・最新作となる『直ちゃんは小学五年生』を2週連続で放送（全2回）。主演の杉野遥亮をはじめとした主要キャストは引き続き出演[919]。
- 6日
  - （5日深夜）テレビ東京系「ドラマParavi」枠10月期作品として、アオイセイ原作、越川珠江作画の漫画『夫婦円満レシピ〜それでも夫を愛している〜』を原作とした『夫婦円満レシピ〜交換しない?一晩だけ〜』を放送開始（全12話、 - 12月22日(21日深夜)）。セックスレスを発端とする夫婦交換をテーマとしたラブストーリーを描く。在宅でライターの仕事をしながら、一児の母としても子育てをしている主人公・仁科志保役を、ドラマ初主演作となる佐津川愛美、その夫で夫婦交換を提案する・仁科浩介役を、同局ドラマ初出演となる千賀健永（Kis-My-Ft2）がそれぞれ演じる[920][921]。前述二人以外の共演者として橋本マナミ、黄川田雅哉、柳ゆり菜、和田雅成、野波麻帆、石垣佑磨、松本怜生、板谷由夏、平岡祐太らも出演[922]。
  - フジテレビ系「木曜劇場」枠10月期作品として、生方美久脚本のオリジナルラブストーリー『silent』を放送開始（全11話、 - 12月22日）。主演を、同局系のドラマ初主演となる川口春奈が務める。共演に目黒蓮（Snow Man）、鈴鹿央士、桜田ひより、板垣李光人、夏帆、風間俊介、篠原涼子ら[923][924][925][926]。初回は15分拡大（22時 - 23時9分）。
  - 【BS】BS-TBS（2K・4K）「木曜ドラマ23」枠10月期作品として、西村マリコの同名漫画を原作とした『帰らないおじさん』を放送開始（全10話、 - 12月8日）。働き方改革によって生じた「アフター定時」を、おじさんたちがお金をかけずに楽しんでいく姿を描く。主人公の銀行支店長・星さんを光石研が演じるほか、高橋克実、橋本じゅん、清水麻璃亜（AKB48）らが共演[927]。
- 7日
  - 【BS】WOWOWプライム「WOWOWオリジナルドラマ」として、この年創立60周年を迎えたタツノコプロ制作のテレビアニメ「タイムボカンシリーズ」の一作『ヤッターマン』[注 104]のスピンオフ作品となる『DORONJO / ドロンジョ』が放送開始（全11話、 - 12月16日）[928]。同作品に登場する悪役「三悪」の一人ドロンジョを題材に、彼女が悪に手を染めるまでの過去を描く内容で、主人公のドロンジョこと泥川七音を演じる池田エライザは、WOWOW連続ドラマ初出演にして初主演となる[929][930]。
  - 【訃報】現代前衛音楽の旗手として「ライフ・ミュージック」「ピアノ・メディア」など野心的作品を次々と発表、またNHK大河ドラマ『翔ぶが如く』（1990年）の劇伴音楽も担当した作曲家で文化勲章受章者の一柳慧がこの日死去（89歳没）[931]。
- 8日
  - （7日深夜）テレビ東京系「ドラマ24」枠10月期作品として、久住昌之原作・谷口ジロー作画で松重豊が輸入雑貨商・井之頭五郎役を演じる人気シリーズ最新作で第10弾を迎える『孤独のグルメ Season10』を放送開始（全12話、 - 12月24日(23日深夜)）[932]。今作のゲスト出演者として相田翔子、えなりかずき、片桐はいり、宍戸美和公、真矢ミキ、星野真里、山崎まさよしらが登場する[933]。
  - NHK総合「土曜ドラマ」枠にて、原田ひ香の小説『一橋桐子 (76) の犯罪日記』を原作とした『一橋桐子の犯罪日記』を放送開始（全5回、 - 11月5日）。年金とバイト暮らしの生活も楽ではなく、唯一の希望だった親友も亡くなって空虚な日々を過ごす中、ある逮捕者が「楽になるために刑務所に入りたかった」と、テレビで語っているのを見たことをきっかけに、終の住み処を刑務所にしようと、終活ならぬ「ムショ活」に励む様子を描く。その主人公・一橋桐子役を松坂慶子が演じる[934][935]。共演に岩田剛典（EXILE・三代目 J SOUL BROTHERS from EXILE TRIBE）、長澤樹、片桐はいり、宇崎竜童、木村多江、由紀さおり、草刈正雄ら[936]。
  - 日本テレビ系「土曜ドラマ」枠10月期作品として、知念実希人の小説『祈りのカルテ』を原作とした『祈りのカルテ 研修医の謎解き診察記録』を放送開始（全10話、 - 12月17日）[937][938][939][940]。主人公である男性研修医が研修先の様々な科で「人の顔色を読む」という特技、およびカルテを読み解くことによって問題を抱えたワケあり患者たちと真摯に向き合い、その秘密を解き明かすさまを描く[937][938][939]。主人公の諏訪野良太を日本テレビ系GP帯ドラマ初主演となる玉森裕太（Kis-My-Ft2）が演じる[937][938][939]。共演に池田エライザ、矢本悠馬[941]、濱津隆之、堀未央奈、YU[942]、松雪泰子、椎名桔平ら[943]。
  - 東海テレビ制作・フジテレビ系「土ドラ」枠にて、2021年4月から5月にかけて同枠で放送された林真理子原作の小説[注 105]を基に、大地真央が毒舌全開の美容クリニックの敏腕経営者・中島ハルコ役を演じて好評を博した『最高のオバハン 中島ハルコ』の第2弾を放送開始（全10話、 - 12月11日（10日深夜）[注 106]）。今回は岐阜県を舞台に物語が展開される。また、前作に引き続き松本まりか、合田雅吏、蕨野友也、今野浩喜らが共演[945][946][947]。さらに本作品より、「土ドラ」スペシャルサポーターとしてお笑いタレントのもう中学生が就任[948]。
  - 【BS】BS松竹東急「土曜ドラマ」枠10月期作品として、『お父さん、私、この人と結婚します!』を放送開始（全11回（全10話）、 - 12月17日）。「この人と結婚する」と毎回異なる結婚相手を連れてくる娘と、その両親との3人家族のドタバタ劇を、シットコム形式、且つ1話完結のホームコメディとしても描く。主演を内田理央が務める。共演に升毅、美保純ら[949][950]。更に内田演じる娘が連れてくる結婚相手役として森永悠希、浜名一聖、トカチョフ・サワ、瀧川鯉八、土屋壮、鳥越裕貴、宮崎秋人が出演[951]。同日の初回は、本編放送開始に先駆けてのナビ番組として放送のため、本編は翌週15日より開始。
  - 【訃報】時代劇俳優の原健策（2002年没）と宝塚歌劇団卒業生の乙女松子との間に生まれ、10代の頃から芸能活動を行い、1980年にカネボウ化粧品のキャンペーンガールに選ばれたことをきっかけに同年の東宝映画『地震列島』で本格デビュー。以後は女優やタレントとして活動を展開。テレビドラマではNHK「少年ドラマシリーズ」の『家族天気図』（1980年・1981年）などに出演した経歴を持つ女優・タレントの松原千明がこの日、移住先の アメリカ合衆国・ハワイ州で死去（64歳没）。訃報は11月16日に女性週刊誌の取材報道にて明らかとなった[952]。
- 9日
  - 【特番・大河ドラマ】NHK大河ドラマ『鎌倉殿の13人』は、この日の本編通常放送を休止する替わりに、『「鎌倉殿の13人」応援感謝!ウラ話トークSP〜そしてクライマックスへ〜』を放送。司会進行を佐久間宣行（テレビプロデューサー）と杉浦友紀（同局アナウンサー）が務め、ゲストとして主演の小栗旬をはじめ、小池栄子、坂口健太郎、坂東彌十郎、佐藤二朗も出演[54][55][56]。
  - 日本テレビ系ではこの日、4月5日の「プラチナイト」枠で放送したバカリズムが原案・脚本を担当するショートショートドラマ『ノンレムの恋』に続く第2弾『ノンレムの窓 2022・秋』を放送（22時30分 - 23時25分）。今回の主演を窪田正孝（第1話）、木村文乃（第2話）、木村多江（第3話）がそれぞれ務める[953][954][955][956]。
  - 【近畿広域圏】朝日放送テレビ「ドラマL」枠10月期作品として、平尾アウリの同名漫画を原作とし、2020年1月期にはTBSでアニメ化もされた『推しが武道館いってくれたら死ぬ』を放送開始（全10話、 - 12月25日）。マイナー且つ小規模ながら、地元の岡山県で活動する地下アイドルグループ「ChamJam」と、そのメンバーたちを全力で応援する熱狂的なファンらの懸命な姿を描く。主人公・えりぴよ役を、地上波連ドラ初主演となる松村沙友理が演じる[957][958]。共演にアイドルグループ「ChamJam」のメンバーとして中村里帆、和田美羽、伊礼姫奈、@onefive（MOMO、KANO、SOYO、GUMI）の計7人と[959]、アイドルオタクの役として豊田裕大、ジャンボたかお（レインボー）も出演[960]。
  - 【BS】WOWOWプライム「連続ドラマW」として、池井戸潤の同名小説を原作とした『シャイロックの子供たち』を放送開始（全5話、 - 11月6日）。銀行を舞台に、そんな組織から、普通に働き普通に暮らすことの幸せと困難を描く[961]。本作は前川洋一が脚本を、鈴木浩介が演出（監督）を担当、主人公で出世街道を外れた課長代理・西木雅博役には井ノ原快彦（20th Century）を起用する[962][963]。共演に西野七瀬、加藤シゲアキ（NEWS）、三浦貴大、前川泰之、萩原聖人、玉山鉄二ら[964]。
- 10日
  - フジテレビ系「月9」枠10月期作品として、「大規模なPICU（Pediatric Intensive Care Unitの略で、小児専門の集中治療室の意）の運営は極めて困難」と言われてきた北海道を舞台に、駆け出しの小児科医が先輩医師と共に、どんな子どもでも受け入れ可能なPICUを作るため、1秒でも早くPICUへと搬送できる医療用ジェット機の運用を可能にするために奮闘する姿を描いた『PICU 小児集中治療室』を放送開始（全11話、 - 12月19日）[965]。主人公で、北海道で生まれ育った27歳の小児科医役を、同枠初出演且つ初主演となる吉沢亮が演じる[966][967]。共演に木村文乃[968]、生田絵梨花[969]、高杉真宙[970]、菅野莉央[971]、高梨臨[972]、中尾明慶[973]、甲本雅裕[974]、安田顕（TEAM NACS）[975]、菊地凛子[976][977]ら。初回は30分拡大（21時 - 22時24分）。なお、第1話中で上川郡美瑛町で体調を崩した女児が同町の病院に収容後、旭川の大学病院を経て札幌の大学病院にドクターヘリで運ばれ直後に亡くなる描写について、同町が「実態と異なる」としてフジテレビに放送後抗議していたことが18日の北海道新聞の報道により明らかとなった。同町は「実際には町内の病院を経ずに直接旭川の病院にドクターヘリで運ばれることがある」という。今回の抗議について同局は同紙の取材に対し「12日に関係者が同町を訪れて話を伺った。詳細については回答を控える」とした[978]。
  - NHK総合「夜ドラ」枠にて、津村記久子の同名小説を原作とした『つまらない住宅地のすべての家』を放送開始（全24回、 - 11月17日）。関東近郊の住宅地を舞台に、「刑務所を脱走した女が接近してきている」という事件が起こり、交替で見回ることになるが、それをきっかけに見えてくるそれぞれの家庭の事情と、この町を目指す逃亡犯の本当の目的を描く。主演を井ノ原快彦（20th Century）が務める。共演に岸蒼太（ジャニーズJr.）、夏川結衣、中田喜子、尾美としのり、京野ことみ、浜野謙太、吉行和子ら[979]。
- 11日
  - （10日深夜）TBS系
    - 【編成】深夜の帯ドラマ枠「よるおびドラマ」が1年ぶりに復活。その第2弾として、秋元康の企画・原案による学園ヒューマンミステリー『差出人は、誰ですか?』を放送開始（全40話、 - 12月16日(15日深夜)）[980]。前年10月期に放送された同枠第1弾『この初恋はフィクションです』に引き続き、公開オーディション番組『私が女優になる日_ season2』出演者から本作主演として幸澤沙良が抜擢起用される。共演に櫻井海音、藤原大祐[981]、三浦獠太、野村康太ら。更に、『私が女優になる日_ season2』のファイナリストだった大嵩愛花、馬越友梨、大平くるみの三人も出演[982][983]。
    - 【関東広域圏】火曜1時35分 - 2時05分（月曜深夜）枠にて、Paraviオリジナルドラマとして配信してきた『-50kgのシンデレラ』を地上波放送開始（全8話、 - 11月22日(21日深夜)）。イケメン御曹司・富士崎宰と、彼に一目惚れして50kgのダイエットをしたぽっちゃり女子・佐伯陽芽とのラブストーリーで、犬飼貴丈と大原優乃のW主演。共演に谷まりあ、綱啓永、南りほ、青木瞭ら[984][985]。

  - テレビ朝日系ではこの日、翌12日からの『相棒 season21』放送開始に先駆けて、2008年12月10日・12月17日に放送した『相棒 season7』の第8話・第9話、水谷豊演じる杉下右京の初代の相棒・寺脇康文演じる亀山薫の最後の事件となる「レベル4」の前後篇2話分を再放送（20時 - 21時54分）[986]。
  - NHK総合「ドラマ10」枠10月期作品として、6月26日 - 8月28日にかけてBSプレミアム・BS4K「プレミアムドラマ」枠で放送された『拾われた男 LOST MAN FOUND』（仲野太賀主演、全10話）を地上波放送開始（ - 12月13日）[987]。→6月26日の出来事も参照
  - 【訃報】 イギリス出身の女優で、日本でもNHK総合や衛星第1テレビなどで放送された米国ユニバーサルテレビ制作のドラマ『ジェシカおばさんの事件簿』で主役の作家兼探偵役を演じて人気を博したアンジェラ・ランズベリーがこの日、カリフォルニア州ロサンゼルスの自宅で死去（96歳没）。死因は不明だが家族によると「睡眠中に安らかに亡くなった」という[988][989]。
- 12日 - テレビ朝日系「水曜21時」枠10月期作品として、水谷豊主演の人気シリーズドラマ『相棒 season21』を放送開始（全21話、2クール放送、 - 2023年3月15日）。今作では2000年の「pre season」から2008年放送の「season7」まで、水谷演じる杉下右京の初代の相棒・亀山薫役を演じた寺脇康文が、5代目相棒として14年ぶりに同役で復帰する[990]。初回は15分拡大（21時 - 22時9分）[991]。
- 15日 - 【編成】テレビ朝日系「オシドラサタデー」枠の放送尺が30分に戻り、23時 - 23時30分での放送枠に移行[992]。その同枠10月期作品として、23歳の記憶喪失青年と35歳の女性ふたりが三角関係となるラブコメディドラマ『ボーイフレンド降臨!』を放送開始（全9話、 - 12月17日）[993]。本作では主演に髙橋海人（King & Prince）、ヒロインには桜井ユキと田中みな実がそれぞれ起用される[994]。前述三人以外の共演者として末澤誠也（Aぇ! group）、伊藤修子、本多力、片岡凜、光石研、三宅健[995]ら。初回は30分拡大の1時間SP（23時 - 翌0時）[996]。
- 16日
  - TBS系「日曜劇場」枠10月期作品として、同枠初主演となる山﨑賢人が若き天才ゲーム開発者・安積那由他役を演じる『アトムの童』を放送開始（全9話、 - 12月11日）[997][998]。他に那由他の過去の因縁を知る大手企業のゲーム開発者役で松下洸平、老舗玩具メーカーの新女性社長役で岸井ゆきのが出演する[999]。未発表ではあったが当初、山﨑の敵役として香川照之の出演も予定されていたが、自身の性加害報道により降板となり[1000][1001]、その代役としてオダギリジョーが出演する形となった[1002]。
  - 日本テレビ系「日曜ドラマ」枠10月期作品として、相沢沙呼のミステリー小説『medium 霊媒探偵城塚翡翠』（講談社）を原作とした『霊媒探偵・城塚翡翠』と題して放送開始（全5話、 - 11月13日）。主役の霊媒師探偵を清原果耶が演じる[1003][1004]。共演に瀬戸康史[1005]、小芝風花[1006]、及川光博[1007]、田中道子[1008]ら。
  - 【訃報】1970年に日活に入社して俳優となり、1970年代の同社の看板だった「ロマンポルノ」のスターとして一世を風靡。1970年代後半より軸足を一般映画やテレビドラマへ移した後は日本テレビ系『熱中時代・刑事編』（1979年）や NHK『夢千代日記』（1981年）などのドラマ作品に多く出演した俳優の片桐夕子（本名：小堺由美子[注 107]）がこの日、胆管がんのため死去（70歳没）。訃報は翌2023年4月になって公表された[1010]。
- 17日
  - （16日深夜）【近畿広域圏】朝日放送テレビ「ドラマ+」枠10月期作品として、夕のぞむの同名漫画を原作とした『青春シンデレラ』を放送開始（ - 12月26日(25日深夜)）。「告白するなら、外見くらいなんとかしろよ」と初恋のクラスメイトの相手から受けた屈辱的な失恋をバネに、スゴ腕のビューティーコンサルタント（美容部員）となり勤務する29歳の主人公・萩野紫苑が、ある合コンに参加したのをきっかけに、乗り越えたと思っていた男性や恋愛、外見に対するネガティブな感情などが一気にフラッシュバック。過去のトラウマに引き寄せられるように、時間まで逆戻りし中身は29歳のまま、12年前の17歳の女子高生までタイムスリップ。そこで初恋相手と再会し、惨めな初恋に決着をつけるが如く、優れたメーク術を武器として、12年前とは違う時間を歩み始める様子を描く。その主人公・萩野紫苑役を久間田琳加が演じる[1011][1012][1013][1014][1015]。共演に本田響矢、水谷果穂、箭内夢菜、若林時英、島村龍乃介、岬あかりら[1016][1017]。
  - 日本テレビ系『ZIP!』のミニドラマ「あさドラマ」シリーズ第4弾として、宇仁田ゆみの同名漫画を原作とした『クレッシェンドで進め』を放送開始（ - 12月16日）。長野県松本市の高校を舞台に、バラバラの考え方や個性を持つ高校3年生が、大学受験目前の「合唱コンクール」を通して青春を過ごす様子を描く。じゃんけんで負けてしまったことにより、合唱コンクールの委員に選ばれてしまった主人公・樫浩太役を細田佳央太が演じる。共演に出口夏希、水沢林太郎、藤井夏恋、濱尾ノリタカ、桑山隆太（WATWING）ら[1018][1019]。
  - テレビ東京系
    - 「月曜プレミア8」枠にて、寺島進主演のシリーズドラマ『駐在刑事』の最新作『駐在刑事SP 2022』と題して放送。今回のゲスト共演者として福士誠治、玉置玲央、秋元才加、小野武彦らが出演[1020]。
    - 「ドラマプレミア23」枠10月期作品として、本作で同枠5作連続となる秋元康が企画・原作を担当する、事件考察を専門にした部署を舞台とした『警視庁考察一課』を放送開始（全11回（全12話）、 - 12月26日）。船越英一郎、山村紅葉、西村まさ彦、高島礼子、名取裕子、内藤剛志といったサスペンスドラマに欠かせない俳優陣による豪華共演となる[1021]。

  - 【BS】NHK BSプレミアム・BS4Kにて、『遠野物語』から着想を得たCineric Creativeとの共同制作によるオリジナル作品『山女』を放送（21時 - 22時15分）。山田杏奈、森山未來、永瀬正敏らが出演[1022]。
  - 【訃報】1957年の映画『大菩薩峠』（内田吐夢監督）で脚本家デビューし、その後は『三匹の侍』（フジテレビ系）、『大忠臣蔵』・『家政婦は見た!シリーズ』（いずれもテレビ朝日系）、『傷だらけの天使』（日本テレビ系）などテレビドラマ畑で活動した柴英三郎（本名・前田孝三郎）がこの日の夜、老衰のため東京都武蔵野市内の自宅で死去（95歳没）。訃報は25日に明らかになった[1023][1024]。
- 18日
  - （17日深夜）日本テレビ系「シンドラ」枠10月期作品として、タダノなつの同名漫画を原作とした『束の間の一花』を放送開始（全10話、 - 12月20日(19日深夜)）。共に余命宣告を受けている大学の哲学講師と、その生徒でもある女子大生との、いつ終わりを迎えるかがわからぬ日々を過ごしてゆく恋愛模様を描く。主人公で大学の哲学講師・萬木昭史役を、連ドラ単独初主演となる京本大我（SixTONES）、ヒロインとなる女子大生・千田原一花役を藤原さくらがそれぞれ演じる[1025][1026]。共演に佐々木大光（ジャニーズJr./7 MEN 侍）、富田靖子ら[1027][1028]。
  - 【編成】テレビ朝日系では2022年10月改編で、火曜21時台の制作担当が朝日放送テレビからテレビ朝日へと移管し、2006年4月期に開始した朝日放送テレビとの共同制作「金9」枠（2011年3月終了）以来16年半ぶりに設けられる新たなプライム帯ドラマ枠「火曜21時」枠を、テレビ朝日制作分としては1986年10月期作品『京都かるがも病院』（高橋英樹主演）終了以来35年8か月、朝日放送テレビ制作分もカウントすれば、1993年1月期作品『ホテルドクター』（佐藤浩市主演）終了以来29年7か月ぶりに復活[1029][1030]。復活第1弾並びに同枠10月期作品として、前月9月に終了した「木曜ミステリー」枠でのシリーズの1つでもあった沢口靖子主演のシリーズドラマ『科捜研の女』の最新作・Season22となる『科捜研の女2022』と題して放送開始（全9話、 - 12月20日）[1031][1032][1033][1034]。今シリーズより、渡部秀に替わって小池徹平が新たなレギュラーとして登場[1035][1036]。初回は2時間SP（20時 - 21時54分）として放送、そのゲスト共演者として石黒賢、小宮孝泰らが出演[1037][1038]。
  - TBS系「火曜ドラマ」枠10月期作品として、吉田恵里香のオリジナル脚本により元高校教師の女性が崖っぷちのボーイズグループたちの寮母となり、共にトップアーティストを目指す物語を描く『君の花になる』を放送開始（全10話、 - 12月20日）[1039]。主演には同局連続ドラマ初主演となる本田翼を起用する[1040][1041]。また、ボーイズグループ“8LOOM（ブルーム）”は高橋文哉、宮世琉弥、綱啓永、八村倫太郎、森愁斗、NOA、山下幸輝の7人が演じる[1042]。
- 19日
  - （18日深夜）【近畿広域圏・BS】関西テレビの水曜0時25分 - 0時55分（火曜深夜）枠にて、BSフジとの共同制作による『コンビニ★ヒーローズ〜あなたのSOSいただきました!!〜』を放送開始（ - 12月21日(20日深夜)）。とあるコンビニを舞台に、おせっかいなヒーロー5人が、常連客の悩みを解決していく様子を描く。その主人公を、連ドラ初主演となる横田真悠が務める。共演に尾崎匠海（INI）、ちゅうえい（流れ星☆）、佐伯大地、横内亜弓ら。前述のBSフジでも4日遅れの23日（22日深夜）より、日曜0時 - 0時30分（土曜深夜）枠にて時差ネット。初回は地上波・衛星波共に30分拡大し、第1話・第2話を続けて放送[1043]。
  - 【訃報】学習院大学在学中にジェリー藤尾（歌手、2021年没）率いるジャズバンド『ジェリー藤尾とパップ・コーンズ』のメンバーになったことをきっかけに音楽界入りし、1965年にいかりや長介（ミュージシャン・タレント・俳優、2004年没）が結成したカントリーバンド『いかりや長介とザ・ドリフターズ』に参加、それ以後はグループメンバーとしてTBS系『8時だョ!全員集合』やフジテレビ系『ドリフ大爆笑』などのバラエティ番組に出演、また加藤茶、高木ブーと共に「こぶ茶バンド」を結成して音楽活動を展開、俳優としてはテレビ朝日系『遠山の金さんII』（1985年）、TBS系『ウルトラマンをつくった男たち 星の林に月の舟』（1988年）などのテレビドラマ作品にも数多く出演するなど幅広く活動したミュージシャン・タレントの仲本工事（本名：仲本興喜）が、前日の18日午前に神奈川県横浜市西区内にて車にはねられる交通事故に遭い、頭部を強く打って同市内の病院に搬送されて手術・治療を受けていたが、意識が戻らないままこの日の夜、急性硬膜下血腫のため死去（81歳没）。訃報は所属事務所のイザワオフィスから公表された[1044]。
- 20日
  - （19日深夜）テレビ東京系「水ドラ25」枠10月期作品として、『キス×kiss×キス〜メルティングナイト〜』を放送開始（全10回、 - 12月22日(21日深夜)）。dTVの人気オリジナルコンテンツ『キス×kiss×キス』シリーズを放送用に書き下ろした完全新作で、様々なシチュエーションのキスを描いた毎週2本立てのオムニバスドラマ[1045]。
  - テレビ朝日系「木曜ドラマ」枠10月期作品として、スーツケースひとつで様々な街を渡り歩き、看護に従事する優れた資格を持つフリーランスの看護師「トラベルナース」を描いた中園ミホ脚本のオリジナル作品『ザ・トラベルナース』を放送開始（全8話、 - 12月8日）[1046]。主演を岡田将生が務める。共演に中井貴一[1047]、菜々緒、寺島しのぶ、柳葉敏郎、安達祐実、恒松祐里、宮本茉由、野呂佳代、吉田ウーロン太、前原瑞樹、泉澤祐希、池谷のぶえ、浅田美代子、松平健ら[1048][1049][1050]。初回は10分拡大（21時 - 22時4分）[1051]。
  - 読売テレビ・日本テレビ系「木曜ドラマ」枠10月期作品として、あやぱん原作、蜆ツバサ漫画の同名漫画を原作とした『Sister』を放送開始（全10話、 - 12月22日）。同作は、2人で一緒に暮らす仲のいい姉妹を軸にしたラブサスペンス。妹・三好凪沙とその姉・沙帆は仲良し姉妹で一緒に生活もしている。そんなある日、凪沙は高校時代の初恋相手の麻倉陽佑と再会し、再び恋心を抱くが、その陽佑は姉・沙帆の婚約者であることを知る。姉の婚約者との許されざる恋と、姉・沙帆の思惑を描く。主人公の二人、三好凪沙役を、連ドラ初主演となる山本舞香、その姉・三好沙帆役を瀧本美織がそれぞれ演じる。共演及び凪沙の高校時代の初恋相手で、沙帆の婚約者・麻倉陽佑役で溝端淳平が出演[1052][1053][1054][1055]。
- 21日
  - （20日深夜）【近畿広域圏】
    - 毎日放送「ドラマシャワー」枠にて、榎田尤利[注 108]の同名小説を原作とした『永遠の昨日』を放送開始（全8話、 - 12月9日(8日深夜)）。陽気なクラスの人気者の男子高生・山田浩一はある日、交通事故に遭ってしまう。その浩一と同級生の秀才で、人付き合いが苦手な青海満が心を通わせ、「生」と「性」を見つめる姿を描く。主人公の二人、山田浩一役を小宮璃央、青海満役を井上想良がそれぞれ演じる[1056][1057][1058]。
    - 【編成】関西テレビの金曜0時25分 - 0時55分（木曜深夜）枠にて、「EDGE」を新設。「斬新」や「鋭さ」、「前衛」などの意味がある「エッジ」の通り、同局制作・フジテレビ系で全国ネットの「月10」枠とは一線を画し、エッジの効いたラインナップを目指すとしている。その同枠最初並びに10月期作品として、蒼川ななの同名漫画を原作とした『合コンに行ったら女がいなかった話』を放送開始（全10話、 - 12月23日(22日深夜)）。女の子と縁がない男子大学生3人組が、合コンに誘われて出かけた先には、超絶イケメンの「男装女子」が待っていた。「男6人、女0人」の合コンから始まるラブコメディを描く。主人公の王子様系男装イケメン女子・蘇芳役を、自身初となるテレビドラマ出演作が初主演作にもなる七海ひろきが演じる。共演に井上想良、瀬戸かずや、小西詠斗、如月蓮、増子敦貴（GENIC）ら[1059][1060][1061][1062]。

  - TBS系「金曜ドラマ」枠10月期作品として、夏原武原案、黒丸による同名漫画を原作とし、共に山下智久の主演で2006年4月期の同枠にてドラマ化、2008年には映画化もされた『クロサギ（2022年版）』を、舞台を現代の2022年に置き換えてリメイクし放送開始（全10話、 - 12月23日）[1063]。主人公の「クロサギ」こと黒崎高志郎役を、平野紫耀（King & Prince）が演じる[1064]。共演に黒島結菜[1065]、井之脇海[1066]、中村ゆり[1067]、山本耕史[1068]、坂東彌十郎[1069]、船越英一郎[1070]、三浦友和ら[1071][1072]。
- 22日
  - （21日深夜）テレビ東京系「ドラマ25」枠10月期作品として、前年7月期の「木ドラ24」枠で放送された『お耳に合いましたら。』（伊藤万理華主演）に続く、同局とオーディオストリーミングサービス「Spotify」のポッドキャスト番組が連動したオリジナル作品の第2弾『真相は耳の中』を放送開始（全10話、 - 12月24日(23日深夜)）。署内で検挙率が最低、捜査能力ゼロの崖っぷち刑事が主人公で、後輩刑事から聴くことを勧められた名作ミステリーを扱うポッドキャストをきっかけに、事件を解決していく様子を描く。主演の今井譲治役を伊原剛志、譲治の娘で実はポッドキャストの配信者でもある芽依役を、地上波連ドラ初出演となる筒井あやめ（乃木坂46）がそれぞれ演じる。前述二人以外での共演者として森永悠希、中村ゆりからも出演[1073][1074][1075]。
  - 【編成】テレビ朝日系「土曜ナイトドラマ」枠が4か月ぶりに再開。休止前より30分繰り下げ、且つ「オシドラサタデー」枠と入れ替わる形で、23時30分 - 翌0時での放送枠となる[1076]。その同枠10月期作品として、同局初のシットコム作品となる『ジャパニーズスタイル』を放送開始（全9話、 - 12月24日）[1077]。さびれた温泉旅館を舞台に、その玄関やロビー、従業員室、大浴場の入口とエレベーターだけの限られた空間で、30分間ノンストップの群像劇を描く。主演を、同局系のドラマ初主演となる仲野太賀が務める[1078]。共演に市川実日子、要潤、KAƵMA（しずる）、石崎ひゅーい、檀れい、柄本明ら[1079][1080]。
- 24日 - 関西テレビ制作・フジテレビ系「月10」枠10月期作品として、社会派サスペンスドラマ『エルピス-希望、あるいは災い-』を放送開始（全10話、 - 12月26日）。本作はテレビ界を舞台にアナウンサーとディレクターが連続殺人事件の真相を追う社会派サスペンス作品で、民放連続ドラマ初登板となる渡辺あやが脚本を担当、演出を大根仁が担当。本作の主演であるアナウンサー役に長澤まさみを、長澤扮するアナウンサーに共鳴して事件を共に追うディレクターに眞栄田郷敦、報道記者に鈴木亮平をそれぞれ配する[1081][1082]。前述三人以外の共演者として三浦透子、三浦貴大、近藤公園、梶原善、片岡正二郎、山路和弘、岡部たかし、筒井真理子ら[1083][1084]。
- 25日 - 【神奈川県】テレビ神奈川の火曜23時 - 23時30分枠にて、橋元大河の同名漫画を原作とした『信長未満-転生光秀が倒せない-』を放送開始（ - 12月27日）。織田信長、豊臣秀吉、徳川家康、前田利家、柴田勝家、堀久太郎の6人の戦国武将らが、20代の6人兄弟として現代の日本に転生。信長は「同じ世界線に転生している明智光秀に負けると、次の世界線に転生する」というルールを課せられている中で、戦国時代さながらの騒動が、現代サイズで次々と巻き起こっていく様子を描く。主人公の信長役を、テレビドラマ初主演となる辰巳雄大（ふぉ〜ゆ〜）が演じる[1085][1086]。
- 26日（25日深夜） - 【関東広域圏】日本テレビの水曜1時29分 - 1時59分（火曜深夜）枠にて、『ぴーすおぶけーき』を放送開始（全8話、 - 12月14日(13日深夜)）。とある地方の新興住宅地を舞台に、年齢も性格もバラバラで、出会ってから20年経つ幼なじみの3人が、ベンチに腰掛け溜め息をつく住人のお悩み相談に答えていくが、それが斜め上をいく様子を描く。主人公で幼なじみの三人を基俊介（ジャニーズJr./IMPACTors）、佐々木美玲（日向坂46）、落合モトキがそれぞれ演じる。共演及び団地の管理人役で酒井敏也も出演[1087][1088]。
- 27日 - 【訃報】岩波映画製作所にて撮影技師となった後、三船プロダクションと石原プロモーション共同製作の映画『黒部の太陽』（1968年）に撮影監督として参加したことを機に石原プロモーション入りし、同社で常務取締役を務める傍ら、日本テレビ系『大都会 闘いの日々』以後の大都会シリーズや、テレビ朝日系『西部警察』シリーズなどの石原プロモーション制作テレビドラマ作品にスタッフとして関わった撮影技師の金宇満司がこの日、菌血症のため死去（89歳没）。訃報は31日に明らかにされた[1089]。
- 28日
  - （27日深夜）【近畿広域圏】毎日放送「ドラマ特区」枠にて、箕野希望の同名漫画を原作とした『恋と弾丸』を放送開始（全9話、 - 12月23日(22日深夜)）。ヤクザの若頭と女子大生のラブストーリーを描く。主人公の二人、ヤクザの若頭・桜夜才臣役を古川雄大、女子大生・ユリ役を馬場ふみかがそれぞれ演じる[1090]。共演に黒羽麻璃央、中村静香、木村慧人（FANTASTICS from EXILE TRIBE）、大澄賢也、山中柔太朗、七瀬公、新井舞良、中尾有伽、橋本マナミら[1091]。
  - テレビ朝日系「金曜ナイトドラマ」枠10月期作品として、秋元康の企画・原作・脚本によるオリジナル作品『最初はパー』を放送開始（全8話、 - 12月16日）。お笑い養成所を舞台に、何をやっても中途半端な政治家の息子が、裏社会で生きてきたコワモテの男とコンビ「最初は、パー!」を組んでプロを目指していく様子と、そこで巻き起こる悲喜こもごもを描く。主人公で政治家の息子役を、地上波連ドラ単独初主演となるジェシー（SixTONES）、コンビを組むことになる裏社会で生きてきたコワモテの男役を市川猿之助がそれぞれ演じる[1092][1093][1094]。共演に基俊介（ジャニーズJr./IMPACTors）、賀喜遥香（乃木坂46）、小籔千豊、青木柚、迫田孝也、橋本じゅんら[1095]。

### 11月

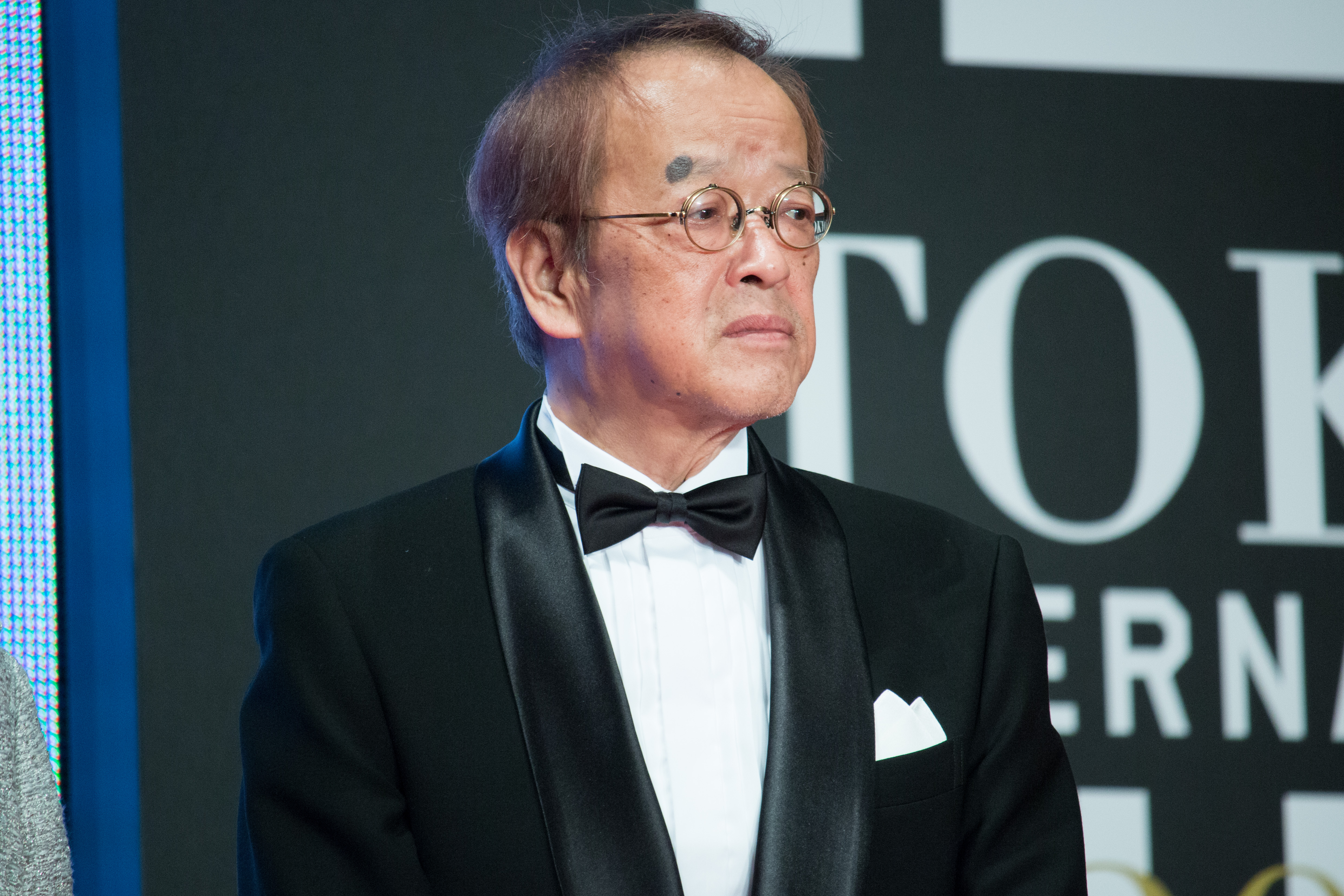
大森一樹死去（11月12日、70歳没。写真は2015年10月撮影）

- 2日（1日深夜） - テレビ東京系「ドラマチューズ!」枠にて、MEGUMIが連続ドラマの企画・プロデュースに初挑戦し、自身も美容のカリスマ女性社長役として出演する『完全に詰んだイチ子はもうカリスマになるしかないの』を放送開始（全8話、 - 12月21日(20日深夜)）。ある大失敗から、失意のどん底に落ちたの若手女子アナが、美容のカリスマ女性社長と出会うことで、様々な困難にぶつかりながらも人間的に成長していく姿を描く。主役の若手女子アナ役を深川麻衣が演じる[1096][1097]。
- 4日
  - テレビ東京系
    - （3日深夜）「木ドラ24」枠にて、松虫あられの同名漫画を原作とした『自転車屋さんの高橋くん』を放送開始（全8話、 - 12月23日(22日深夜)）。岐阜県を舞台にした、自転車屋のヤンキー青年と東京出身で内気なアラサー女性とのラブストーリーで、主人公の高橋遼平役を鈴木伸之、飯野朋子役を内田理央が演じる[1098]。
    - 「金曜8時のドラマ」枠10月期作品として、2019年1月期・2020年10月期には同枠で連ドラ2シーズン、2020年7月と本年6月20日には「月曜プレミア8」枠で単発SPも放送してきた北大路欣也主演のシリーズドラマ『記憶捜査〜新宿東署事件ファイル〜』の最新作・シーズン3となる『記憶捜査3〜新宿東署事件ファイル〜』と題して放送開始（全7話、 - 12月16日）。主演の北大路以下、共演も風間俊介、上白石萌音、石黒賢、余貴美子らレギュラー陣は続投。本年6月のSPで初登場した松島聡（Sexy Zone）も、今シーズンからレギュラーに加入[1099][1100]。初回は2時間SP（20時 - 21時48分）[1101]。→6月20日の出来事も参照

  - 【BS】
    - 【時代劇】NHK BSプレミアム・BS4K「BS時代劇」枠にて、船越英一郎主演のシリーズ時代劇『赤ひげ』の最新作・第4弾となる『赤ひげ4』を放送開始（全8話、 - 12月23日）。共演に中村蒼、優希美青、前田公輝、鈴木康介、宅麻伸、奈緒、戸田菜穂ら[1102]。
    - WOWOWプライム「WOWOWオリジナルドラマ」として、青崎有吾の同名ミステリーを原作とした『早朝始発の殺風景』を放送開始（全6話、 - 12月9日）[1103]。主人公の一人・殺風景役を山田杏奈、もう一人の主人公・加藤木役を奥平大兼がそれぞれ演じ、ドラマのほとんどが二人芝居で展開してゆく[1104]。

  - 【訃報】コピーライターから1979年に作詩家としてデビューし、「ジプシー・クイーン」（歌唱：中森明菜）や「CHANCE」（歌唱：沢田研二）などのヒット曲を発表、テレビドラマでは関西テレビ制作・フジテレビ系『現代恐怖サスペンス』第2シリーズ（1987年7月 - 8月）主題歌「黒い瞳〜アモーレ・ミオ〜」（歌唱：佐藤隆）やテレビ朝日系『高速戦隊ターボレンジャー』[注 109]（1989年 - 1990年）の同名主題歌（歌唱：佐藤健太）などを手掛けた作詩家の松本一起（本名・松本昭二）がこの日の朝、心不全のため東京都内の病院で死去（73歳没）。関係者の話としてがんを患い闘病生活を送っていたという[1105][1106][1107]。
- 7日 - 【東京都】TOKYO MX（東京メトロポリタンテレビジョン）「ドラマニア!」枠にて、ままかりの同名漫画を原作とした『デブとラブと過ちと!』を放送開始（全8話、 - 12月26日）。容姿にコンプレックスを抱える幸田夢子は、ある日事故に遭ってしまった影響で記憶喪失となり、人格も「超ネガティブ」から正反対の「超ポジティブ」へと変化したことで、恋心を抱く若手副社長・結城圭介らをはじめとする個性豊かなキャラクターたちが隠している悩みを次々とぶった切っていく様子をドタバタラブコメディーとして描く。主人公の二人、幸田夢子役を自身ドラマ初出演作が初主演となるかなで（3時のヒロイン）、夢子が恋する結城圭介役を草川拓弥（超特急）がそれぞれ演じる[1108][1109][1110]。BSフジでも6日遅れの日曜0時30分 - 1時（土曜深夜）に時差ネット[1111]。
- 11日 - 【訃報】1950年代に吉本興業にスカウトされミヤコ蝶々（2000年没）主演の『あっぱれ蝶助無茶修業』（関西テレビ）で喜劇人として本格デビュー。朝日放送制作・TBS系[注 110]の公開コメディ番組『てなもんや三度笠』にて藤田まこと（2010年没）扮する「あんかけの時次郎」の相棒「珍念」役で名コンビを組み一世を風靡、またテレビドラマでは『好き! すき!! 魔女先生』（1971年、朝日放送・東映）などの作品に出演した経歴を持つ喜劇役者・タレントの白木みのる（本名・柏木彰）が2020年に死去していたことがこの日、スポーツ紙の取材に応じた白木の親族により明らかにされた（85-86歳没）。ただし死因及び正式な死去日は非公表とされた[1112][1113]。
- 12日 - 【訃報】1978年に松竹映画『オレンジロード急行』にて商業映画監督としてデビュー。その後は『ゴジラvsビオランテ』（1989年、東宝）など数々の作品でメガホンを執り、テレビドラマでは『法医学教室の長い一日』（1986年、日本テレビ）にて演出・脚本を担当した経歴を持つ映画監督・脚本家の大森一樹がこの日昼前、急性骨髄性白血病のため兵庫県西宮市の兵庫医科大学病院で死去（70歳没）。訃報は11月15日に明らかにされた[1114][1115]。
- 13日 - 【BS】WOWOWプライム「連続ドラマW」として、大門剛明の同名小説を原作とした『両刃の斧』を放送開始（全6話、 - 12月18日）。捜査一課の刑事・柴崎佐千夫の長女が殺害され、刺殺体で発見される。後輩刑事・川澄とともに事件の真相を追い、警察組織も挙げての捜査も虚しく迷宮入りとなってしまう。それから15年が経過し、刑事も引退した佐千夫は、重病の妻の看病をしつつ、静かに余生を過ごしていた。そんなある日、未解決事件の再捜査を専門とする「専従捜査班」が立ち上がり、川澄も再捜査に加わって事件を洗い直す中、犯人の目星とされる男の存在が浮かび上がる。その一方で、佐千夫も独自に真相を追うが、一本の電話がきっかけとなり、ある嫌疑をかけられることになる。主人公の二人、川澄成克役を井浦新、柴崎佐千夫役を柴田恭兵がそれぞれ演じる。共演に風吹ジュン、高岡早紀、奈緒、坂東龍汰、波岡一喜、高橋メアリージュン、見上愛、長澤樹、宇野祥平、黒田大輔、ルー大柴ら[1116]。
- 16日（15日深夜） - 【関東広域圏】TBS「ドラマストリーム」枠にて、『私のシてくれないフェロモン彼氏』を放送開始（全9話、 - 2023年1月18日(17日深夜)）。主人公は年下の彼氏と出会うが、キスすらしてくれないなど翻弄されながらも、その日を目指し奮闘する様子を描く。主演を同局ドラマ初主演となる島崎遥香が務める。共演に渡邊圭祐ら[1117]。
- 20日 - 日本テレビ系「日曜ドラマ」枠にて、前週まで放送されていた『霊媒探偵・城塚翡翠』の続編『Invert 城塚翡翠 倒叙集』を放送開始（全5話、 - 12月25日）[1118]。同一クール内でタイトルとビジュアルを一新し、同一主人公による新ドラマを放送するのは「連続ドラマ史上初の試み」と謳う[1118]。
- 27日 - 【訃報】TBS系「ブラザー劇場」『刑事くん』（第3部、東映制作）などの作品の助監督を経て、1980年に日本テレビ系『プロハンター』（セントラル・アーツ制作）で演出家としてデビュー、1983年の映画『十階のモスキート』（ATG）で映画監督としてもデビューした後にも日本テレビ系「水曜グランドロマン」『最後の結婚詐欺』（ギャラクシー・ワン制作）などの2時間ドラマで演出を手掛けた映画監督・演出家の崔洋一（韓国語読み：チェ・ヤンイル）がこの日未明、膀胱がんのため東京都内の自宅で死去（73歳没）[1119][1120]。
- 28日 - 【訃報】1981年に日本テレビ系『太陽にほえろ!』ラガー刑事こと竹本淳二役でデビュー、1984年には日本テレビ系『風の中のあいつ』津村一平役で初主演し、以来NHK大河ドラマや連続テレビ小説では複数作に出演するなど多くのテレビドラマに出演、バラエティ番組の司会としても活動し、私生活では歌手の榊原郁恵と結婚、俳優の渡辺裕太の父としても知られた、俳優・タレントの渡辺徹がこの日の夜、敗血症のため東京都内の病院で死去（61歳没）。訃報は12月2日に所属する文学座より発表された[1121][1122][1123]。
- 29日 - NHK総合「夜ドラ」枠にて、ゆざきさかおみの同名漫画を原作とした『作りたい女と食べたい女』を放送開始（全10回、 - 12月14日）[1124]。主演は比嘉愛未、共演に西野恵未、森田望智、中野周平（蛙亭）、野添義弘ら。

### 12月

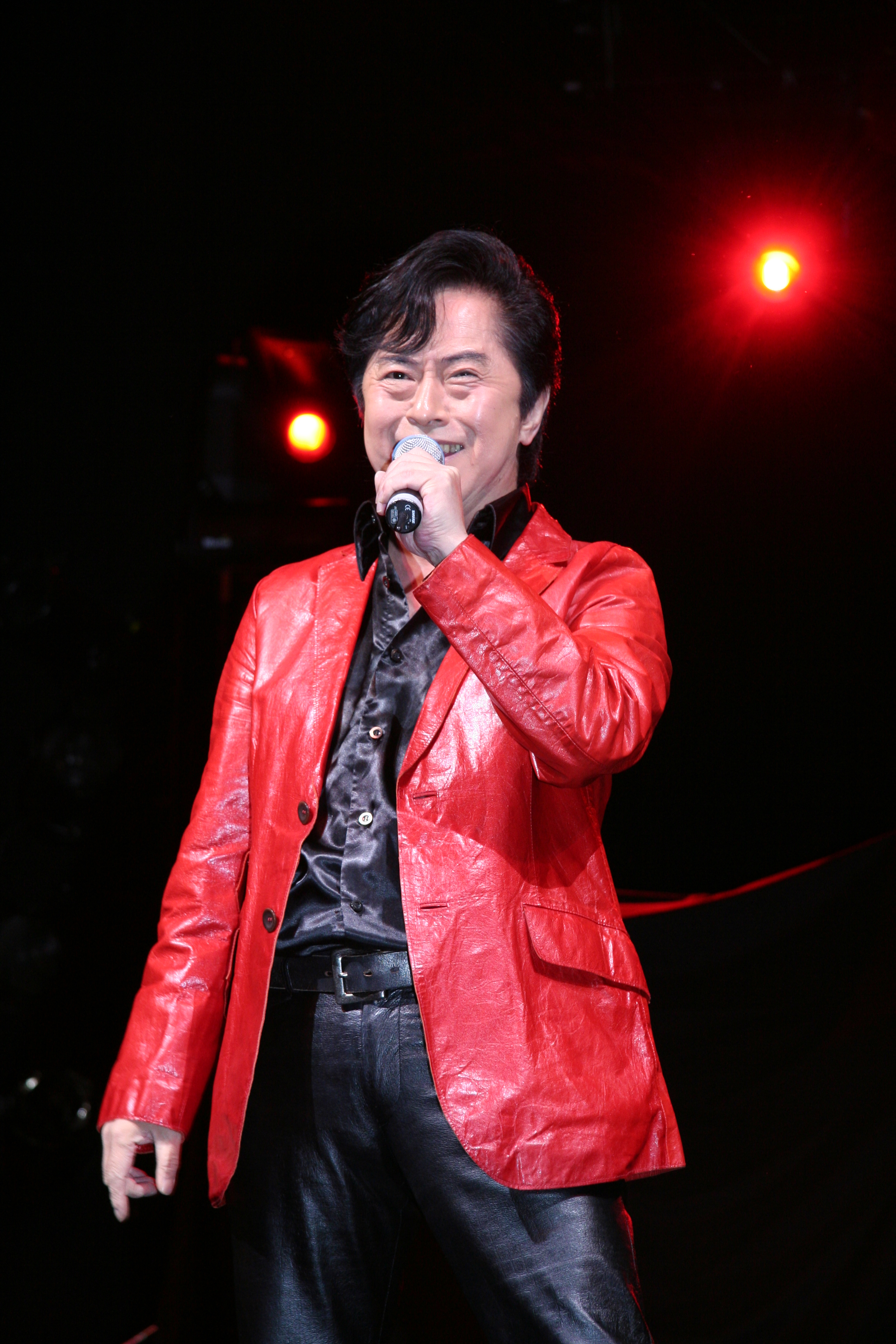
水木一郎死去（12月6日、74歳没。写真は2007年7月撮影）

- 6日 - 【訃報】1965年に「早川昭」の芸名でカンツォーネ歌手としてデビュー、テレビドラマでは東映制作の『超人バロム・1』（1972年、読売テレビ制作、日本テレビ系）や『変身忍者 嵐』（同年、毎日放送制作、NET系）『仮面ライダーX』[注 111]（1974年、同）『がんばれ!!ロボコン』（同年、NET系）『仮面ライダーストロンガー』[注 112]（1975年、毎日放送制作、TBS系）『快傑ズバット』（1977年、東京12チャンネル）など数多くの特撮ドラマの主題歌を歌唱、また自身も『時空戦士スピルバン』[注 113]（1986年、テレビ朝日系）や『料理少年Kタロー』（2001年、NHK）に俳優として、『特命戦隊ゴーバスターズ』[注 114]（2012年、テレビ朝日系）に声優としてそれぞれ出演、数々のテレビアニメの主題歌を歌唱して“アニメソングの帝王”として世界的にもその名を知られた歌手の水木一郎（本名：早川俊夫）がこの日、肺がんのため死去（74歳没）。訃報は12日に公表された[1125]。
- 8日 - 【訃報】大島渚（2013年没）、篠田正浩と共に1960年代後半に日本映画界に於いて話題を集めた“日本ヌーヴェルヴァーグ”の旗手のひとりとして数々の作品を発表、テレビドラマでは『風林火山』（1959年、NET〈現・テレビ朝日〉）、「東芝日曜劇場」『ある女の影』（TBS、1965年）の脚本を担当し、また1970年代から2010年代まで長く務めた放送文化基金賞審査員時代にはテレビドラマの作品審査を担当したこともある映画監督・脚本家の吉田喜重がこの日、肺炎のため死去（89歳没）[1126]。
- 10日 - 【訃報】『横堀川』（1966年、NHK）を皮切りに数々のテレビドラマに出演し、特に1968年10月からフジテレビ系で放送された渥美清（1996年没）主演の『男はつらいよ』[注 115]に出演した後、1969年から開始された松竹配給の同名映画では渥美演じる主人公・車寅次郎の弟分の愛称・源公役で人気を博し、またタレントとしてもバラエティ番組などに数多く出演するなどジャンルを超えた活動を展開したことでも知られた俳優の佐藤蛾次郎（本名・佐藤忠和）がこの日午前、東京都世田谷区内の自宅の浴槽内で動かない状態だったところを親族に発見され、その場で死亡が確認された（78歳没）。訃報は12日に所属事務所から発表され、死因は虚血性心不全と診断されたことを明かした[1127][1128][1129]。
- 11日 - 【訃報】1961年に東宝入りし、同年封切の『大学の若大将』にてデビュー。以後は『太陽は呼んでいる』（1962年）『赤ひげ』（1965年）などの作品に出演、テレビドラマでは1965年開始の「日本テレビ日曜8時連続ドラマ」の看板として名高い「青春学園シリーズ」第1作『青春とはなんだ』（原作：石原慎太郎〈本年2月死去〉、主演：夏木陽介〈2018年没〉）に女教師役でレギュラー出演したことで知られた元女優の藤山陽子がこの日死去（80歳没）。訃報は藤山と東宝の同期入社であった桜井浩子（女優）が19日に自身のTwitterにて公表した[1130]。
- 12日（11日深夜） - 【近畿広域圏】読売テレビ『サンデースクエア』枠にて、『失恋めし』を放送開始（1日2話ずつ放送、全10話、 - 2023年1月9日(8日深夜)）[1131]。地元紙で漫画の連載を持つイラストレーターが、失恋で心を傷めた人と忘れられない思い出の味を巡る様子を描く。主人公のイラストレーター役を広瀬アリスが演じる。共演に井之脇海、臼田あさ美、安藤ニコら。地上波放送に先駆けて、同年1月14日からAmazon Prime Videoで全10話が先行独占配信されている[1132][1133]。
- 15日 - 【訃報】1970年代からダンサーとして活動し、山形弁を武器にしたコメディエンヌとしてテレビに出演するようになり、1977年放送の『新 必殺からくり人』（朝日放送・テレビ朝日系）第5話に出演。以後は女優としてTBS系『3年B組金八先生』（1984年）など数々の作品に出演した女優・タレントのあき竹城（本名：竹田明子）がこの日、大腸がんのため死去（75歳没）。所属事務所によると2年前から闘病生活を送っていたが、今年の秋に病状が悪化したという。訃報は20日に判明した[1134][1135]。
- 17日・ 24日 - NHK総合「土曜ドラマ」枠にて、前年6月12日 - 7月10日にかけて同枠で放送した佐藤二朗主演の『ひきこもり先生』の最新作・シーズン2を放送（全2回）。共演に鈴木保奈美、佐久間由衣、玉置玲央、半海一晃、室井滋、白石加代子、高橋克典ら[1136][1137]。
- 18日
  - 【大河ドラマ】NHK大河ドラマ『鎌倉殿の13人』は、この日最終回（第48話）を15分拡大して放送[54][55][56]。
  - 【訃報】2003年に杉本凌士らとともに「劇団男魂」を旗揚げ、舞台だけでなく映画では『勝手にふるえてろ』や『フラガール』、テレビドラマでは日本テレビ系『パンドラの果実 科学犯罪捜査ファイル』山中森生役を始め、NHK大河ドラマ『徳川慶喜』や連続テレビ小説『ちむどんどん』、テレビ朝日系『暴太郎戦隊ドンブラザーズ』などに出演するなど活動していた俳優の仲田育史が、17日夜に主演舞台の公演中に倒れ救急搬送されたものの、この日未明、搬送先の東京都港区内の病院でくも膜下出血により死亡したことが確認された（47歳没）[1138][1139]。
- 21日 - 【訃報】1978年に日本コロムビアより歌手としてデビューし、タレントや司会者としても活躍。テレビドラマではNHK大河ドラマ『おんな太閤記』（1981年）にて徳川家康の孫娘・千姫を演じるなど多くの作品に出演経験がある元歌手・タレントの高見知佳（本名：高橋房代）がこの日昼過ぎ、癌性腹膜炎のため入院先の愛媛県新居浜市内の病院で死去（60歳没）[1140]。
- 22日 - 【ミステリー】テレビ朝日・東映制作にて1990年より放送されてきた片岡鶴太郎主演の『森村誠一ミステリースペシャル・終着駅シリーズ』（原作・森村誠一）の最終作として『森村誠一ミステリースペシャル 終着駅シリーズ・ファイナル 十月のチューリップ』（20時 - 21時54分）を放送。本作では橋本綾が脚本、池広一夫が演出を担当、美村里江、秋野太作などが脇を固める[1141][1142]。
- 25日 - テレビ東京系で2019年と2021年に「ドラマ25」枠で放送された『サ道』のスペシャルドラマ『サ道〜2022年冬〜』を放送（16時 - 16時55分）。主人公・ナカタアツロウ役の原田泰造（ネプチューン）をはじめとする出演陣は続投[1143]。
- 26日 - 【訃報】1972年の日活ロマンポルノ『濡れた唇』で主演を務めたのをきっかけに注目を集め、1993年の『月はどっちに出ている』などの映画に出演。またテレビドラマでも2007年のNHK大河ドラマ『風林火山』などに出演。実生活では俳優の楠年明の実妻だった絵沢萠子（本名・楠智江）がこの日の朝、老衰のため大阪市内の病院で死去（87歳没）。訃報は30日に明らかになった[1144][1145]。
- 26日・27日 - NHK総合にて荒木飛呂彦の漫画作品が原作の『岸辺露伴は動かない』の第3期として新作エピソード2本を放送。本作でも過去2作同様に小林靖子が脚本を担当、主演も高橋一生（岸辺露伴役）と飯豊まりえ（泉京香役）が続投[1146][1147]、また第7話に古川琴音、第8話に柊木陽太がゲスト出演した[1148]。
- 27日 - 【ミステリー】テレビ朝日・東映制作にて2003年より放送している伊東四朗・羽田美智子主演の『おかしな刑事』シリーズが20年目に突入。それを記念した最新・第26作『おかしな刑事2022 年忘れ!!大感謝スペシャル』と題して放送（20時 - 21時54分）[1149][1150]。
- 29日 - 【ミステリー】テレビ朝日・東映制作にて1979年より放送されて来た『西村京太郎トラベルミステリーシリーズ』（原作・西村京太郎、主演：高橋英樹[注 116]）の最終作として『西村京太郎トラベルミステリー・ファイナル 十津川警部のレクイエム』（21時 - 23時）を放送。シリーズ第73作目となる本作では深沢正樹が脚本、村川透が演出を担当、高橋扮する十津川警部とコンビを組む亀井刑事[注 117]には高田純次、その他に星野真里、山村紅葉などが脇を固める[1151][1142]。
- 31日
  - テレビ東京系
    - （30日深夜）本年7月 - 8月に「ドラマ25」枠で放送された『晩酌の流儀』のスペシャルドラマ『晩酌の流儀 年末スペシャル 〜一年の最後に、最高の一杯を〜』を放送（0時30分 - 1時30分）。主人公・伊澤美幸役の栗山千明をはじめとする出演陣は続投。ゲストに片桐仁ら[1152]。
    - 久住昌之原作・松重豊主演のグルメドラマシリーズ『孤独のグルメ』の6年連続[注 118]となる大晦日スペシャル版『孤独のグルメ2022大晦日スペシャル 年忘れ、食の格闘技。カニの使いはあらたいへん。』（22時 - 23時30分）を放送。今回は10月期の「ドラマ24」枠で放送の『Season10』から続く第13話かつ前年に続いてのロードムービーとして、北海道を車で旅する物語として制作・放送される。ゲスト出演者として岩松了、北乃きい、宅麻伸、葉山奨之、徳井健太（平成ノブシコブシ）、松村邦洋ら[1153][1154][1155]。

### 2023年以降のテレビドラマに関する情報
- NHK
  - 【大河ドラマ】2024年放送予定の大河ドラマ第63作として、平安時代中期の女官・作家である紫式部の生涯を描いた『光る君へ』（脚本：大石静）が制作されることが5月11日に発表された。主役の式部（まひろ）役を吉高由里子が務め[1156]、式部の相手となる藤原道長役を柄本佑が演じる[1157]。

## 2022年のテレビドラマ

### NHKの主なテレビドラマ

#### 特集ドラマ (NHK)
- 第45回創作テレビドラマ大賞 家出娘[286]
  - 3月22日（G）
  - 作：船越凡平
  - 出演：木村湖音、ファーストサマーウイカ、有野晋哉、徳井優、他

#### NHK総合（その他）
- お笑いインスパイアドラマ ラフな生活のススメ（公式サイト）
  - 7月30日[注 119]
  - 脚本：加納愛子（Aマッソ）
  - 出演：（ドラマパート）小池栄子、桜井玲香、中川大輔、他 / （ネタパート）Yes!アキト、かが屋、空気階段、ジェラードン、ハナコ、ぱーてぃーちゃん

#### NHK BS
- だれかに話したくなる山本周五郎 日替わりドラマ2（公式サイト）
  - 2月3日・4日（2回、BSP・BS4K）
  - 原作：山本周五郎
  - 出演：梶裕貴、他
- アナタの悩みを名画が解決!? ドラマチック美術館[1158]
  - 2月9日（BSP）
  - 脚本：綿種アヤ
  - 出演：江上敬子（ニッチェ）、他
- シリーズ横溝正史短編集III 池松壮亮×金田一耕助3（公式サイト）
  - 2月26日（BSP）
  - 原作：横溝正史
  - 出演：池松壮亮、他
- うちのパパ、出張先は宇宙です（公式サイト）
  - 3月4日（BS4K）、7月29日（BSP）
  - 出演：八嶋智人、太田しずく、松下奈緒、泉川実穂、山崎直子、宮下草薙、丸山礼、アイクぬわら、波田陽区
- 国際共同制作ドラマ マイスモールランド[292]
  - 3月17日（BS1）
  - 作・監督：川和田恵真
  - 出演：嵐莉菜、奥平大兼、平泉成、藤井隆、池脇千鶴、他
- ドラマ×マンガ センゴク 〜大失敗したリーダーの大逆転〜[1159]
  - 3月30日（BS4K）、5月13日（BSP）
  - 原案・漫画提供：宮下英樹「センゴク」（講談社コミックス）
  - 出演：中村蒼、橋本マナミ、林裕太、奥田洋平、今村裕次郎、斉藤由貴、他
  - 声の出演：石川界人、木村昴、置鮎龍太郎
- 京都人の密かな愉しみ Blue 修業中「門出の桜」[1160]
  - 5月28日（BSP・BS4K）
  - 脚本・演出：源孝志
  - 出演：林遣都、吉岡里帆、矢本悠馬、趣里、毎熊克哉、他
- あの胸が岬のように遠かった 〜河野裕子と生きた青春〜[591][593]
  - 6月6日（BSP・BS4K）[593]
  - 原作：永田和宏「あの胸が岬のように遠かった―河野裕子との青春―」（新潮社刊）[593]
  - 出演：柄本佑、藤野涼子、他[591][593]

### 日本テレビ系の主なテレビドラマ
- イザミと東京03[1161]
  - 9月10日 - 10月1日（4回）
  - 脚本：オークラ
  - 出演：東京03（飯塚悟志、角田晃広、豊本明長）

#### スペシャルドラマ (日本テレビ系)
- ダマせない男 - 制作協力：日テレアックスオン（AX-ON）、製作著作：日本テレビ[296]
  - 3月26日
  - 脚本：森ハヤシ
  - 演出：水野格
  - 出演：堺雅人、門脇麦、生瀬勝久、広末涼子、他

- ノンレムの窓 - 制作協力：ソケット、製作著作：日本テレビ
  - 原案・窓先案内人[注 120]：バカリズム
  - 総合演出：内田秀実
    - 第1弾（第1弾バックナンバー）[1162]
      - 4月5日[注 121]
      - 脚本：バカリズム、安部裕之、左子光晴・上田誠（共にヨーロッパ企画）
      - 監督：スミス、青木達也
      - 出演：「私達の恋」 風間俊介 / 「解約ゲーム」 野間口徹 / 「カスタマイズ」 松岡茉優

    - 第2弾（第2弾バックナンバー）[1163]
      - 10月9日
      - 脚本：「未来から来た男」 バカリズム / 「放送禁止用語」 伊達さん（大人のカフェ） / 「パスワードが知りたい」 安部裕之
      - 監督：中山佳香、青木達也
      - 出演：「未来から来た男」 窪田正孝 / 「放送禁止用語」 木村文乃 / 「パスワードが知りたい」 木村多江 / 斉藤由貴（声のみ）、他

### テレビ朝日系の主なテレビドラマ

#### スペシャルドラマ (テレビ朝日系)
- ドキュメンタリードラマ 奇跡のバックホーム - 制作：朝日放送テレビ（公式サイト）[247]
  - 3月13日
  - 原作：横田慎太郎「奇跡のバックホーム」（幻冬舎刊）
  - 企画：清水一幸
  - 脚本：ひかわかよ
  - 監督：吉村慶介
  - 出演：間宮祥太朗、三浦景虎、石田ひかり、村瀬紗英、丸山智己、他

### TBS系の主なテレビドラマ

#### 系列局ローカル (TBS系)
中国放送
- 叫ばないと生きていけない - 制作：中国放送（公式サイト）[72]
  - 1月9日 - 3月6日（広島県）
  - 企画・脚本・監督：森ガキ侑大
  - 出演：甲斐心愛（STU48）、西田尚美、松澤匠、見上愛、平子祐希（アルコ&ピース）、他

### テレビ東京系の主なテレビドラマ

#### スペシャルドラマ (テレビ東京系)
- 甘美王〜麗しのエンジェル・キッス〜 - 制作協力：共同テレビ、製作著作：テレビ愛知（公式サイト）[230][1164]
  - 3月5日
  - 脚本：稲葉一広
  - 監督：小野原和宏
  - 協力プロデューサー：竹内力（RIKIプロジェクト）
  - 出演：竹内力、松田るか、小池亮介、原田龍二、他

#### 系列局ローカル (テレビ東京系)
テレビ愛知
- 10チャンミステリー テレビ愛知社長殺人事件 - 製作著作：テレビ愛知（公式サイト）[1165]
  - 1月22日（中京広域圏ローカル）
  - 出演：原田龍二、メイビ、宮本明彦（テレビ愛知社長、特別出演）他 / 井上裕介（NON STYLE）、須田亜香里（SKE48）、林美澪（SKE48）

### フジテレビ系の主なテレビドラマ

#### スペシャルドラマ (フジテレビ系)
- ラーメン大好き小泉さん 二代目! 2022年新春SP - 制作：フジテレビ、製作著作：共同テレビ（公式サイト）[45]
  - 1月8日
  - 原作：鳴見なる
  - 脚本：久馬歩、阿相クミコ
  - 演出：松木創
  - 出演：桜田ひより、小宮璃央、田鍋梨々花、井頭愛海、井本彩花、他

- 第34回フジテレビヤングシナリオ大賞 瑠璃も玻璃も照らせば光る - 制作：フジテレビ（公式サイト）[1166][1167]
  - 12月27日
  - 脚本：市東さやか
  - プロデュース：宮﨑暖
  - 演出：清矢明子
  - 出演：豊嶋花、都留拓也（ラパルフェ）、青山倫子、水橋研二、池谷のぶえ、勝村政信、他

#### 系列局ローカル (フジテレビ系)
東海テレビ
- 東海テレビ 新春エリアドラマ 家族の写真 - 制作：東海テレビ・テレパック（公式サイト）[10]
  - 1月2日（中京広域圏ローカル）
  - 脚本：いとう菜のは
  - 監督：八木順一朗
  - 出演：剛力彩芽、升毅、吉谷彩子、三戸なつめ、木戸大聖、加藤紀子、他

関西テレビ
- カンテレスペシャルドラマ 僕もアイツも新郎です。 - 制作：関西テレビ（公式サイト）[257][258][260]
  - 3月14日（13日深夜、関西広域圏及び中・四国フジテレビ系列6局ネット）
  - 脚本：中村允俊
  - 演出：田中耕司
  - 出演：葉山奨之、飯島寛騎、他
- 新・ミナミの帝王 第21弾 - 制作：関西テレビ（公式サイト）[290][291]
  - 3月22日（関西広域圏ローカル）
  - 原作：天王寺大、郷力也（萬画）「難波金融伝・ミナミの帝王」（日本文芸社『週刊漫画ゴラク』連載中）
  - 脚本：ひかわかよ
  - 演出：髙山浩児
  - 出演：千原ジュニア、大東駿介、赤井英和、森永悠希、石丸謙二郎、しゅはまはるみ、松本妃代、田中俊介、他

### 独立局の主なテレビドラマ
TOKYO MX
- 夜光漂流 MIDNIGHT JELLYFISH - 製作著作：「夜光漂流」製作委員会[1168]
  - 1月1日（2021年12月31日深夜） ・4日（3日深夜）（TOKYO MX1）
  - 脚本・監督：大石渉
  - プロデュース：高木征太郎
  - 出演：朝日奈寛、野々宮ミカ、栗原充弥、鉄塔（三人称）、武田莉奈、あおい咲、中谷貴章、他

- 渋谷先生がだいたい教えてくれる（公式サイト）[1169]
  - 4月5日 - 6月7日（全10話）
  - 出演：谷中敦、徳井義実、里々佳、みなみかわ

チバテレ
- GODドクター - 製作：ゴッドワールドエンターテインメント（公式サイト）
  - 1月5日（4日深夜） - 3月23日（22日深夜）（全12話）
  - 原作・監督・音楽：GOD
  - 脚本：GOD、藤倉親宏
  - 出演：GOD、SIZUKU、清水章吾、夏風ふわり、他

テレビ神奈川（tvk）※幹事局
- ねこ物件 - 製作著作：「ねこ物件」製作委員会（公式サイト）
  - 4月8日 - 6月10日（全10話、tvk）
  - 出演：古川雄輝、細田佳央太[1170]、他

### BS放送の主なテレビドラマ

#### BS-TBS
- シェアするラ! インスタントラーメンアレンジ部はじめました。 - 製作著作：TBSグロウディア、制作：the ROOM、制作協力：東北新社（公式サイト）[355]
  - 4月7日 - 6月23日（全10話）
  - 監督・脚本：松本花奈、竹内里紗
  - 出演：佐藤流司、紺野彩夏、松本享恭、永田崇人、ロン・モンロウ、yukino / 団長安田（安田大サーカス）

#### WOWOW
- ハリウッド共同制作オリジナルドラマ TOKYO VICE（公式サイト）
  - 春予定（全8話）
  - 監督：マイケル・マン
  - 出演：アンセル・エルゴート、渡辺謙、他

#### BSよしもと
- BSよしもと開局記念ドラマ ファーストステップ〜世界をつなぐ愛のしるし〜（公式サイト）[1171]
  - 3月27日
  - 出演：白石聖、木村祐一、フォンチー / 又吉直樹（ナビゲーター）

#### BS松竹東急
- 開局記念特別企画ドラマスペシャル 夜のあぐら〜姉と弟と私〜[382][383]
  - 4月9日
  - 原作・原案：長嶋有（『タンノイのエジンバラ』所収、文春文庫刊）
  - 出演：井上真央、尾野真千子、他

### CS放送の主なテレビドラマ

#### フジテレビTWO
- 恋と友情のあいだで - 制作協力：FCC、制作著作：フジテレビ[1172]
  - 3月（予定）
  - 原作：東京カレンダー『恋と友情のあいだで』（作画：ふるかわしおり／集英社刊）
  - 脚本：遠山絵梨香
  - 出演：堀田茜、泉澤祐希、他